# FAIRY TAILの登場人物
FAIRY TAILの登場人物（フェアリーテイルのとうじょうじんぶつ）では、真島ヒロの漫画作品『FAIRY TAIL』とその派生作品の登場人物について記述する。
各ギルドの詳細についてはFAIRY TAIL#ギルドを参照。

## 妖精の尻尾（フェアリーテイル）
主人公・ナツをはじめとする本作の主要人物たちが所属するギルド。

## 「妖精の尻尾」関係者
イグニール
ナツに滅竜魔法や言葉、文化を教えた火竜。竜を参照。

ゼレフ・ドラグニル
伝説の黒魔導士にしてナツの実兄。アルバレス帝国を参照。

ドラグニル夫妻
ナツとゼレフの実の両親。父親はナツ似、母親はゼレフ似。ドラゴンの襲撃で死亡する。

ジュード・ハートフィリア
声 - 銀河万丈
ルーシィの父。鉄道会社ハートフィリア鉄道を運営するハートフィリア財閥の長。
妻レイラの死後は以前にも増して仕事に打ち込むようになるが、相応して、娘のことを顧みなくなっていき、幼少時のルーシィもショックから父のことを嫌うようになった。ルーシィの縁談を進め、男児を産んでもらうことで跡取りを育てるべく家出中のルーシィを連れ戻すことにするが、ハートフィリア家の財産に目をつけたジョゼの真意を知らぬまま「幽鬼の支配者」にルーシィの奪取を依頼してしまった。その結果「幽鬼の支配者」は「妖精の尻尾」との戦いで壊滅し、ケジメのために帰宅したルーシィから別れを言い渡される。
その後、事業の失敗で無一文になり、アカリファにある若い頃所属していた商業ギルド「LOVE&LUCKY」で再出発する。ギルドに向かう途中、ルーシィから金を借りようとしたためケンカになるが、自らの行動を反省したことで互いに和解の兆しを見せる。
後にルーシィが天狼島ごと行方不明になってからは彼女の生還を願い、7年間ずっと誕生日プレゼントを送り続けていたが、帰還する1か月前に過労で他界。それでも娘のことを案じ、手紙と7年分の家賃を送っていた。墓は妻のレイラの隣に作られ、安らかに眠っている。
アニメ版オリジナルストーリー「星空の鍵編」では、ストーリーの中核である無限時計の針の一本をずっと以前から所持していたことが明らかとなる。そして亡くなる間際に自分の元で手伝いをしていたミッシェル（イミテイシア）に、いつか戻るであろうルーシィへこの針を届けるよう遺言を残し、その直後彼女に看取られ亡くなった。最期の言葉からミッシェルの正体に薄々感づいていた模様。

レイラ・ハートフィリア
声 - 平野綾
ルーシィの母。故人。
容姿はルーシィと瓜二つ。穏やかな人物で、誰に対しても礼儀正しい口調で話す。若い頃は星霊魔導士で、キャンサー、アクエリアス、カプリコーンの鍵の所有者だった。
星霊魔導士を辞めた後は使用人であるスペット、グラミー、ゾルディオにそれぞれの星霊の鍵を預けていた。黄道十二門の鍵を揃えてハートフィリア家の使命であるエクリプスの解放をX777年7月7日に行ったが、グラミーの不在により不足したアクエリアスの分の魔力を自分の生命力で補い、体が弱かったのも重なって重度の魔力欠乏症に陥り、29歳という若さで亡くなる。
さらに彼女の死はルーシィとジュードの仲違いに繋がってしまった。

アンナ・ハートフィリア
声 - 遠藤綾
ルーシィの400年前の先祖である偉大な星霊魔導士。
子孫のレイラやルーシィとそっくりな女性。優しく面倒見のいい性格。400年前当時はまだ幼かったナツたち滅竜魔導士たちの面倒を見ており、彼らからは「先生」と呼ばれていた。特にナツには懐かれており、彼のマフラーはイグニールの白くなった竜鱗をアンナが加工したものである。
ゼレフが作ったエクリプスを開き、竜を体内に封じられたナツたちを未来に送ると同時に、彼らの指導者として自らも未来に渡った。レイラの代で未来に到着したものの、ナツたちはバラバラの場所に離散してしまい、彼らの所在を確認したがあえて再会せず、陰ながら見守ることを選んだ。
アクノロギアとの決戦において「青い天馬」の面々と共に駆けつけナツたちと再会し、共に最後まで戦い抜いた。戦後は小さな村で学校を開き子供たちに勉強を教えている。

スペット
声 - 田中涼子
ハートフィリア家に仕える使用人。
小柄な老婆。レイラからキャンサーの鍵を託されていた。

グラミー
声 - 沼倉愛美
ハートフィリア家に仕えていた使用人。ブランディッシュの母。故人。
団子状に髪を纏め、娘同様頭に2本の十字架のような飾りを付けている。レイラを尊敬し、彼女からアクエリアスの鍵を託されていたが、後にアラキタシアに渡ったことでエクリプス解放の連絡が遅れ、それがレイラの死の遠因となってしまう。エクリプスの扉が開かれた7日後にその事実を知ると単身レイラの元に駆けつけ、謝罪の証として鍵を返還するがレイラには許された。その帰り道でゾルディオにナイフで刺されるも己の罪を受け入れた上で彼を許し、「ブランディッシュには手を出さないで」と願い死亡した。

ゾルディオ
ハートフィリア家に仕えていた使用人。後に「悪魔の心臓」の幹部「煉獄の七眷属」の一人となる。悪魔の心臓を参照。

ウル
声 - 沢城みゆき
グレイとリオンの師匠。ウルティアの母。故人。
黒いショートヘアの女性で、氷の造形魔導士。デリオラと戦わなければ聖十大魔道の一人になっていたと言われるほどの実力者だった。
10年前、ウルとリオンの制止を聞かず、グレイがデリオラに挑んだため、グレイを助けるために絶対氷結を使い、氷と同化してデリオラを封じた。リオンが使用した月の雫により氷は溶け、海と同化した。
アルバレス帝国との戦いでは、ナインハルトの「屍のヒストリア」によって具現化し、グレイとリオンの前に姿を現す。その力で弟子たちを圧倒するが、グレイとリオンの連携に敗れた。
『TALE OF FAIRY TAIL ICE TRAIL 〜氷の軌跡〜』では仕事で北の大陸に訪れていたギルダーツと出会っていたことが判明し、その際に「娘と暮らしていたこの土地で自分の意思を次の世代へと受け継がせる」という自分の夢を語っていた。
モバゲーで行われた人気投票「ミスフェアリーテイルコンテスト2012」では10位に入賞。
- 氷の造形魔法
  - アイスメイク
    - 薔薇の王冠（ローゼンクローネ） - 巨大な薔薇と茨の形をした氷を造形する。氷の色は薄紫色。

  - 氷の火山（アイスボルケーノ） - 地面を膨らませ、そこから多数の氷の塊を噴出する。

- 絶対氷結（アイスドシェル）

シルバー・フルバスター
グレイの父。後に「冥府の門」の幹部「九鬼門」の一人となる。冥府の門を参照。

ミカ・フルバスター
グレイの母。故人。
デリオラの襲撃により亡くなった。名前のみの登場で姿は描かれていない。

アイリーン・ベルセリオン
エルザの母。後にアルバレス帝国「スプリガン12」の1人となる。アルバレス帝国を参照。

ラング
声 - 中島卓也
エルザの父。ドラグノフ王国の隣国の将軍。400年前の人物。名称の初出はアニメ版から。
三白眼に無精髭を生やした男性。人間同士で領土争いをしていた頃に政略結婚でアイリーンと結ばれ、彼女と共にいくつもの戦場を駆け、竜王祭ではベルセリオンの最期も看取った。終戦後は日に日に竜化していったアイリーンを恐れ、彼女を捕らえた挙句処刑しようとしたが、身篭っていたエルザを守るため本物の竜になったアイリーンに踏み潰され死亡した。

ロブ
楽園の塔の奴隷の1人で元「妖精の尻尾」の魔導士。楽園の塔を参照。

グランディーネ
ウェンディに滅竜魔法を教えた天竜。竜を参照。

メタリカーナ
ガジルに滅竜魔法を教えた鉄竜。竜を参照。

ラッキー&マール
ハッピーの両親。エクシードを参照。

シャゴット
エクスタリアの女王。実はシャルルの母。エクシードを参照。

コーネリア
ギルダーツの元妻でカナの母。故人。
ギルダーツと離婚後、女手一つでカナを育てたが、彼女が6歳の時に他界。亡くなる直前、ギルダーツが父親であることを伝える。なお、ギルダーツによると離婚の理由は「仕事ばかりの俺に愛想を尽かした」とのこと。名前のみの登場で姿は描かれていない。

イワン・ドレアー
ラクサスの父。元「妖精の尻尾」の魔導士。大鴉の尻尾を参照。

ユーリ・ドレアー
「妖精の尻尾」創設期のメンバー。マカロフの父。FAIRY TAIL ZERØを参照。

リタ
声 - 稲川英里
ユーリの妻でマカロフの母。故人。
X696年3月にギルドでマカロフを出産したが、その直後にメイビスに掛けられたアンクセラムの呪いで命を落とす。

ファウスト
ミストガンの父。エドラスを参照。

メロウ
マカオの元妻でロメオの母。元「妖精の尻尾」の魔導士。アニメオリジナルキャラクターを参照。

ウォーロッド・シーケン
声 - 玄田哲章、白熊寛嗣（若い頃）
「妖精の尻尾」創設期のメンバー。聖十大魔道・イシュガルの四天王の一人（序列4位）。左腕に黒い紋章がある。
樹木のような頭を持つ老人。一人称は「私（ワッシ）」で、テンションが高く冗談を言って相手をはぐらかす飄々とした掴み所の無い性格だが、仲間で互いを補い合うギルドの意味を理解し、それをナツたちにも諭していた。また、他人の冗談に突っ込む場面も少ないながら存在する。
元はユーリ、プレヒトと共にトレジャーハンターギルド「風精の迷宮」に所属し、当時は3人の中でも穏健派な性格だった。X686年には彼らと共に天狼玉を手に入れるため天狼島に訪れるが、既に「青い髑髏」に奪われたことを知り同行を頼んだメイビスたちと共にハルジオンに向かう。マグノリアの「青い髑髏」との戦いでは重傷を負ったユーリとプレヒトを担ぎながら逃走、その後にメイビスが連れてきたゼレフから木の魔法を学んだ。力を手に入れた今なら干渉してこなかったこれらの街を救えると考え、マグノリアの解放作戦ではメイビスの指示でマスター・ジョフリーを誘い出し、彼を捕えることに成功した。
X731年にギルドを引退した後は、自身の魔法を使い何年にも渡って砂漠の緑化活動を進めていた。X791年にはその途中で凍りついた太陽の村を発見し、そこに住む巨人たちを救うために炎と氷の使い手であるナツとグレイに仕事を依頼する。
1年後にはメストの要請で「冥府の門」による壊滅後に再結成した評議院の一員になり、マカロフがギルドを解散し行方不明になった理由も知っていた。アルバレス帝国との戦いでは、一番の脅威であるイシュガルの東から攻めてくる軍をハイベリオン、ウルフヘイム、ジュラと共に迎え撃つが、イシュガルを裏切ったゴッドセレナ一人に歯が立たず、為す術もなく敗れてしまう。
- 緑の魔法 - 植物や樹木を急成長させ、自在に操る魔法。

ゼーラ
メイビスの幼馴染みにして親友。FAIRY TAIL ZERØを参照。

オーガスト
ゼレフとメイビスの息子でナツの甥に当たる。後にアルバレス帝国「スプリガン12」の一人となる。アルバレス帝国を参照。

タブリン
マグノリアの一般市民で、バーの常連客。17歳。好きなものはレビィちゃん、嫌いなものはチャラい歌。
「シャドウ・ギア」の3人と同世代だが、その年齢に反して老け顔。レビィのファンで「シャドウ・ギア」に入りたがっているが、魔法を使えないことなどを理由に断られ続けている。魔法の勉強を考えたこともあるが、自身の怠け癖から諦めた。
作中でも何度か登場しており、ジェットらと酒を飲んだりドロイと喧嘩をしたりしている。

ケモケモ
声 - 金田朋子
小説版第2巻『大魔闘演武その後、それぞれの1日』に登場。
黒い体毛に覆われた正体不明の生き物。空から降ってきた卵をナツとハッピーが温めて孵化させた。以降、ナツからは本当の家族のように可愛がられた。火を吐くことができ、わずかな時間で急激な成長を遂げる。
その正体は「剣咬の虎」のギルドの近海に浮上した孤島の守り神であり、島から発生したウイルスを浄化する能力を持つ。しかし、その役目を終えると種子となって、次に島が現れる時まで眠り続けることを宿命づけられており、休眠前にナツに別れを告げた。その後、種子はナツの家の庭に植えられている。

## 幽鬼の支配者（ファントムロード）
ジョゼ・ポーラ
声 - 松山鷹志
「幽鬼の支配者」マスター。聖十大魔道の一人。
赤紫の髪で口髭を蓄えた男性。マカロフと互角の魔力を持っていると言われている。基本的には紳士的に振舞っているが、焦りや怒りが露わになると周囲に対する態度が豹変する。
ルーシィの父からルーシィを連れ戻して欲しいと依頼を受け、依頼ついでに「妖精の尻尾」の壊滅を目論む。依頼を引き受けた真意はルーシィの父のためではなくハートフィリア家の財産の独占であり、その目的のためにルーシィを人質に取り、財産を全て手に入れることを企んでいた。「エレメント4」の敗北を受け自ら前線に出陣。エルザとの戦いの中で本当の目的を明かした上で追い詰めていくが、魔力が回復したマカロフとの一騎討ちに敗れる。「妖精の尻尾」との抗争終結後、聖十大魔道の称号を剥奪された。
- 幽兵 （シェイド） - 魔法の力で幽霊の兵士を創り出す。
- デッドウェイブ - 地面に手を付き、怨霊のようなエネルギーを走らせる。

ガジル・レッドフォックス
元「幽鬼の支配者」最強の魔導士。妖精の尻尾を参照。

ボーズ&スー
アニメオリジナルキャラクターを参照。

### エレメント4
アリア
声 - 平勝伊
「エレメント4」の頂点。別名「大空のアリア」。
目元を包帯で隠した大柄な男。ガジル同様、ジョゼから敬称付けで呼ばれている。「悲しい」が口癖で、いつも泣いている。
風を操る魔導士。強大な魔力を有しており、普段は目隠しで魔力を抑えている。また自分の気配を殺すことができ、その腕前は（敵に捕えられていたルーシィに気を取られてはいたが）マカロフも気付けなかったほど。
「妖精の尻尾」との抗争ではナツと交戦し圧倒するが、その後エルザに敗れる。マカロフとジョゼの決着がついた後、隙をついてマカロフの命を狙うが、攻撃する間もなく倒された。
- 枯渇（ドレイン） - 風の系譜の魔法。対象者の魔力を流出させ、その名の通り枯渇させてしまう。魔力が大きい者ほど受ける苦痛が増す。
  - 空域・絶（くういき・ぜつ） - 見えない無数の空域によって触れた相手を吹き飛ばす。
  - 空域・滅（くういき・めつ） - 両手から発する空域によって、それに触れた相手の魔力を空にする。
  - 死の空域・零（しのくういき・ゼロ） -  両目を開けて魔力を開放することで使用する魔法。触れた相手の生命力を奪い死に至らしめる空域を飛ばす。

ジュビア・ロクサー
元「エレメント4」の一人。妖精の尻尾を参照。

兎兎丸（ととまる）
声 - 遠藤大輔
「エレメント4」の一人。別名「大火の兎兎丸」。
侍のような格好が特徴の男で、刀を所持している。火を操る魔導士であり、火であればそれが例え敵が放ったものでも自分の思うままに動かせる能力を持つ。
「妖精の尻尾」との抗争ではジュピターの部屋でナツと交戦。彼が戦いの中で「制御返し」を会得したことでジュピターを破壊された。ギルドが超魔道巨人ファントムMkIIに変形した後、ナツが乗り物酔いしたため止めを刺そうとするが、駆け付けたグレイに氷漬けにされた挙句エルフマンによって空の彼方に投げ飛ばされた。
7年後には魔法教室を開いており、ロメオも生徒の一人。ロメオによると7年前の一件から兎兎丸の前でナツの話をすることは禁句となっているらしい。また、兎兎丸も新しい道を歩んでいることを知った際のガジルは嬉しい表情を見せた。
- 青い炎（ブルーファイア） - 青く冷たい炎を放つ。
- 橙の炎（オレンジファイア） - 糞の臭い（アニメでは「牛乳拭いた後の雑巾の臭い」）のする炎を放つ。
- 七色の炎（レインボーファイア） - 七つの炎を同時に放つ、兎兎丸最強の魔法。

ソル
声 - 関口英司
「エレメント4」の一人。別名「大地のソル」。
モノクルを掛け、敬語を使い時折フランス語を入れて話すなど、一見すると紳士な中年男性。しかし、外見とは裏腹に「妖精の尻尾」の魔導士のことを全て頭に入れた上で相手のトラウマを突いて戦うなど性格は狡猾。身体の形を自由に変える能力を持つ。
「妖精の尻尾」との抗争ではエルフマンと交戦し、彼のリサーナに対するトラウマを突いて戦闘を有利に運んでいたが、最後は全身接収を使用したエルフマンに敗れる。
sol（ソル）はスペイン語で「太陽」を意味する。
- 砂の舞（サーブルダンス） - 砂を相手にかけ、煙幕として活用する。
- 石膏の奏鳴曲（プラトールソナート） - 砂を固めて拳にする、ソルの「必殺の魔法」。
- 岩の協奏曲（ロッシュコンセルト） - 相手に石つぶてを浴びせる。

## 青い天馬（ブルーペガサス）
ボブ
声 - 後藤ヒロキ
「青い天馬」マスター。右肩に青い紋章がある。
スキンヘッドでずんぐりとした体型の男性。服装・言動共にオネエ系で、普段は茶目っ気のある口調で語りかけているが、星霊に虐待するカレンに対しては大真面目に警告するなどマスターらしい一面も持つ。男性の語尾に「〜ちゃん」と付けることが多く、面食い。
第16巻初回特典の週刊ソーサラーでは、マカロフと対談しているが、一夜に対してツッコミを入れられるなど、必ずしもマカロフから全て理解を得られているわけではない様子。また「ジジイ」と呼ばれると激怒する。
ホステスをしながら魔法を学び、今のギルドを設立。アニメ版では、マカロフとは旧知の仲であり、若い頃は別人のようにイケメンだった。

カレン・リリカ
声 - 沢口千恵
星霊魔導士で、週刊ソーサラーのモデルもしていた女性。現在は故人。左腹部に青い紋章がある。
かつての獅子宮のレオの鍵の所有者だった。星霊を所有物扱いしており、男が言い寄る度に白羊宮のアリエスを呼び出して無理やり相手をさせたり、攻撃の盾にするなどしていた。その扱いの酷さからボブに警告を受けるも、これをアリエスが彼に何か吹き込んだからと思い込み、無理やり人間界に拘束しようとまでした。
アリエスに対する扱いに見かね、無理矢理彼女と入れ替わったレオ（ロキ）の契約解除の願いを聞き入れず、3ヶ月たったある日、星霊を呼び出せないまま仕事に向かい「六魔将軍」のエンジェルに殺害される（アニメでは、二体同時開門を試みて失敗した後、エンジェルに止めを刺された）。死後、墓は滝の付近に作られた。
星霊王の審判でロキの罪が許された際、彼の前に幻影の状態で出現。言葉は発しなかったものの多少の反省は見られた。
- 星霊魔法

一夜＝ヴァンダレイ＝寿（いちや＝ヴァンダレイ＝ことぶき）
声 - 速水奨
29歳⇒36歳（7年後）⇒37歳⇒38歳で、左肩にオレンジ色の紋章がある。好きなものは世の中の全ての女性、嫌いなものは臭いもの。
頭身が低く顔も個性的という、美男美女が集まる「青い天馬」では異端の魔導士。口癖は「メェ〜ン」。その気持ち悪さから「妖精の尻尾」を始め世間では煙たがられているが、トライメンズの3人やジェニーには慕われている憎めない存在。彼の周りには常に輝く星が描かれている（原作では彼の吹き出しにも星が含まれている）。普段は間抜けで厚かましく騙されやすい性格だが、仲間と協力して強敵に打ち勝ち時に諭して導くなど魔導士としての高い実力と信念を持つ。エルザ曰く「すごい魔導士ではある」らしく、実際に土壇場になってから自身の本来の実力を発揮することが多い。
以前、ギルドマスター同士の食事会に同席した時、同じく食事会に出席していたエルザに一目惚れするが、彼女からは気味悪がられている。「六魔将軍」討伐のために「連合」に参加するが、エンジェルには情報の引き出しと騙し討ちに利用される、「六魔将軍」傘下の闇ギルドに手も足も出ず捕まるなど頼りなさを見せたが、最後はナツたちと共にニルヴァーナ破壊を遂行した。ジェラールとホットアイが評議員に連行される際も、ジュラらと共に彼らを庇っていた。
7年後には髪を伸ばしている。大武闘演武では2日目の競技パート「戦車」に参加。4日目のタッグバトル戦ではニチヤとのペアで「四つ首の番犬」のバッカス&ロッカー相手に戦い、両者から一方的な攻撃を受けながらも勝利した。最終日ではリーダーとしてチームを率いるも、何もできないまま「蛇姫の鱗」のジュラに倒される。
1年後には、所属しているラクサスたちを迎えに来たガジルたちを温泉・天馬の里に案内し、マカロフ救出のためクリスティーナ改を貸し出した。しかし実際は自分の意志をほとんど無視されて借りられたことに根を持ち、クリスティーナ改の整備や燃料確保でマグノリアに残っていた。アルバレス帝国との戦いでは、カルディア大聖堂で人形のワールと戦う「雷神衆」に加勢し、自身のあまりの弱点の多さに彼を困惑させてフリードと共に撃破したが、自爆したワールから自分を庇った「雷神衆」に報いるためクリスティーナ改でワール本体の攻撃を防いだ。自身も重傷を負うが、フィオーレの全ギルドに戦いへの加勢を伝えた。その後クリスティーナ改を使ってアンナやエルザたちと共にアクロノギアを時の狭間へと誘導した。自身の命を捨ててもアクロノギアを倒そうとするジェラールをエルザのためにも諭し、乗っていた人たちを下ろして自身は「素敵な女性を一人にはできない」としてアンナと共にアクロノギアを時の狭間に押し込んだ。しかしアクロノギアが時の狭間の魔力を食い尽くしたことで生還する。
アニメオリジナルストーリー「星空の鍵編」では、無限城へ「妖精の尻尾」メンバーをクリスティーナ改で連れて行った。
- 香り魔法（パルファムマジック） - 様々な匂いによって特殊な効果（自分や味方の強化や応急処置、敵の弱体化など）を生み出す。
  - 痛み止めの香り（いたみどめのパルファム） - 対象者の傷を和らげる効果がある。
  - 力の香り（ちからのパルファム） - 自身を筋骨隆々の身体にする効果がある。
    - 微笑みスマッシュ - 「力の香り」で身体を強化し、相手に微笑んだ後に殴り飛ばす。
    - MAXメェーン - 「力の香り」で強化した身体で放つ渾身のパンチ。
    - キラメキ無限ダーイ - 「力の香り」で強化された身体で放つ必殺技。ニルヴァーナを破壊する威力。台詞の可能性あり。

  - 駿足の香り（しゅんそくのパルファム） - 自身の走る速度を強化させる効果がある。作中では鼻に直接つめる「零距離吸引」で使用した。
  - 毒のパルファム - 嗅ぐと毒の効果がある。
  - 雷の香り（サンダーパルファム） - 雷を纏った状態になる効果がある。
    - 正義の雷漢（ジャスティスサンダーメェーン） - 「雷の香り」で纏った雷撃を相手に飛ばす。

  - 一夜ウイルス（いちやウイルス） - 一夜が制作中のイケメン薬から生じたウイルス。感染者は顔が一夜と化した後、ウイルスの本能で動くようになり、相手の匂いを嗅ぐことで、その相手も一夜ウイルスに感染・拡大化させていく。着ぐるみを着ている者の匂いは嗅げないので認知できないこととオリジナルの一夜同様に動きが鈍いことが弱点。消臭魔水晶を浴びせることでウイルスを除去できることが判明したため、事件は解決。事件後にイケメン薬は禁止魔法薬に認定され、一夜もしばらくの間、評議院に投獄されることになった。なお、劇中で感染を免れたのが判明しているのはナツ、ルーシィ、ウェンディ、シャルルの4人のみ。

トライメンズ
一夜に従う三人組のイケメン魔導士。
ヒビキ・レイティス
声 - 近藤隆
別名「百夜のヒビキ」。20歳⇒27歳（7年後）⇒28歳⇒29歳で、左肩に水色の紋章がある。好きなものは女性全員、嫌いなものは虫。
週刊ソーサラーの「彼氏にしたい魔導士ランキング」の上位ランカーの美青年。18股の伝説を持っているが、真相は不明。かつてはカレンの恋人であったため、ロキ（レオ）、アリエスのことを知っていた。7年後はジェニーが本命ではないかという噂で、人目を憚らずイチャついていた。
「六魔将軍」討伐のための「連合」に参加し、古文書を駆使して「連合」メンバーに指示を行っていた。唯一ニルヴァーナについての情報を聞かされており、封印が解けた際は自責の念に駆られていたウェンディを闇に落ちないように気絶させた。その後ルーシィたちとニルヴァーナの元へ向かっている最中に「六魔将軍」のエンジェルに襲われて重傷を負い、彼女がカレンを殺したことを聞いて闇に落ちそうになるも、ルーシィの精霊のために命を賭ける姿に正気を取り戻し、ルーシィに「ウラノ・メトリア」を与えて協力した。ニルヴァーナ起動後はクリスティーナをリオンらとの魔法で航行し、ニルヴァーナ侵入に成功したナツたちを手助けした。
大武闘演武では3日目の魔力測定器を用いた競技に出場するも、大きな結果を得られなかった。最終日ではトライメンズで行動し、「人魚の踵」のアラーニャとベスに勝利するも、ガジルの攻撃から逃れたところを、待ち伏せていたグレイに倒される。
1年後のアルバレス帝国との戦いでは、イシュガルの北から攻めてくる軍を「剣咬の虎」と共に迎え撃つが、他の仲間と共に全滅し十字架に磔にされていた。その後駆けつけたガジルたちに救出される。
- 古文書（アーカイブ） - 現実世界のインターネットに似ていると言いました，魔法の呪文と薄い画面が付いたキーボードのように見えます，情報を魔法で圧縮して対象者に与える。また、この魔法に圧縮された情報を用いて攻撃や防御を行うこともできる。
  -  オーバーロード - 魔法の画面がターゲットの前に現れ、強制的に爆発させ、同様の爆風ダメージを与えます。
  - プロテクト  - 魔法の画面が使って攻撃をブロックする

イヴ・ティルム
声 - 緒乃冬華
別名「聖夜のイヴ」。16歳⇒23歳（7年後）⇒24歳⇒25歳で、左肩にピンク色の紋章がある。好きなものはお姉さん系、嫌いなものはピーマン。
金髪の美少年。元は評議院直轄の「ルーンナイト」の一員だったが、楽園の塔事件を受けて評議院が解体された際、「青い天馬」に移った。ギルドでは弟キャラとして定着していたが、7年後は年齢的な理由からそのことに悩んでいて、ある日を境にヒビキのような知的キャラになると決めたらしい。
「六魔将軍」討伐のための「連合」に参加する。目覚めたミッドナイトに倒された後も散々痛めつけられた。ニルヴァーナ起動後はクリスティーナをリオンらとの魔法で航行し、ニルヴァーナ侵入に成功したナツたちを手助けした。
7年後は比較的大人な男性に成長。大武闘演武では1日目の競技パート「隠密」に参加し、3日目のバトルパートでは「剣咬の虎」のルーファスに敗北。最終日では「人魚の踵」のアラーニャとベスに勝利するも、レン共々ガジルに倒される。
- 雪魔法 - 雪のつぶてや雪崩を起こせる。辺り一面を一瞬にして銀世界にできるほどの威力を誇る。
  - 白い牙（ホワイトファング） - 吹雪を起こし相手を攻撃する。

レン・アカツキ
声 - 松風雅也
別名「空夜のレン」。20歳⇒27歳（7年後）⇒28歳⇒29歳で、左肩に黄色の紋章がある。好きなものはうさぎ、嫌いなものは色白の肌。
褐色の肌をした美青年（タンニング魔水晶で肌を焼いている様子）。相手をけなすようで褒めているツンデレ発言が目立つ。ルーシィのパンツを見て喜ぶ描写があり、普段の態度からは考えられないスケベな一面もある。
「六魔将軍」討伐のための「連合」に参加するも、ミッドナイトに倒される。ニルヴァーナ起動後はクリスティーナをリオンらとの魔法で航行し、ニルヴァーナ侵入に成功したナツたちを手助けした。事件後、「蛇姫の鱗」のシェリーと良い雰囲気になる。
7年後は本人は否定しているものの、シェリーの婚約者となる。それでも女性からの人気があるが、本人はシェリーのために他の女性との関係を持たないように決めているらしい。大武闘演武では1日目のバトルパートで「人魚の踵」のアラーニャと戦い、応援に駆けつけたシェリーを見て気合を入れ、勝利した。最終日ではアラーニャとベスに勝利するも、イブ共々ガジルに倒される。
- 空気魔法（エアマジック） - 空間を破裂させたり、酸素を奪ったり、物体を浮上させたりすることができる。
  - エアリアルフォーゼ - 空気の渦を発生させ相手を吹き飛ばす。

ジェニー・リアライト
声 - 名塚佳織
週刊ソーサラーのトップグラビアモデル。25歳（7年後）⇒26歳⇒27歳で、左肩に薄紫色の紋章がある。好きなものはショッピング、嫌いなものはブラックコーヒー。
金髪のポニーテールに、ハイビスカスの髪飾りが特徴の美女。基本的に普段は愛想良く振舞っているが、内心では少々計算高い思想を持つ一面も。7年前はミラジェーンとトップグラビアモデルの座を巡って争っており、彼女とは良き友人にしてライバル。ヒビキと恋愛関係にある模様で、人目を憚らずイチャついていたことも。
大魔闘演武初日はゲスト解説者として呼ばれていた。2日目は一夜の代わりにリザーブ枠で参戦し、ミラと変則ルールによる「グラビア対決」を行う。「負けた方が週刊ソーサラーでヌードグラビアを掲載する」という賭けを持ち掛け、若いミラのヌード見たさに審査員が自分を勝たせるであろうと目論むも、結局はミラの実力行使により敗北し、週刊ソーサラーにヌード写真を掲載した。4日目の競技パートの「海戦」にも出場。最終日ではエルザに運悪く出くわし、倒される。
1年後のアルバレス帝国との戦いでは、イシュガルの北から攻めてくる軍を「剣咬の虎」と共に迎え撃つが、他の仲間と共に全滅し十字架に磔にされてしまい、気を失っていた間に敵の兵士にスカートを捲られ、下着を覗かれる辱めを受ける。その後駆けつけたガジルたちに救出された際には、色まで覚えていた兵士を見つけ出し、「いつもはもっとかわいいのを履いてるのよ」と激昂しながら蹴り倒す。
その後はトライメンズと共にクリスティーナ改に乗り込み、アクノロギアに襲われそうになったウェンディとエルザを救出した。
- 接収魔法（テイクオーバー）
  - マキナソウル - 重火器を装備した衣装に変身する。機械に触れることで、その力を自分のものにできる。

ニチヤ
声 - 速水奨
元エクスタリア近衛師団長。背中に青い紋章がある。好きなものは一夜、嫌いなものは臭いもの。
ライオンのような姿をしたエクシード。エドラスにおける一夜であり、容姿・性格も彼と非常に似ており、口癖も同じく「メェ〜ン」。
エドラスではナディと共にハッピーとシャルルに「アースランドに送り込まれたエクシードの使命」を明かす。それにより彼らの離反を招き堕天とした2人を追跡するが、ラッキーが匿ったことで見失ってしまう。その後、コードETDにおいて魔水晶に変えられてしまうが復活。アースランドに移住後はナディと共にハッピーとシャルルに謝罪した。
アースランドで暮らし始めてからは、アースランドにおける自身こと一夜と「運命的な出会い」を果たし「青い天馬」に密かに加入。ギルドメンバーにも素性を伏せた秘密兵器として、青いウサギの着ぐるみを着て大魔闘演武に参加する。4日目のタッグバトルにて遂に着ぐるみを脱ぎ、一夜とのペアで「四つ首の番犬」のバッカス&ロッカーペアと対戦。しかし、自身の戦闘力は皆無に等しくバッカスに一撃でやられてしまうが、一夜が奮起して逆転する切っ掛けを作った。
アクノロギアとの最終決戦において「妖精の球」の魔力集めのシーンにおいては、「青い天馬」の仲間たちとではなく、エクシードの仲間たちと共にいた。
- 翼（エーラ）

ラクサス&雷神衆
妖精の尻尾を参照。

## 蛇姫の鱗（ラミアスケイル）
オーバ・ババサーマ
声 - 真山亜子
「蛇姫の鱗」マスター。
口うるさく、勝ち気な性格である老婆。腕を回す癖があり、魔法で他人の身体も回すことができる模様（口癖は「回すよ!」である）。リオンやシェリア、ジュラが「妖精の尻尾」に敗れた際には、あまりのことに自分自身が回っていた。
アニメ版では大魔闘演武2日目のミラジェーンとジェニーのグラビア対決に各ギルドの女性陣が乱入する中、自らも水着姿で乱入するが、全員を呆れさせた。
モデルは作者が児童誌に連載していたギャグ漫画『プルーの犬日記』のおばばば様で、名前はキャラクター名の区切りを変更したもの。なお、おばばば様はプル犬にハッピーがゲスト出演した際に「けしからん!この漫画のキャラではない」と漫画外へ追い出した張本人でもあった。

リオン・バスティア
声 - 梶裕貴、成田紗矢香（少年時代）
グレイの兄弟子。別名「零帝」。19歳⇒26歳（7年後）⇒27歳で、右胸に紺色の紋章がある。好きなものはウル、嫌いなものはグレイ。
右サイドに逆立った水色の髪に切れ長の目が特徴の美青年。幼い頃からのウルの弟子で、氷の造形魔導士。グレイほどではないが時々服を脱ぐ癖がある。グレイとは下記の件もあり普段は仲が悪いが、本当はウルの弟子の一人として彼の実力は認めている。
生物を模した「動のアイスメイク」を得意とし、幼い頃から片手で造形魔法を使える。ただし、ウル曰く「造形魔法は両手で行わなければ不完全」なのだが、リオンは己の力を過信し片手で魔法を使い続け、それ故にグレイとの戦いでは魔法本来の力が出ずに敗れてしまうが、「蛇姫の鱗」に入って以降は両手で使用している。グレイのものとは違い、氷の色は薄緑色。
師を超えることを目指していたが、デリオラとの戦いでウルが絶対氷結を使ったことにより、ウルを超えることができなくなってしまったとしてその切っ掛けを作ったグレイを恨んでいた。ウルでさえ完全に滅ぼせなかったデリオラを倒せれば師を越えたことになると考え、デリオラの封印を解くためにガルナ島で月の光を集め、月の雫の発動を試みるも、グレイによって阻止され失敗に終わる。
ガルナ島の件が終わった後は改心し、グレイの薦めもありガルナ島で行動を共にしたメンバーが所属していた「蛇姫の鱗」に加入する。そこで両手の造形魔法を基礎から学び直し、ギルド内では実力者となっている。後に「六魔将軍」討伐のために「連合」に参加。グレイと共にレーサーと交戦し、彼の弱点を見切る。自爆しようとしたレーサー共々生死不明となるが、間一髪の所で生還した。ニルヴァーナ起動後はクリスティーナをヒビキらとの魔法で航行し、ニルヴァーナ侵入に成功したナツたちを手助けした。
ナツたちが天狼島から帰還した7年後は、ジュラと並ぶと言われるほどの実力を身につける。以前のクールな印象とは打って変わり、ジュビアに一目惚れして積極的にアプローチする。なお、エドラスでの彼もジュビアに惚れており（エドグレイ曰く「ナンパ野郎」）、グレイとは三角関係にあるらしい。大魔闘演武ではグレイに「勝った方がジュビアを手に入れる」という賭けを一方的に持ちかける。1日目の競技パート「隠密」に参加。4日目のタッグバトル戦ではユウカとのペアで「人魚の踵」のカグラ&ミリアーナペア相手に戦うも、引き分けに終わった。最終日では「四つ首の番犬」のセメスを倒し、その後はシェリアと合流するが意見が噛み合わず、グレイとジュビアの合体魔法によって倒される。大魔闘演武終了後はジュビアのグレイへの想いをようやく悟り、身を引いた。
1年後のアルバレス帝国との戦いでは、「人魚の踵」と共に南の軍に制圧されたハルジオンの解放に向かう。今度は応戦に来たメルディに対して「可愛い」と評している。ナインハルトの「屍のヒストリア」によって具現化した師のウルと対峙し、「ウルを乗り越えられるだけの道を歩いてきたグレイと違い、自分にはそれがない」と戦意喪失しかけていたが、グレイに前に歩き出す決意を促され彼と共にウルを撃破した。
アニメ版オリジナルストーリー「星空の鍵編」では、ジュビアに会いにグレイとジュビアの前に現れ、時計の部品を集めることに協力し、シュガーボーイを倒した。
- 氷の造形魔法
  - アイスメイク
    - 大鷲（イーグル） - 鷲の形をした氷を飛ばして攻撃する。
    - 大猿（エイプ） - 巨大な猿の形をした氷を造り上げる。防御にも使える。
    - 白竜（スノードラゴン） - 巨大な竜の形をした氷を造り上げる。
    - 白虎（スノータイガー） - 巨大な虎の形をした氷を造り上げる。
    - 針鼠（ヘッジホッグ） - 無数の針を造り上げ、身に纏う。
    - タイタンフィート - 巨大な氷の足を落とし相手を押し潰す。

  - 蛟（ミヅチ） - 巨大な蛇の形をした氷を相手に突進させる。
  - 氷刃白鳥ノ翼（ひょうじんハクチョウノツバサ） - 多数の翼状の氷の刃を飛ばす。

シェリー・ブレンディ
声 - 井口裕香
16歳⇒17歳⇒24歳（7年後）⇒25歳。好きなものは愛、嫌いなものは水。
赤紫色の髪が特徴の女性。何かと「愛」を主張する、ルーシィ曰く「強烈にイタイ奴」。リオンを様付けして非常に慕っており、ですます口調で自信家な性格だが、怒ると怖い。従妹のシェリアには本当の愛とは何かを教えたいと思っている。作中で服装と髪型が頻繁に変化している。ルーシィとは交戦した後から折り合いが悪いが（逆にエドラスの彼女はエドルーシィと親友同士らしい）、本当は彼女の実力は認めており、ルーシィがニルヴァーナ侵入時に倒れている際にはクリスティーナから彼女に呼びかけた。
デリオラによる戦災遺族の一人で、デリオラ打倒のため一時ギルドを離れてリオンに協力する。ルーシィにアンジェリカを倒されたことにより怒り、彼女の星霊を操り有利に戦うも、ルーシィを巻き添えにしたアクエリアスの攻撃によって倒される。その後、自分たちの過ちに気付き、「妖精の尻尾」に謝罪しに行った。アニメでは収穫祭にリオンらと共に訪れていた。
ガルナ島の件が決着した後、再びギルドに復帰し、後に「六魔将軍」討伐のため「連合」に参加する。リオンやグレイと共にレーサーと交戦するも、リオンがレーサーを道連れに死んだと思い、ニルヴァーナの影響で闇に落ちてしまう。そのため、リオンを助けられなかったグレイを彼の仇と怨み、「妖精の尻尾」メンバーに攻撃を仕掛けるも、リオンが生きていると分かった際に闇から開放される。ニルヴァーナ起動後はクリスティーナをヒビキらとの魔法で航行した。この際、「青い天馬」のレンといい雰囲気になった。
7年後はレンの婚約者となるが、マスターのオババからは反対されており、「ぐるぐるの刑」を受けた。大魔闘演武でも大会には出場せず、レンの応援に駆けつけていた（アニメ版では2日目のミラジェーンとジェニーのグラビア対決にシェリアと共に乱入した）。
1年後にはレンと結婚したらしく、ギルドを出ている。
- 人形撃（にんぎょうげき） - 人間以外のもの（生物・無生物・星霊など）を操る。
  - 木人形（ウッドドール） - 木を操る。
  - 岩人形（ロック・ドール） - 岩を人型にして操る。
  - 絨毯人形（カーペット・ドール） - 絨毯を操る。
  - あやつり人形 - 人間以外の生物を操る。

アンジェリカ
声 - 小野涼子
ガルナ島にてシェリーが連れていた巨大なネズミ。身体とは裏腹に素早い動きをし、臭い息で攻撃する。尻尾を回転させることでヘリコプターのように飛べる。ルーシィとエルザによって倒される。

ユウカ・スズキ
声 - 川鍋雅樹
対魔導士の仕事を専門とする魔導士。18歳⇒25歳（7年後）⇒26歳。好きなものは眉毛、嫌いなものはしょっぱいもの。
太い眉毛が特徴の男。夜型体質であり、昼間は眠いらしい。眉毛にマッチが何本乗せられるか限界に挑戦したことがあるらしい。
デリオラによる戦災遺族の一人で、かつては悪さばかりしてシェリーやトビーと共にギルドを破門され、リオンと出会いデリオラ打倒のために協力する。ナツと交戦するが倒される。その後、自分たちの過ちに気付き、「妖精の尻尾」に謝罪しに行った。アニメでは収穫祭にリオンらと共に訪れていた。ガルナ島の件が決着した後は再びギルドに復帰し、ジュラに説教されながら成長する。
大魔闘演武では2日目の競技パート「戦車」に参加。4日目のタッグバトル戦ではリオンとのペアで「人魚の踵」のカグラ&ミリアーナペア相手に戦うも、引き分けに終わった。最終日ではトビーと共に行動し、「四つ首の番犬」のノバーリを倒し、バッカスや「剣咬の虎」のスティングと交戦しようとするも、カグラに不意を突かれ倒される。
- 波動（はどう） - 手から波動を放ち、全ての魔法を中和・無効化する。ただし一回に一つの魔法属性しか無効化できないため、複数の魔導士との戦いや複数の属性が融合している魔法には不利。
  - 波動ブースト - 両手から後ろに向かって「波動」を放ち、加速する。そのため背後にいる者は魔法を使えない。

トビー・オルオルタ
声 - 岸尾だいすけ
18歳⇒25歳（7年後）⇒26歳。好きなものは刺身、嫌いなものは靴下。
犬のような顔（本人曰く耳は「飾り」）が特徴の男。右肩には「さしみ」と書かれている。普段はとぼけているが何の脈絡もなくキレるのが癖で、「おおーん」と返事をする。人柄とは裏腹にギルドではかなりの実力者で、前回（X790年）の大魔闘演武で2位までのし上げたことのある功労者でもある。
デリオラによる戦災遺族の一人で、デリオラ打倒のため一時ギルドを離れてリオンに協力する。本人曰く「ユウカより強い」らしいが、ナツと交戦中では自らの「麻痺爪メガクラゲ」で自爆する。その後、自分たちの過ちに気付き、「妖精の尻尾」に謝罪しに行った。ガルナ島の件が決着した後、再びギルドに復帰する。アニメでは収穫祭にリオンらと共に訪れていた。
大魔闘演武では2日目のバトルパートで「大鴉の尻尾」のクロヘビと対戦するが、敗北した上に3ヶ月間探していた靴下を目の前で破かれた（後にもう片方の靴下も無くした様子）。最終日ではユウカと共に行動し、「四つ首の番犬」のノバーリを倒し、バッカスや「剣咬の虎」のスティングと交戦しようとするも、「人魚の踵」のカグラに不意を突かれ倒される。
- 麻痺爪メガクラゲ - 両手から出る鋭い爪を振るって攻撃する。触れたら最後、ビリビリ痺れて死を待つだけらしい。
  - 超麻痺爪メガメガクラゲ - 「麻痺爪メガクラゲ」の強化版。

ジュラ・ネェキス
声 - 青山穣
「蛇姫の鱗」のエース。聖十大魔道の一人（序列最下位→5位）。別名「岩鉄のジュラ」。27歳⇒34歳（7年後）⇒35歳。好きなものはギルド、嫌いなものはえんどう豆。
スキンヘッドが特徴の大柄な男。古風な口調で話し、一人称は「ワシ」で二人称は「〜殿」。ギルド外でもかなり名を知られており、リオンやシェリーからも慕われている。二つ名の通り、岩や大地を操る魔法を使う。
「六魔将軍」討伐のために「連合」に参加するも、エンジェルの命令で一夜に化けたジェミニによってナイフで刺され（アニメでは「香り魔法」で）気絶する。その後はニルヴァーナの影響で改心したホットアイと共に行動し、ブレインと交戦の末勝利するも彼が残した罠からナツらを救うために大量の魔力を使い倒れる。しかし、ニルヴァーナが崩壊した時は復活し、ウェンディを救った。ホットアイとジェラールが評議員に逮捕される際はナツらと共に彼らを庇っていた。
7年後には長い髭を生やしており、聖十大魔道としての強さも最下位から序列5位にまで上がっている（オーバ曰く「人類最強の魔導士」）。大魔闘演武では1日目のバトルパートでミストガンことジェラールと対決した折には彼の正体を見抜くが、先述のこともあって周囲には話さず、ウルティアの介入もあった結果勝利した。3日目では魔力測定器を用いた競技にて2位の結果を叩き出した。最終日では「四つ首の番犬」のイエーガーと「青い天馬」の一夜を倒す。その後、ラクサスや「剣咬の虎」のオルガとの戦闘に乱入し、オルガの攻撃をものともせずに一撃で倒すが、続くラクサスとの激戦の末に敗れた。
1年後には評議院再結成のためギルドを離れている。アルバレス帝国との戦いでは、一番の脅威であるイシュガルの東から攻めてくる軍をハイベリオン、ウルフヘイム、ウォーロッドと共に迎え撃つが、イシュガルを裏切ったゴッドセレナ一人に歯が立たず、為す術もなく敗れてしまう。
- 土魔法
  - 岩鉄壁（がんてつへき） - 土を硬くして操り、防御や攻撃などに使う。
  - 覇王岩砕（はおうがんさい） - 相手を岩の中に閉じ込め中から爆砕させる。
  - 巌山（がんざん） - 巨大な仏像のような形をした岩を出現させ、敵の攻撃を防ぐ。
  - 鳴動富嶽（めいどうふがく） - 合掌すると同時に地面から巨大な爆発を起こす。魔力の数値としては8544を叩き出している。
  - 崖錘（がいすい） - 地面を複数の柱のように隆起させる。

シェリア・ブレンディ
声 - 井口裕香
シェリーの従妹で彼女の母親の妹の娘。15歳（7年後）⇒16歳で、右踝に緑色の紋章がある。好きなものは愛、嫌いなものは辛いもの。
赤紫色のピッグテールにリボンが特徴の少女。シェリーほどではないが、彼女もまた「愛」を主張している。明るく無邪気な性格だが、少々ドジっ娘。リオンがジュビアばかり見ていることに嫉妬しているなど、何かとリオンに想いを寄せている節がある。そのため、ジュビアを「リオンの愛する人」として敵視している。大魔闘演武を切っ掛けにウェンディと友達になり、シャルルと共に時々遊びに出かけている模様。
黒い風を操る天空の滅神魔導士（ゴッドスレイヤー）。ウェンディと同じく空気を食べ、天の滅竜魔法にはできない「自己回復」ができる（ただし、傷の回復はできるが体力の回復はできない）。従姉を遙かに凌ぐ実力を持ち、魔法学校の教育課程を飛び級で修了した。なお、この魔法は優秀な勉学の記念に、評議員のグラン・ドマから授与された本を元に独学で学び、習得したことには後に授与した本人も驚愕した。
大魔闘演武3日目のバトルパートで同じく風を操るウェンディと対決し、互角以上の戦いをするも時間切れで引き分けに終わる。その後ウェンディと友達になり、握手を交わした。4日目の競技パートの「海戦」にも出場。最終日では「人魚の踵」のリズリーを倒す。その後、リオンの片恋相手であるジュビアと対戦するが、グレイとジュビアの合体魔法につい見惚れてしまい、反撃できず敗れる。
1年後には、「妖精の尻尾」の解散によって「蛇姫の鱗」に所属したウェンディと共に「天空シスターズ」と称され、共にギルドのアイドル的存在になっている。シェリーがいなくなった自分を気遣いナツの「妖精の尻尾」復活のための旅の同行を断ったウェンディに一人でも大丈夫だと見せるために攻めてきた「蛇鬼の鰭」を倒そうとするも、ナツの活躍で失敗に終わる。その後、ウェンディはナツと一緒にいるべきだと諭し、彼女がナツたちと旅立つ際には涙を隠して笑顔で見送った。アルバレス帝国との戦いでは、ハルジオンで加勢に来たウェンディと共にディマリアと対峙。その予想外の強さに苦しめられるが、ウェンディたちを守るべくウルティアにより解放された第三魔法源の力でディマリアを撃破、直後に代償として魔法を喪失。それから1年後、魔力回復の兆しが見えつつある。
- 天空の滅神魔法
  - 天神の北風（てんじんのボレアス） - 両手から相手に黒い風を巻き起こす。
  - 天神の舞（てんじんのまい） - 至近距離から相手に黒い風を巻き上げる。防御にも使用している。
  - 天神の怒号（てんじんのどごう） - 口から黒い風を吹く。
  - 天空乙矢（てんくうおとや） - 黒い風を纏った足で蹴りを放つ。
  - 滅神奥義（めつじんおうぎ）
    - 天ノ叢雲（アマノムラクモ） - 黒い羽が何層にも重なっているような形をした風を起こす。あまりにも強力すぎて相手を殺しかねない技のために大魔闘演舞でリオンたちは使用を控えさせようとしていた。

ウェンディ&シャルル
妖精の尻尾を参照。

## 四つ首の番犬（クワトロケルベロス）
ゴールドマイン
声 - 下山吉光
「四つ首の番犬」マスター。
棘のついた三角帽子とサングラスが特徴の老齢の男性。マカロフや「青い天馬」のマスター・ボブとは旧知の仲。ギルドメンバーのことを「野郎共」と呼ぶ。

バッカス・グロウ
声 - 津田健次郎
別名「酔いの鷹」。28歳（7年後）⇒29歳で、背中に赤い紋章がある。好きなものは酒、嫌いなものは朝。
シニヨン風の髪型と目元のしみが特徴の男。その異名の通り酒と女を好み、特に酒はカナと飲み比べて圧勝するほどで、普段は酔っ払いの印象をしている。「ワイルド・フォー!」というのがギルドメンバーとの掛け声。エルザ曰く「S級相当の実力者」で、手の平に魔力を集中させて戦いそれによる掌打を得意とした武術・劈掛掌を操る。
大魔闘演武ではウォークライが一撃でやられたことによって、ギルドの面目を保つためリザーブ枠で出場。2日目の競技パート「戦車」では酔っているにも拘らず一番にゴールした。バトルパートでは「自分が勝ったらミラとリサーナを一晩貸せ」（アニメ版では、「自分たちのギルドに引き抜く」）という賭けを持ちかけ、エルフマンと対戦。圧倒的な力で追い詰めるが、リザードマンを用いたエルフマンの耐久勝負に敗北。自分を破ったエルフマンを称賛し、それが元で「妖精の尻尾」とは親しくなった。4日目のタッグバトル戦ではロッカーとのペアで「青い天馬」の一夜&ニチヤペア相手に戦うも、ニチヤを倒されたことで怒った一夜に殴り飛ばされて敗北。最終日では「蛇姫の鱗」のトビー&ユウカと交戦しようとするも、「剣咬の虎」のスティングに不意打ちで倒される。エクリプスから来た竜との戦いの中ではマザーグレアの小型の竜の攻撃によって重傷を負うが、ウルティアの魔法によって時を戻され無事だった。大魔闘演武を機会にカナとは酒飲み仲間になった模様。
- 酔・劈掛掌（すい・ひかしょう） - ひょうたんに入った酒を飲み酔うことで、攻撃予測ができず威力も倍増させた劈掛掌。
  - 酔・劈掛掌「月下」（すい・ひかしょう「げっか」） - 「酔・劈掛掌」の状態で相手を下から突き上げる。

ロッカー
声 - 宮下栄治
パンクロッカー風の格好をした、逆立った長髪が特徴の男。
大魔闘演武では4日目の競技パート「海戦」にて、唯一の男性として出場するも、真っ先に失格になった。タッグバトル戦ではバッカスとのペアで「青い天馬」の一夜&ニチヤペア相手に戦うも、一夜に殴り飛ばされて敗北。最終日では「人魚の踵」のミリアーナに倒される。
- ドリルンロックフォーユー - 体を回転させて、そこからパンチや蹴りを放つ。

イエーガー
声 - 関口英司
頭にヘッドフォンをした上半身裸の大男。背中に紫色の紋章がある。
大魔闘演武では1日目の競技パート「隠密」に参加。最終日では「蛇姫の鱗」のジュラに倒される。
- プラントマジック

ウォークライ
声 - 下山吉光
動物の被り物を着た男。
「剣咬の虎」のスティングやルーファスからも気に入られており、大魔闘演武1日目のバトルパートで「剣咬の虎」のオルガと戦うが、一撃で敗れる。最終日は試合に出場していない様子。
- 涙魔法

ノバーリ
声 - 川鍋雅樹
高い鼻とバンダナが特徴の筋肉質な男。服の左足にピンク色の紋章がある。
大魔闘演武では3日目の魔力測定器を用いた競技に出場するも、大きな成果を得られなかった。最終日では「蛇姫の鱗」のトビー&ユウカに倒される。

セムス
声 - 下山吉光
覆面が特徴の巨漢。
大魔闘演武では3日目のバトルパートで「人魚の踵」のミリアーナと戦ったが、敗北した（原作では戦闘が省略されているが、アニメでは戦闘シーンが描かれている）。最終日では「蛇姫の鱗」のリオンに凍り漬けにされて倒される。
名前がしばし「セメス」と誤字されている。

## 剣咬の虎（セイバートゥース）
ジエンマ
元「剣咬の虎」マスター。冥府の門を参照。

スティング・ユークリフ
声 - 櫻井孝宏、大浦冬華（少年時代）
現「剣咬の虎」マスター。「剣咬の虎」最強の五人の一人。双竜の片割れ。「白竜のスティング」の異名を持つ。19歳（7年後）⇒20歳で、左肩に白い紋章がある。好きなものはレクターとナツさん、嫌いなものは昔のギルド。
金色の髪で右こめかみの傷と、左耳のピアスが特徴の青年。双竜の片割れであるローグとは逆によく喋るほうで陽気な性格。自分の相棒であり弟子でもあるレクターへの思いやりも非常に強い。ナツへの憧れから彼のことは「ナツさん」と呼んでいる。初登場である大魔闘演舞編では、ジエンマの影響でレクター以外の仲間との絆を否定する冷酷非情な考えを抱いており、憧れのナツすらも見下す態度を取っていたが、「剣咬の虎」の宿に乗り込んで来たナツの実力を目の当たりにしたことで、ナツの力を再確認した。
白竜・バイスロギアから滅竜魔法を教えられ、体内に滅竜魔法の魔水晶を埋め込んだ第三世代の「光の滅竜魔導士」。聖属性の白い光を操り、相手の体に聖痕を刻むことで動きを封じられる他、自力でドラゴンフォースを発動できる。白いものや光を食べることで自身の魔力や体力の回復・増幅ができる。ナツと同じく滅竜魔導士特有の乗り物酔いをする。
400年前、アクノロギアを倒す計画で選ばれた5人の身寄りのない子供の一人。元々はウェンディと同い年で、ナツとガジルを兄のように慕っていた。
大魔闘演武の2日目の競技パート「戦車」では、乗り物酔いにより、思い通りの成果を得られなかった。4日目のバトルパートのタッグバトル戦ではローグとのペアでナツ&ガジルペアと戦うも、第二魔法源と3ヶ月の修行でパワーアップした彼らにはドラゴンフォースをもってしても敵わず、攻撃の癖も見抜かれてしまい、ローグと一緒にナツ一人に敗北した。ナツに敗北後、ローグと共にジエンマに怒りの制裁を下されるが、彼がレクターを消したことへの怒りからジエンマに逆襲をして一部始終を見たミネルバに次期マスター候補に擁立される。直後、ミネルバがレクターを助けてくれたことを知って安堵するも、ミネルバから彼を人質に取られ、レクターを取り戻すために大魔闘演武で優勝することを誓う。最終日では「四つ首の番犬」のバッカスを不意打ちで倒し、強敵との戦いで満身創痍となった「妖精の尻尾」をまとめて倒そうとするも、傷つきながらも発せられる彼らの迫力を前に戦意喪失しリタイアした（同時にこれによって「妖精の尻尾」の優勝が決まった）。直後、ミリアーナに連れられて来たレクターと涙ながら再会した。大魔闘演武終了後は竜を倒すために協力しシザーランナーの力に圧倒されるが、ナツの言葉で「仲間を守る勇気」を持つようになる。
その後、マスターが不在になったギルドを一から作り直す決意をして性格も以前より丸くなり、仲間を思いやるようになった。ギルドを追放されたユキノにも謝罪して和解を果たし、現在は「剣咬の虎」の新たなマスターとして活躍している。その後、エルザから受け取った手紙 を元にローグ、レクター、フロッシュと共に「冥府の門」との戦いの場に現れてミネルバを助け、そのままマルド・ギールと対決する。その際、「仲間」を傷つけた者に怒りを露わにするなど大きな成長を見せた。交戦中に悪魔と化したジエンマが現れたためマルド・ギールの相手をナツとグレイに任せジエンマと交戦し、かつて「下らない」と否定していた絆の力を信じローグとの連携により勝利した。
1年後には、大食い祭「虎・虎・虎」の影響で激太りした姿で登場した（そのため、ルーシィは誰だか分からなかった）が、直後にユキノのライブラの魔法で元に戻った。アルバレス帝国との戦いでは、イシュガルの北から攻めてくる軍を「青い天馬」と共に迎え撃つが、他の仲間と共に全滅し十字架に磔にされていた。ガジルたちに救出された後、仲間を守れなかった自責の念に捕われていたが、ユキノに叱咤されて立ち上がった。「ユニバースワン」発動後はフリードと行動していたが、ユキノたちを苦しめていた「ナツと同じ匂い」がするラーケイドと対峙。自分たちを変えてくれたナツを殺そうとするラーケイドを倒すため、ミネルバの「絶対領土」で飛んできたローグの影を食べ「白影竜」となることでラーケイドを撃破した。
外伝『剣咬の双竜』ではローグと共に主人公を務めている。
- 光の滅竜魔法
  - 白竜の咆哮（はくりゅうのほうこう） - 口からレーザーのような鋭い閃光のブレスを放つ。放ったレーザーはある程度曲げることも可能。
    - 白竜のホーリーブレス（はくりゅうのホーリーブレス） - 広範囲に及ぶ光のブレスを放つ。

  - ホワイトドライブ - 魔力増幅の術。全身に白い聖なる光を纏う。
  - ホーリーレイ - 両手から無数の矢のような白い聖なる閃光を放つ。
  - 白竜の鉄拳（はくりゅうのてっけん） - 外伝『FAIRY TAIL外伝 剣咬の双竜』で使用。拳に白い聖なる光を纏い、パンチを放つ。
  - 白竜の爪（はくりゅうのつめ）
  - 一閃白竜（いっせんはくりゅう） - 光と影の力をそれぞれ左手と右手に集中させる。次に手を合わせ、2つの要素を組み合わせて光と影でできた強力な爆風を相手に向けて発射し、相手とその周囲の両方にダメージを与える。
  - 滅竜奥義（めつりゅうおうぎ）
    - ホーリーノヴァ - 白い聖なる光を込めた拳から激しい爆発を起こす一撃を放つ。

  - ドラゴンフォース - 滅竜魔法の最終形態。発動すると全身に白い紋様が浮き出る。

- モード白影竜（モードはくえいりゅう） - ローグの影を食らい、自身の光属性にローグの影属性が融合した状態。発動すると右半身が白、左半身が黒い紋様に覆われる。右手で自分の光の力、左手でローグの影の力が使え、ローグ同様自身の体を「影」と化すことで移動が可能。未来のローグも未来のスティングを殺して力を奪うことで使用している。
  - 白影竜の絁（はくえいりゅうのあしぎぬ） - 右指先から光、左指先から影の閃光を四方八方に走らせ相手を切り刻む。「冥府の門」との戦いではローグと共に使用した。

- 聖影竜閃牙（せいえいりゅうせんが） - 合体魔法（ユニゾンレイド）。拳を突き出すと同時に自身の白い聖なる光の力とローグの黒い影の力を合わせた巨大なエネルギーを撃ち出す。

レクター
声 - 矢島晶子
13歳（7年後）⇒14歳で、背中に桃色の紋章がある。好きなものはスティングくん、嫌いなものはいじめっ子。
スティングに付き従う、赤茶色の毛をしたオスのエクシード。「〜!ハイ」が口癖で、周りの者を君付けで呼んでいる。言葉遣いは丁寧だが、敵対する者には丁寧ながらも慇懃無礼な態度が目立つ。フロッシュと行動を共にすることも多く、彼の保護者役にもなっている。
強くなることを望んでおり、幼少期の頃にスティングの強さに見惚れて弟子入りした。スティングが子供の頃に竜を倒したということを周囲に信じてもらえず、嘘つき呼ばわりされていたため、スティングと「皆の見ている前で火竜（ナツ）を倒し、彼を嘘つきじゃなくする」という約束を交わしており、スティングが最強だと信じている。初登場回の大魔闘演舞編では、スティング同様に負けた仲間を否定する考えを持っていた。
双竜がナツに敗北した後、ジエンマに怒りの制裁を下される2人を弁解。それにより、自身がジエンマの手で消されてしまうが、ミネルバの魔法で別の場所に飛ばされて難を逃れ、今度はスティングの戦意を高めるための人質にされた。ミネルバがミリアーナを解放する際にくっついて脱出し、「妖精の尻尾」の優勝決定直後にスティングと再会する。
- 翼（エーラ）

ローグ・チェーニ
声 - 鈴村健一
「剣咬の虎」最強の五人の一人。双竜の片割れ。「影竜のローグ」の異名を持つ。19歳（7年後）⇒20歳で、マントの左肩に白い紋章がある。好きなものはフロッシュ、嫌いなものは昼間。
右目が隠れた黒髪の青年。当初は背中に黒いマントを羽織り、腰に日本刀を差していた。スティング同様に自分の力を過信していたが、ナツに敗北してからは考えを改めた。寡黙な人物で冷徹にも見えるが、ギルドから追放されてしまったユキノを心配したり、フロッシュのことも大切に思っているなど内心は思いやりの深い性格。特にフロッシュのことになるとやや過保護になりがちで、フロッシュが迷子になった際には普段の冷静さを欠いて荒っぽい聞きこみをするなど、周囲から嗜められるほどの動揺を見せた。
影竜・スキアドラムから滅竜魔法を教えられ、体内に滅竜魔法の魔水晶を埋め込んだ第三世代の「影の滅竜魔導士」。自らの「影」に入ることで全ての感覚が研ぎ澄まされ回避や移動を行い、相手の死角を突いた攻撃を得意とする。スティング同様、自力でドラゴンフォースを発動できる。また、ナツやスティングと同じく乗り物酔いをする。
400年前、アクノロギアを倒す計画で選ばれた5人の身寄りのない子供の一人。元々はウェンディと同い年で、ナツとガジルを兄のように慕っていた（幼少期は髪型は丸刈り頭だった）。かつてはガジルの弟分で、「ローグ」という名前の意味（「悪者」「悪党」などを意味する）を嫌い、当時はライオスと名乗っていた。彼に憧れ、元々ガジルが所属していた「幽鬼の支配者」に入ろうとしていたが、「幽鬼の支配者」は壊滅しガジルは敵対していた「妖精の尻尾」に加入したことに疑問を抱いていた。
大魔闘演武では4日目のバトルパート「タッグバトル戦」ではスティングとのペアでナツとガジルペアと戦うも、第二魔法源と3ヶ月の修行でパワーアップした彼らにはドラゴンフォースをもってしても敵わず、スティングと一緒にナツ一人に敗北した。最終日では再びガジルと戦い、彼に圧倒される。戦う中でガジルが「妖精の尻尾」にいる意味が「仲間」だったことに気付き、同時に自分が何のために戦っているのかが分からなくなるが、ガジルに「カエル（フロッシュ）は仲間だろ」と指摘される。戦意喪失するが、途中で正体不明の自分の運命を司る影によって操られ、圧倒的な力でガジルを追い詰めるが、自身の影を食べ「鉄影竜」になったガジルに倒され正気に戻る（その間の記憶はない）。大魔闘演武終了後は竜を倒すために協力し、リヴァイアや運命を司る影から未来の自分のことを聞かされ精神的に追い詰められるが、スティングの言葉で立ち上がって闇に染まらないと誓い、彼と共にリヴァイアやシザーランナーに立ち向かった。
戦いの後は、スティングたちと共に「剣咬の虎」を一からやり直す決意をし、以前よりも仲間を思いやる気持ちを強く持つようになった。その後、エルザから受け取った手紙を元にスティング、レクター、フロッシュと共に「冥府の門」との戦いの場に現れてミネルバを助け、そのままマルド・ギールと対決する。交戦中に悪魔と化したジエンマが現れたため、マルド・ギールの相手をナツとグレイに任せてジエンマと交戦し、スティングとの連携により勝利した。
1年後には、フロッシュやミネルバと共に「黒魔術教団」壊滅の仕事に向かおうとするも、未来のローグからの忠告を受けたナツによりその仕事を取られフロッシュと共に街の外から出ないよう釘を刺されるが、結局はスティングたちと共にマルバの街に訪れ、壊滅までの一部始終を見ていた。戦闘終了後、グレイとフロッシュの間に友情が芽生えたのを見て、運命を司る影は消えていった。アルバレス帝国との戦いの際はミネルバによってスティング元へと向かい自身の影を食わせてラーケイド撃破に貢献した。
外伝『剣咬の双竜』ではスティングと共に主人公を務めている。
- 影の滅竜魔法
  - 影竜の斬撃（えいりゅうのざんげき） - 黒い影を纏った腕を振るい攻撃する。
  - 影竜の咆哮（えいりゅうのほうこう） - 口から黒い影のブレスを放つ。
  - 影竜の連雀閃（えいりゅうのれんじゃくせん） - 両腕から翼のように大きな黒い影を発生させ、相手を吹き飛ばす。
  - シャドウドライブ - 魔力増幅の術。全身に黒い影を纏う。
  - ドラゴンフォース - 滅竜魔法の最終形態。発動すると全身に黒い紋様が浮き出る。

- 聖影竜閃牙（せいえいりゅうせんが）
- 白影竜の絁（はくえいりゅうのあしぎぬ）

フロッシュ
声 - こおろぎさとみ
年齢は不明で、背中に黒いギルドの紋章がある。好きなものはカエル、嫌いなものはミミズ。
ローグに付き従う、緑色の体色のエクシード。性別は不明（アニメではカグラがフロッシュをメスだと思っている模様）。一人称は「フロー」で、口癖は「フローもそーもう」。現在着ている桃色のカエルの着ぐるみを見つけて以来、いつも着用している。口調は幼くやや舌足らず。極度の方向音痴でもあり、一人きりだとギルドに帰ることもできない。その一方、ギルドから追放されてしまったユキノを心配したり、レクターがジエンマの手で消滅させられた時は悲しみ、生きていたことを知ったときには喜ぶなど、相棒のローグ同様に思いやり深く仲間思いな性格。また、一見動きが遅いように見えるが、実は身体的にはレクターよりも動きは速いらしい。
ローグと出会った時から決して彼の傍を離れず、お互い切り離せない存在となっている。ローグに出会った経歴は不明だが、少なからず7年前はまだ彼と出会っていない様子。
未来のローグによると大魔闘演武から1年後グレイに殺害され、それによりローグは豹変してしまったが、グレイとフロッシュが仲良くなったことで惨劇は回避された。
- 翼（エーラ）

ユキノ・アグリア
声 - 緒乃冬華
18歳（7年後）⇒19歳で、左腹部に紋章がある。好きなものはソラノ姉さん（エンジェル）、嫌いなものは元マスター・ジエンマ。
水色のショートボブヘアに薔薇の髪飾りが特徴の美少女。星霊魔導士であり、「黄道十二門」の星霊の鍵を2つ持つ。物静かな礼儀正しい性格で相手を「様」付けで呼び、ミラからは「どことなくリサーナに似てる」と言われている。ルーシィと同じく星霊への思いやりは深く、一度取り上げられた鍵がロキによって手元に戻ってきた際には涙ながらに喜んだ。
エンジェルことソラノの妹で、彼女らが幼い時にドジばかりでいつも両親に怒られていた自分を庇ってくれた彼女を慕っていたが、エンジェルがゼレフを信仰する集団に連れ去られてしまい、そのことからゼレフを憎んでいる。以降生き別れになった姉との再会を夢見ている。
大魔闘演武2日目のバトルパートにて「人魚の踵」のカグラと戦い、彼女に「命を賭ける」という賭けを持ち掛けるも、その圧倒的な実力の前に敗北。賭けは勝者であるカグラの情けにより無効化されたが、ジエンマからは敗北以上の醜態と見なされ「同じギルドメンバーの見ている前で、全裸での土下座を行う」という屈辱を味わわされた後、ギルドから追放されてしまう（アニメ版では土下座はカットされたが、アニメ二期の回想で土下座の場面が入った）。追放後にナツたちの許に訪れ、ルーシィに黄道十二門の鍵を託そうとするも「受け取れない」と拒否される。以前から「剣咬の虎」に憧れていて昨年にようやく入ることができたものの、ミネルバの代わりとして大魔闘演武に初参加ながらも一回の敗北で辞めさせられたことやナツの気遣いによって彼の前で涙し、追放の一件を涙ながらに告白して怒りを覚えたナツが「剣咬の虎」の宿に乗り込む切っ掛けを作った。ナツたちと別れた後は、アルカディオスに「エクリプス計画」への参加を要請されこれを受諾し、フィオーレ王国軍軍曹の肩書きを得る。ダートンによってルーシィやアルカディオス共々捕らえられてしまうが、ナツたちの救出によって脱獄。その後、「餓狼騎士団」のウオスケと交戦し、未来のルーシィの話を聞いて自分といるせいで周りの人間が不運に齎されていると思い込みナツたちの前から姿をくらませるが、探しに来たミラジェーンに生きることの意味を諭される。エクリプスから竜が出現した際には、ルーシィと共に「ゾディアック」でエクリプスの扉を封じた。エクリプス騒動の終結後は、大魔闘演武打ち上げパーティでの「剣咬の虎」をはじめとする各ギルドの自分を巡る争奪戦を見て、自分にもこんなに居場所があるのだと実感し嬉しさのあまり涙を流した。後日、正式に「剣咬の虎」に復帰し、性格も以前よりも明るくなった。
アルバレス帝国との戦いでは、「ユニバースワン」発動後にエルフマンと行動を共にし、その際にソラノと念願の再会を果たす。霊峰ゾニアで見かけたラーケイドと再び相対し、彼とゼレフ、ナツの血縁関係を知ることとなった。
アニメオリジナルストーリー「日蝕星霊編」では星霊たちの異変を伝えるためにルーシィたちに会いに行き、行動を共にすることになる。体術も身につけており、バルゴとの戦闘の際にその技を披露しルーシィたちを驚かせた。
公式人気投票では19位。外伝『剣咬の双竜』では料理が得意なことも明かされている。
- 星霊魔法 - 「二体同時開門」を扱える。契約星霊はピスケス、ライブラ、オフィウクスだが、アニメでは他にも契約している星霊が存在する。
  - ゾディアック - 同じく黄道十二門の鍵を持つルーシィと共に発動。12体の星霊の力を一時的に引き出す。

ミネルバ・オーランド
声 - 井上喜久子
「剣咬の虎」最強の五人の一人。同所ギルドのマスターであったジエンマの娘。左腹部に青い紋章がある。
一人称は「妾（わらわ）」で、古風な格好と口調で団子状の髪型が特徴。下着は横縞柄を好んでいる。ジエンマのことを「父上」と呼び、ギルドメンバーからは「御嬢（おじょう）」と呼ばれている。ジエンマの手で幼い頃から弱音を吐くだけでも罰せられるなど厳しい環境に置かれた 結果、常に自信に満ちた態度・強さに拘る・自身の強さを鼻にかける・相手を見下す高圧的かつ残虐な性格を形成。それゆえに王者の貫禄を示すためなら人質を取ったり、弱者を傷つけるといった非道および卑怯な手段も平気で行う。その一方、料理が得意という家庭的な一面があり、大食いにも強い。
スティングやローグをも凌ぐ実力の持ち主で、戦闘の際は時折ヤクマ族の使う言語・ヤクマ語という古代語のような怪しげな言葉を発しながら戦う。
大魔闘演武開始当日では仕事に出ており、怒りに燃えるナツが「剣咬の虎」の宿に乗り込んだ際にハッピーを人質に取って現れ、ハッピーを解放する代わりに手を引くよう彼に指示した。その後、ギルドを追放されたユキノに代わって大魔闘演武に参加する。4日目の競技パートの「海戦」にて、ルーシィをボロボロになるまで散々痛めつけ、瀕死の重傷を負わせた。父がスティングに倒された後は、彼を糾弾するどころか新しいギルドマスター候補に擁立し、密かに別の場所へ飛ばしていたレクターを返す条件として、大魔闘演武の優勝を迫る。最終日においては、エルザとカグラが交戦している際に割って入り、彼女たちと戦う。ミリアーナを人質に取ってエルザとカグラが潰し合うよう仕組み、勝負がついた途端にカグラに止めを差したことでエルザの逆鱗に触れ、第二魔法源を開放した彼女の技である「天一神・星彩」を受けて敗れた。
大魔闘演武終了後はジエンマ共々行方を晦ましていたが、裏の世界で頂点に立つべく「夢魔の眼」に加入する。太陽の村での初任務の際エルザと再会し、大魔闘演武のことを逆恨みし、幼児化した彼女を痛ぶるもドリアーテがグレイに敗れた後は撤退する。その後ギルドに帰還するが、「冥府の門」のキョウカによって捕らわれて悪魔へと改造され、ネオミネルバを名乗るようになる。「妖精の尻尾」と「冥府の門」の戦いの最中、キョウカと入れ替わりにエルザと遭遇・交戦するが、エルザと戦う中で自分の過去を思い出し、彼女に諭されたことで戦意喪失する。直後に現れたマルド・ギールに倒されそうになりながらもエルザが逃げることを願って笑みを浮かべたが、駆け付けたスティングとローグに救われ、自身のことを待つ仲間を見て涙を流す。その場を双竜に任せてエルザたちと行動を共にし、自身を悪魔に改造したキョウカに止めを刺す。「冥府の門」との戦いが終わった後、ポーリュシカの治療でできる限り元の姿に戻って「剣咬の虎」に復帰し、ギルドメンバーの温かい言葉に迎えられ涙した。
1年後、ナツたちがグレイ捜索の件で「剣咬の虎」を訪れた際は、ルーシィに対して大魔闘演武での自らの仕打ちを詫びた。
アルバレス帝国との戦いでは、「青い天馬」と共にイシュガルの北から攻めてくる敵兵相手に獅子奮迅の戦いぶりを見せるも、スプリガン12に敗北し他の仲間と共に十字架に磔にされてしまった。ガジルたちによって解放された後、ローグと共にアイリーンのユニバース・ワンに巻き込まれて飛ばされてしまい、ラーケイドに襲撃される。スティングによってラーケイドを倒された後ルーシィの時同様にカグラに彼女やミリアーナへの仕打ちを謝罪していた。
「冥府の門」との決着後の外伝『剣咬の双竜』では面倒見の良い一面を見せるようになった他、周囲が戦慄する（ルーファスに至っては記憶することすら拒んでいた）謎めいた尋問術を持つことも明かされた。
- 絶対領土（テリトリー） - 視界全ての相手や自分の空間を入れ替え、その空間の属性を熱や鉛、爆発などに変えることができる魔法。
  - 絶対領土エクスプロージョン（テリトリーエクスプロージョン）
  - 絶対領土虚無（テリトリーきょむ） - 両手を空間波物質で覆い、対戦相手に追加ダメージを与える。
  - 絶対領土ドレイン（テリトリードレイン） - 自身の空間にあらゆる生物を閉じ込めると同時に、捕らえた相手の魔力を吸収する。

- ヤクマ十八闘神魔法 - ヤクマ族に伝わる18種の危険な魔法。
  - ャグド・リゴォラ - 「ヤクマ十八闘神魔法」の一つ。地面から巨大な石像を出現させる。

ルーファス・ロア
声 - 代永翼
「剣咬の虎」最強の五人の一人。別名「赤い月に歌う吟遊詩人」。19歳（7年後）⇒20歳。好きなものは詩、嫌いなものはメモ帳。
目元に仮面を付けた長髪の男。「〜と記憶している」「〜は記憶にある（ない）」など記憶という言葉を用いた独特の言い回しをする。常に余裕を持った態度を取るキザな性格で、大魔闘演武の観客の反応から特に女性から人気がある模様。密かに容姿が「妖精の尻尾」のフリードと被っているのを気にしており、地元に戻ったらイメチェンしようと決めているらしい。
記憶したものを形にする古代の魔法（エンシェントスペル）の一種を操る記憶の造形魔導士。相手の魔法を「記憶」することでいくつものオリジナルの魔法を造ることができ、「忘れる」ことによって相手の魔法を無効化することも可能。古代魔法の本から得た記憶を元にオリジナルの古代魔法を作り出すこともできる他、他者の記憶を操作することもできる。
大魔闘演武では1日目の競技パート「隠密」に出場し、その場から一歩も動かずに最高得点を取った。3日目のバトルパートでは「青い天馬」のイヴと戦い、記憶造形を駆使して勝利する。最終日ではグレイと交戦し初めは有利に戦っていたが、途中からグレイの高速造形に記憶造形が追いつかず倒される。大魔闘演武の打ち上げパーティでは性格の変わったスティングに少なからず驚いていた。
- 記憶の造形魔法
  - 記憶造形（メモリーメイク）
    - 星降ル夜ニ（ホシフルヨルニ） - 雷を星のように降らせ、複数の相手を同時に攻撃する。上空に光を目視してから2秒以内ならば回避可能であることをメイビスに見抜かれ、最終日では通用しなかった。
    - 燃ユル大地ノ業（モユルダイチノゴウ） - 地面から大量の炎を出す。
    - 凍エル黒雷ノ剣（コゴエルコクライノツルギ） - オルガとグレイの魔法の融合技。上から多数の黒雷を落とすと同時に落ちた場所から氷を出現させる。
    - 荒ブル風牙ノ社（アラブルフウガノヤシロ） - 複数の竜巻を発生させる。

オルガ・ナナギア
声 - 木村雅史
「剣咬の虎」最強の五人の一人。23歳（7年後）⇒24歳。好きなものは歌、嫌いなものは火事。
ゲリラ風の格好をした筋肉質で大柄な男。テンションが上がると自作の歌を歌う癖がある（しかしその歌は爆音で、お世辞にも上手いとは言い難い）。実はレクターとフロッシュのことを大変気に入っており、一緒に遊んでくれないかといつもチラチラ見ているらしい。
黒い雷を操る雷の滅神魔導士。主に両手から黒い雷を大砲のように放出する戦法で戦う。現時点で登場しているスレイヤー系魔導士の中では唯一ブレスによる攻撃をしていない。
大魔闘演武1日目のバトルパートで「四つ首の番犬」のウォークライと戦い、一撃で勝利する。3日目では魔力測定器を用いた競技にて3位という結果を出した。最終日では同じく雷を操るラクサスと交戦するが、途中で乱入して来た「蛇姫の鱗」のジュラによって一撃で倒される。大魔闘演武終了後はむしろそれをいい思い出としている様子で、ラクサスやジュラとの再戦に備えて激しい修行を始めている。
- 雷の滅神魔法
  - 120mm黒雷砲（こくらいほう） - 両手を合わせ、黒い雷を撃つ。魔力の数値としては3825を出している。
  - 雷神の荷電粒子砲（らいじんのかでんりゅうしほう） - 両手から黒い雷の塊を放つ。

ドーベンガル
声 - 岸尾だいすけ
忍者のような格好をした男性。「剣咬の虎」で10番以内に入る強さの魔導士だが、宿に乗り込んできたナツに一撃でやられた（アニメでは交戦するシーンがある）。

フィンガース
元「剣咬の虎」メンバー。アニメオリジナルキャラクターを参照。

## 魔女の罪（クリムソルシエール）
ジェラール・フェルナンデス
声 - 浪川大輔
「魔女の罪」のリーダー格。エルザと同じく、「楽園の塔」で奴隷として働かされていた。服の左胸に黄色の紋章がある。
青髪の美青年で、右目付近にはギルドとは別の紋章がある。奴隷時代は正義感の強さから奴隷たちのリーダー的存在だった。エルザの苗字の名付け親でもあり、当時から既に惹かれ合っていたが、X791年に再会した際には、後述の罪の意識から婚約者がいると嘘を付いた。また、「六魔将軍」の本名を知る数少ない人物でもある。
奴隷を解放するよう反乱を起こし、捕らえられたエルザを救出するために身代わりとして捕えられるが、その際にゼレフを騙ったウルティアの洗脳を受けて乱心。以降は自身に逆らったエルザを外界に放つことと引き換えに奴隷仲間たちを人質に8年間、楽園の塔建設に注力した。
最終目的は、Rシステムを発動させてゼレフを蘇らせること。目的遂行のためには手段を選ばず、元は仲間だったショウたちを騙していただけでなく、ブレインなどの闇ギルド関係者とも関係を持っていた。自分の思念体であるジークレインを評議院に潜り込ませて楽園の塔にエーテリオンを撃つよう誘導し、Rシステム発動のためにエルザを生贄にしたりしたが、エーテリオンを吸収したナツの逆鱗に触れ、ドラゴンフォースの前に敗れる。
楽園の塔の崩壊と共に生死不明となるが、エーテルナノの影響を受けながらも一命は取り留めており、ニルヴァーナの在り処を知っていたことからその奪取を目論む六魔将軍に保護されていた。ブレインの策略によりウェンディの魔法で息を吹き返すが、エルザの名前以外の一切の記憶を失っていた。自分が犯したとされる過ちを正そうとナツたちに協力し、ゼロと戦うナツに自身の全魔力を金色の炎に変えた「咎の炎」を貸し与えた。だが、戦いが終わった後に楽園の塔事件の罪を問われ新生評議院に逮捕され、エルザに別れを告げた。
牢の中で記憶を取り戻した後、ウルティアの手引きにより脱獄。洗脳されていたとはいえ自身の犯した罪を償うべく、正規でも闇でもない独立ギルド「魔女の罪」を設立した。大魔闘演武では、「妖精の尻尾」に「ゼレフに似た魔力」の調査を依頼する一方でマカロフに交渉し、平行世界の自身でもあるミストガンの名を借りて「妖精の尻尾」Bチームとして参戦する。ミストガンの正体を知っていたドランバルトに目を付けられたこととチーム再編後は身を隠し、情報収集に専念。大会後はドランバルトとラハールに接触し、竜討伐のためにコブラの解放を頼んだ。事件後は老婆となったウルティアから手紙を預かり、ドランバルトからも見過ごされた。「冥府の門」事件においては、ドランバルトに頼まれ「六魔将軍」のメンバー複数と一人で戦い、ミッドナイトに対しては幻覚攻撃を逃れるために自身の両目を失明させることで勝利。打倒ゼレフのために「六魔将軍」のメンバーを「魔女の罪」に受け入れた（視力はその後回復した）。
1年後のアルバレス帝国との戦いではゼレフを倒すために「妖精の尻尾」に協力し、ハルジオンでエルザたちに加勢する。エルザを傷つけたナインハルトに怒りを爆発させ、カグラの援護を受けて撃破した。ハルジオン奪還後、メルディと共に敗残兵の掃討を務めていたが、「ユニバースワン」発動後に彼女とはぐれてしまいコブラ、ミッドナイト、レーサー、ホットアイと合流。現れたオーガストと対峙するが、その圧倒的な実力差から全滅させられてしまう。アイリーンの死後、フェアリーヒルズにてアクノロギアにやられそうになっていたエルザとウェンディを助け対峙するも、自身の魔法が全く効かず助けに来た「青い天馬」と共にアクノロギアを誘導するためにクリスティーナに乗り込む。その後単身でアクノロギアに挑むが、一夜に諭される。
公式人気投票では11位。容姿や使用魔法などは『RAVE』のジークハルト・シーザーがモデルとなっている。
- 天体魔法
  - 流星（ミーティア） - 流星の如き高速の移動を可能とする。
  - 六連星 (プレアデス)  - 6つの星を発生させ、次々に落とす。
  - 七星剣（グランシャリオ） - 隕石にも相当する破壊力を持つ7つの衝撃波を発生させる。
  - 九雷星 (キュウライシン)  - 9つの剣を発生させ放つ。雷属性が付加されている。
  - 暗黒の楽園（アルテアリス） - 星が凝縮したような巨大な黒い球体を相手にぶつける破壊魔法。

- 真・天体魔法
  - 星崩し（セーマ） - 上空から超巨大な隕石を落とし、周囲に絶大なダメージを与える。

- 煉獄砕波（アビスブレイク） - 詳細は禁忌魔法を参照。
- 五重魔法陣 御神楽（ごじゅうまほうじん みかぐら） - ミストガン変装時に使用。五重に魔法陣を展開してそこから巨大な光線を落とす。
- 三重魔法陣 鏡水（さんじゅうまほうじん きょうすい） - ミストガン変装時に使用。三重に魔法陣を展開して相手の放った魔法を反射する。
- 拘束の蛇（バインドスネーク） - 相手の体に蛇のような紋様を走らせ、動きを封じる。
- 自律崩壊魔法陣

ウルティア・ミルコビッチ
声 - 沢城みゆき、荻野晴朗（ザルティ姿）
元「悪魔の心臓」の一員で、「煉獄の七眷属」のリーダー。グレイの師であるウルの娘。背中に紋章がある。
長い黒髪でカチューシャを付けた女性。幼い頃、母と別れて違法な魔法研究施設に入れられ、そのことから母を恨み続けていた（それ故に名前を「ウル」と略され、母と同じように呼ばれることを嫌う）。しかし、本心では「『時のアーク』で時間を巻き戻し、母を恨む前に戻りたい」という願望があり、それを叶えるために「大魔法世界」を望んでいた。
物語当初は若手の評議院検証魔導士 として振舞っていたが、評議院から「悪魔の心臓」への注目を逸らすためのスケープゴートとすべく物語開始の8年前からジェラールを洗脳し、彼が楽園の塔事件を起こすよう仕向けた。一方でガルナ島ではザルティという男に変身してリオンに接触し、デリオラの力を横取りしようと協力していた。
楽園の塔事件後は評議会を壊滅させギルドに戻り、S級試験の隙を突き天狼島に攻め込む。ゼレフを自分だけのものにしようと企み、グレイを利用してハデスと相打ちにさせようとしたが、それをグレイ見抜かれてしまい彼と戦う。ウルへの嫌悪から封じていた造形魔法も使って応戦するも敗れ去るが、戦闘中に海に落ちたことで母の記憶に触れ自分が確かに愛されていたことを知り涙した。その後天狼島の天狼樹を元に戻した後メルディと共に島を去る。その際にメルディに自分のした仕打ちを詫びて、海に身を投げ自決しようとしたが、全てを許したメルディに救われる。
その後は自分が犯してきた過ちを償うため、ジェラールを脱獄させ仲間に加え「魔女の罪」を立ち上げる。以前と比べて精神的に余裕が出来ており、ジェラールのエルザに対する想いに素直になるように指摘したこともある。大魔闘演武に不穏な気配を感じ、ナツたちに接触し第二魔法源の開放を条件に調査を依頼した。大会中はメルディと共に外から監視しているが、潜入したジェラールがボロを出さないよう裏工作もしている。エクリプスにより竜が現れた際は人間側の劣勢を察し、ナツの意向に反し現在のローグの殺害を試みる。しかし実行寸前に我に返り、同時に自分が「魔女の罪」結成以前と何も変わっていないことに絶望し、せめてエクリプスだけでも何とかしようと「ラストエイジス」を使用する。結局巻き戻すことのできた時間は1分だけだったが、その1分の記憶は全ての人々にデジャヴとして引き継がれ、本来死亡するはずだったグレイを含めた多くの命を救った。その後、魔法の代償として元の姿とかけ離れた老婆の姿となるが本人はそれを苦としておらず、残り僅かな命を独りで過ごすべくジェラールとメルディに別れを告げ、事実上「魔女の罪」を脱退する形になった。その後、マグノリアへと戻るナツたちを笑顔で見送ったが、グレイだけには正体と共に魔法で命を救ったことを気付かれた。また、ジェラールとメルディもどことなく気付いており、彼女の意思はグレイに大きな影響を与え、ドリアーテとの戦いでデリオラの陰に怯えるグレイの背中を押した。
アルバレス帝国との戦いでは、ディマリアの「アージュ・シール」によって時が止められたことで、封じられた時の中でしか存在できない思念体（「時の狭間の住人」と自称している）が元の姿でウェンディたちの前に現れ、彼女たちを時の狭間へ入れて動けるようにした。ディマリアの攻撃で重傷を負ったシャルルを時の狭間から脱出させ、勝つ手段として第三魔法源を示す。シェリアの頼みで彼女の第三魔法源を解放し、ディマリアが倒され時が動き出すと同時に消滅した。なお、老婆となったウルティアも、この戦いでの出来事を認識している描写がある。
ウルによると、名の由来は「ウルの涙（tear）」。
- 時のアーク - 「失われた魔法」の一種。生物以外の物体の時間を操る。ハデスの話から、大魔法世界においては術者を時の旅人に変えるとされている。
  - フラッシュフォワード - 敵の周囲360°に展開した無数の水晶玉の時間を操り、相手に一斉にぶつける。
  - レストア - 壊れた物体の時間を巻き戻し、元通りに戻す。
  - ラストエイジス - 世界中の時間を少しだけ巻き戻す。しかし、その代価として自分の時（命）を全て失うリスクがある。『RAVE』にも同名の魔法が登場。

- 氷の造形魔法
  - アイスメイク 
    - 薔薇の王冠（ローゼンクローネ） - 母親のウルが使用していた技。

メルディ
声 - 後藤沙緒里
元「悪魔の心臓」の一員で、「煉獄の七眷属」の一人。マントに紋章がある。
ピンク色の髪の物静かな少女。ウルティアを「ウル」と呼んで慕っている。幼い頃に「悪魔の心臓」によって破壊された地の生き残りだった所をウルティアに引き取られる。故に彼女を母として慕い、ウルティアの母・ウルを結果的に死なせたグレイのことを「ウルティアを悲しませた男」として殲滅最優先順位1位にしていた。
エルザとジュビアと交戦し、グレイへの想いから魔力が急激に上がったジュビアに挽回され、「マギルティ=センス」でグレイとジュビア、最終的には自らも連結させ命を絶とうとするが、自分を死なせまいと涙を流したジュビアと感情を共有してしまったことで戦意喪失した。その後ウルティアと合流し、ゼレフを連れて逃げている所をザンクロウに目撃され襲われる。ウルティアが自分の故郷を襲った犯人と彼から告げられ、島を出る際にウルティアにそれを問う。そして、その真相を聞かされ憤るも、全ての罪を死んで償おうとする彼女を止め泣きながら許した。
7年後の時点では髪が伸びてポニーテールとなり、大人の女性へと成長。「魔女の罪」の一員としてウルティアやジェラールと行動を共にしているが、明るい笑顔を浮かべたり時に冗談を言うなど、精神的に余裕ができており、ジュビアからはその成長を喜ばれており、以降は友情を築いている。大魔闘演武の後、老いたウルティアからの別れに泣き崩れた後はジェラールと共に旅を続け、「冥府の門」との騒動の中で「六魔将軍」を仲間に迎え入れる。
1年後のアルバレス帝国との戦いではゼレフを倒すために「妖精の尻尾」に協力し、ハルジオンでジュビアたちに加勢する。アクノロギアとの最終決戦の際には、大陸中の人々にマギルティ＝センスを使って魔力を集約し、「妖精の球」の発動を補助した。
モバゲーで行われた人気投票「ミスフェアリーテイルコンテスト2012」では8位に入賞。
- マギルティ＝ソドム - 相手の痛覚に直接刺激を与える多数の魔力の剣を操る。
- マギルティ＝レーゼ - 複数のエネルギー弾を放ち、相手を攻撃する。
- マギルティ＝センス - 「失われた魔法」の一種。2人以上の人物の感覚や感情を連結させ、共有する（痛みの共有において傷は対象外だが、特例として死は共有される）。本来の使用法は、信じあえる者同士の力を何倍にも高めることにある。
- マギルティ＝ウォーター - 「マギルティ＝センス」によって力が増幅した状態で、メルディとジュビアが同時に攻撃を繰り出す合体魔法。

コブラ / エリック
声 - 伊丸岡篤
元「六魔将軍」の一員。「毒竜のコブラ」の異名を持つ。
褐色肌で赤茶色の逆立った髪に、右耳のピアスが特徴の男。気性が荒く特定のことにしか興味を示さないが、幼い頃から共にいたキュベリオス（下記）や「六魔将軍」の元メンバーたちに対しての想いは強い。また、心の中でナツが言ったダジャレに笑ったことがある。
体内に滅竜魔法の魔水晶を埋め込んだ第二世代の「毒の滅竜魔導士」。相手の心の声を「聴く」能力を持っており（思考・呼吸・筋肉の収縮まで聞き取れるほど）、それを駆使して戦う。
ニルヴァーナ上空での空中戦で「聴く」能力と毒の滅竜魔法でナツとハッピーを苦しめるが、最後は耳が良すぎるのが仇となり、ナツの強烈な雄叫びの前に失神し敗北。直後、ブレインに心の声で足手まといとみなされ切り捨てられてしまい、涙しながら倒れる。その後、評議院に逮捕された。なお、エルザが自分と同じ楽園の塔の奴隷であったことを悟っていた。
7年後は以前より耳が尖り、右目が隻眼となっている。大魔闘演武終了後の竜襲来の際にはジェラールの要請を受けたドランバルトたちの手によって一時釈放される。竜を倒すためにナツたちに協力し「青い天馬」を追い詰める岩の竜と戦った。戦いの終結後に外界の声から「冥府の門」について何らかの情報を察知した模様で、ラハールたちの下に再び捕まり牢獄に戻る。
「冥府の門」メンバーが評議員たちを襲撃した後には、ドランバルトに「冥府の門」について話す代わりに六魔のメンバー全員を脱獄させるよう要求する。取引によりドランバルトの手引きで評議員を脱獄し、脱獄早々7年前に見捨てられた復讐としてブレインを抹殺した。その後遭遇したジェラールが自分たちの自由を奪おうとすると思い込み彼とホットアイを除く四人で戦うが、彼の圧倒的な実力を前に敗北。ジェラールに説得され、打倒ゼレフのために「魔女の罪」に加入する。
1年後はナツやガジル同様乗り物酔いをするようになり、アルバレス帝国との戦いではフィオーレ北方の霊峰ゾニアに他の元「六魔将軍」メンバー共々駆け付けるも、「スプリガン12」のオーガスト1人相手に全員束でかかっても歯が立たず敗北。その後他の滅竜魔導士共々アクロノギアによって呼び寄せられ、他の滅竜魔導士共々人間態のアクロノギアと交戦し、内臓を負傷する怪我を負うも、他の滅竜魔導士たちとナツに全魔力を与え、アクロノギアを倒すことに成功する。最終話ではキナナと恋人関係になった様子。
外伝『FAIRY TAIL外伝 ロードナイト』にも登場しており、ギルド解散後に評議院となったガジルに狙われるが、奴隷として売られそうになった子供たちを助け、ガジルと協力して共闘するといった一面が描かれている。
『100YEARS QUEST』では、キナナと婚約しており、マグノリアに住んでいる。キナナからは対面で心を読むことを禁止されている。
アニメではオリジナルストーリー「星空の鍵編」に、「新生六魔将軍」の一員として原作に先駆けて再登場している。キュベリオスを失った悲しみを源に視力を失い、ナツの雄叫びをものともしない空気を震わせる超振動能力を持った。エルザやエバーグリーン、マックスと交戦するも、アンチリンクの目的のため一時退却。その後再びエルザと交戦するも、キナナの声が聞こえたことによって油断し、エルザに不意打ちを喰らい無限城から落下して倒される。キュベリオス（キナナ）との再会を果たすが、評議員に連行されそうになった彼女を庇って自ら再逮捕された。なお、彼の本名が明らかになったのはこのアニメでの出来事が初である。
- 毒の滅竜魔法- 滅竜魔法を使用する時は両腕を竜人のようなものに変え、毒流れの攻撃で相手を腐敗させて徐々にダメージを与える戦法を使う。作中ではキュベリオスの毒流れ食べることで、自身の魔力や体力の回復・増幅をしている。

- 毒竜の咆哮（どくりゅうのほうこう） - 口から毒の流れを放ち、敵の身体にウイルスを染み込ませ、徐々に身体の自由と命を奪う。
- 毒竜双牙（どくりゅうそうが） - 両腕を交差させるように振るい、一対の毒流れの攻撃を繰り出す。
- 毒竜突牙（どくりゅうとつが） - アニメ61話で登場。毒流で作り出した巨大な手で攻撃する。
- 毒竜螺旋撃（どくりゅうらせんげき) - アニメ61話で登場。下半身を回転させ、毒流れの蹴りを繰り出す。
- 毒竜鱗牙(どくりゅうりんが) - アニメ61話で登場。毒で作り出した無数の刃を放ち攻撃する。

ミッドナイト / マクベス
声 - 内山昂輝
元「六魔将軍」最強の魔導士。右肩に赤い紋章がある。
中性的な外見で、黒い唇が特徴の男。常に落ち着いた態度を取っており、ブレインを「父上」と呼び特に慕っている。普段は絨毯に乗って眠っているが、レーサーが倒されたことによって父・ブレインに目覚めさせられる。
改心したホットアイや「連合」のメンバー、ジェラールを次々と倒していく。エルザと交戦し、初めは「屈折」を駆使して有利に戦い、ジェラールを追い詰め新たな「六魔将軍」の一員にしようと目論むも、魔法の弱点をエルザに見抜かれる。真夜中になったことで歪みが極限状態になり、怪物の姿になって幻覚攻撃でエルザを追い詰めるが、片目が義眼である彼女には効かず敗れる。その後は評議員に逮捕された。
7年後は髪が長くなっている。コブラの取引により、ドランバルトの手引きで評議員を脱獄。コブラが脱獄早々ブレインを倒したが、ブレインの本心を知ったことでそのことを全く非難しなかった。その後遭遇したジェラールが自分たちの自由を奪おうとすると思い込み、彼と戦う（一方でホットアイがジェラールに従う姿勢を見せたが個々の自由として認めた）。幻覚でゼロが目覚めたかのように見せかけるが、両目を失明した彼には効かず、ジェラールの圧倒的な実力を前に敗北。ジェラールに説得され、打倒ゼレフのために「魔女の罪」に加入する。
アニメ版ではオリジナルストーリー「星空の鍵編」に、ラポワントの手引により評議院を脱獄し、「新生六魔将軍」のブレイン二世として原作に先駆けて再登場している。ブレインと再会するという未来を手放すことで、彼と同等の力を手に入れる。レギオン隊のバイロやダンの魔法をも打ち消す力を持つ。ブレインの意思を果たすべく、「妖精の尻尾」を利用して無限時計を完成させ、リアルナイトメアの始動を果たす。だが、ルーシィが無限時計に干渉したことで、自身もリアルナイトメアの影響を受けてしまい、奴隷時代の映像を目の当たりにして動揺した所をナツに倒される。
- 屈折（リフレクター） - 全てのものを捻じ曲げ歪ませる魔法。魔法を跳ね返すことも光を屈折させて幻を作ることもできる。ただし人間の体を曲げることはできず、曲げられる空間は常に1ヶ所に限定されている。
  - スパイラルペイン - 相手の周囲の大気を螺旋状に捻じ曲げ、ダメージを与える。

- ジェネシス・ゼロ - アニメのみ。

エンジェル / ソラノ・アグリア
声 - 緒乃冬華
元「六魔将軍」の紅一点。「剣咬の虎」の一員であるユキノの姉。
そのコードネーム通り、天使を連想させる格好をした女性。星霊魔導士で、ジェミニを使い他人をコピーして情報を得ていた。「語尾に「〜（だ）ゾ」とつける軽い性格。「青い天馬」のカレンを殺した張本人であり（アニメでは「二体同時開門」を失敗したカレンに止めを刺した）、その際に白羊宮のアリエスの鍵を奪いカレン以上に星霊を酷使していた。
ジェミニのコピー能力で一夜から「連合」の作戦を事前に手に入れ、「連合」メンバーに奇襲を成功させた。後にルーシィと交戦し、星霊同士の相関関係を駆使して彼女を苦しめるが、ルーシィの星霊を思う気持ちに影響されたジェミニの改心とヒビキの機転で「ウラノ・メトリア」を発動したルーシィに倒される。その後評議院に逮捕されて星霊との契約が解除され、彼女と契約していた黄道十二門の星霊たちは新たにルーシィと契約した。
7年後は髪が腰近くまで伸びており、アホ毛が天使の輪のようになっているが、原作での服装は7年前と同様。コブラの取引により、ドランバルトの手引きで評議員を脱獄。その後遭遇したジェラールが自分たちの自由を奪おうとすると思い込み彼と複数人で戦うが、彼の圧倒的な実力を前に敗北。ジェラールに説得され、打倒ゼレフのために「魔女の罪」に加入する。
1年後はメストと連絡を取りアルバレス帝国にスパイとして潜入、マカロフの居場所やそこまでの潜入経路を調べたが途中でばれてしまい、カラコール島に逃げ込みながらも自身が所有するオリンピア内でナツたちと合流した。移動神殿オリンピアの艦長を自称している。アルバレス帝国との戦いでは、「ユニバースワン」発動後ユキノとの再会を果たすが、「正しい世界で生きている妹に罪人の姉がいて良いはずはない」という理由で人違いだと通して「自分の罪が許され妹を抱きしめる日を迎えるために戦い続け、それまでは許さないでほしい」とも涙ながらに語り、ユキノと共にナツたちに加勢する。
『100YEARS QUEST』では、妹のユキノと同じ「剣咬の虎」に加入している。
ローグ曰く、うるさいが問題は起こしていないとのこと。
アニメ版ではオリジナルストーリー「星空の鍵編」に、「新生六魔将軍」の一員として原作に先駆けて再登場している。物腰や口調は比較的大人だが、天使のように空に消るためと評して自分の命を軽んじる性格になっている。「天使魔法」を使ってグレイとフリードと交戦し、圧倒的な力を見せた。後にグレイと再戦した際に「天使魔法」のリスクで天使にのめり込まれそうになるが、生きることをグレイに教えられる。一時は語尾に「〜（だ）ゾ」と付けていなかったが、「天使魔法」から解放されてからは再び付けるようになった。
- 星霊魔法 - 2体の星霊を同時に呼び出す「二体同時開門」ができる。契約していた星霊はジェミニ、アリエス、スコーピオン。
- 天使魔法 - 初登場はアニメ版。天使を呼び出す召還魔法。アニメでは自身の寿命（コスト）を削って天使を呼び出す魔法で、本来は天使とは似ても似つかぬ邪悪な姿をしており、エンジェルの命を食らおうとするが、魔法の核をダンが壊したことによりエンジェルの寿命は解除された。

レーサー / ソーヤー
声 - 間島淳司
元「六魔将軍」の一員。服の背中に黒い紋章がある。
サングラスと長い鼻が特徴の男。何かと「早い」ことを強調しており、彼直属の闇ギルド「尾白鷲」なる暴走族のような集団を束ねている。
他人よりも高速で動くことからスピード系の魔法を使っていると思われがちだが、実際は一定範囲内の生物の体感速度を下げる魔法の使い手で、魔法をかけられた人間から見れば高速で動いているように見える。また、大量のタイヤを召喚する魔法も使う。
魔道二輪を巧みに乗りこなし、グレイとカーチェイスを繰り広げた。グレイやリオン、シェリーと交戦し初めは有利に戦っていたが、能力をリオンに見抜かれる。彼の作戦で魔法の範囲外からのグレイの一撃で倒されるが、爆弾の魔水晶（原作ではダイナマイト、アニメでは時限式）を使い、リオンを道連れにしようとするも失敗。その後ブレインは彼が死亡したような発言をしていたが、実際は生存しており評議院に逮捕された。
7年後は全身タイツが特徴となっている。コブラの取引により、ドランバルトの手引きで評議員を脱獄。その後遭遇したジェラールが自分たちの自由を奪おうとすると思い込み彼と複数人で戦うが、彼の圧倒的な実力を前に敗北。ジェラールに説得され、打倒ゼレフのために「魔女の罪」に加入する。アニメ版では加入までの経緯が描写され、ホットアイやコブラと違い加入には消極的であった。
アニメではオリジナルストーリー「星空の鍵編」に、「新生六魔将軍」の一員として原作に先駆けて再登場している。体感速度を下げる魔法ではなく、目にも止まらぬスピードで行動する魔法を収得したが、感情を犠牲にしたため口数が少なくなっていた。ドランバルトと交戦し、隙をついてカーチャのアンチリンクを切って逃亡。その後ミラと交戦するも、交戦して行く内に奴隷時代に魔力採取者たちから自身が逃げていたことと重ね、動揺。ミラの説得により涙して戦意喪失した。
- デッドGP（デッドグランプリ） - 周囲から大量の魔導二輪を呼び出す。レーサーの乗る魔導二輪にはミサイルが搭載されている。

ホットアイ / リチャード・ブキャナン
声 - 一条和矢
元「六魔将軍」の一員。ウォーリーの実兄。別名「天眼のホットアイ」。
角ばった顔をしている大柄な男で（子供の頃は弟と同じで普通の顔だった）、語尾に「○○デスネ」と付ける。頻繁に「金」という言葉を用いる守銭奴で、金さえ積めば国軍とも戦争を起こすほど。あらゆる動きを見破る能力の使い手でそのことから天眼と呼ばれている。
生き別れた弟を探すために金に執着していたが、その一方で僅かな罪悪感を感じていたためジュラとの交戦中ニルヴァーナの影響で改心し、ジュラと行動を共にしてナツたち「連合」に協力。襲撃したミッドナイトから咄嗟にナツたちを守り、自分の本当の名を名乗った後彼らを先に進ませる。ミッドナイトを追い詰めるが、ブレインがやられると同時に傷が癒えた彼に裏切り者として彼に重傷を負わされるも、ニルヴァーナ崩壊からナツとジェラールを救出する。その後、評議員には罪を償うべく大人しく着いていこうとしたが、その際にエルザからウォーリーの生存を聞き、涙を流しながら安心して評議院に連行されていった。
7年後はコブラの取引により、ドランバルトの手引きで評議員を脱獄。口髭が生え、基本的に瞳を閉じている。前述の理由もあり他のメンバーとは違い、ジェラールに対しては敵対心を見せず、彼との戦いには唯一参加しなかった（エンジェルからはまだニルヴァーナにかかっていると思われたが、ニルヴァーナは既に壊されて効力も消えているため本当に改心した模様）。ジェラールに説得され、打倒ゼレフのために「魔女の罪」に加入する。
アニメオリジナル「星空の鍵」編には登場しておらず、代わりにエリゴールが登場している。
- リキッドグラウンド - 地面を柔らかくして操る魔法。

## 人魚の踵（マーメイドヒール）
カグラ・ミカヅチ
声 - 早見沙織
「人魚の踵」最強の魔導士。23歳（7年後）⇒24歳。好きなものは兄（シモン）、嫌いなものはジェラール。
頭上にカチューム風のリボンをした姫カットの女性。常に気丈とした態度の冷静沈着な性格。怨刀「不倶戴天」を持つが、決まった相手にしかその刀を抜くことはなく、ユウカ曰く「彼女が本気になった所を誰も見たことが無い」らしい。
実はエルザの奴隷仲間であったシモンの妹。幼い頃に兄を奪われ、後にミリアーナから彼の最期を聞いたことで、兄を利用した挙句殺めたとして顔を見ただけで普段の冷静さが乱れるほどジェラールに激しい憎しみを抱いている。また、エルザと同じローズマリー村出身で、村が襲われた際にエルザに助けられたことがあった。エルザ本人はそれを知っていたが、カグラ自身はそれが彼女だとは気付いていなかった。
大魔闘演武では2日目のバトルパートにおいてユキノを圧倒し、彼女の持ち掛けた命の賭けを「命を預かる」として勝利した。しかしこれは本来の実力ではなく、4日目のタッグバトルにおいてもミリアーナとのペアで「蛇姫の鱗」のリオン、ユウカと戦うが、引き分けに終わっている（原作では戦闘が省略されているが、アニメでは戦闘シーンが描かれている）。最終日ではトビーとユウカ相手に倒し、その後エルザやミネルバと対戦。ミリアーナを人質にされたことの条件でエルザ一人と戦い、ジェラールを憎む理由を問われ自身の過去を明かした結果、「自分の弱さがシモンを殺した」と懺悔するエルザに怒り、抜刀。しかし、幼い頃に自分を助けたのが他ならぬ彼女であることを知り、動揺する。直後に自分を庇って負傷した彼女を助け負けを認めるも、その瞬間ミネルバの不意討ちを受け倒れる。エクリプスが開いた混乱の最中でジェラールを見つけるが、ジェラールの事件や兄の死の元凶であるウルティアの罪の告白を物陰で聞き、抜刀することができなかった。大魔闘演武の打ち上げパーティではエルザと打ち解け、上記の件でユキノを自分のギルドに誘っていた。
1年後のアルバレス帝国との戦いでは、「蛇姫の鱗」と共に南の軍に制圧されたハルジオンの解放に向かう。ディマリアに服を切られ辱められた翌日、エルザと共に港にいるナインハルトを倒しに動く。途中で加勢に来たジェラールには反発していたが、ナインハルトの攻撃から自分を庇い海に落ちた彼に人工呼吸を施した。ナインハルトが再びシモンを出現させた際には「本物の兄ではない」と切り伏せ、ジェラールへの憎しみを乗り越えた。ハルジオン奪還後、結果的にジェラールの唇を奪ってしまった謝罪としてエルザにキスをした。「ユニバースワン」発動後はユキノたちを苦しめていたラーケイドと戦い、彼とゼレフ、ナツの血縁関係を知る。ラーケイドの快楽を与える魔法に対して自らの舌を噛み切ることで快楽から脱するが、至近距離の間合いからの「不倶戴天」は届かず脇腹を切り裂かれる重傷を負いながらも、スティングがラーケイドと対峙した際には「重力魔法」で彼を援護した。
公式人気投票では17位。
- 抜かぬ太刀の型 - 「不倶戴天」を抜刀せず、鞘のままで切り裂く剣術。
- 「剛」の型 - 「不倶戴天」を納刀させた状態から強烈な突きを放つ。
- 「斬」の型 - 納刀した「不倶戴天」で斬撃を繰り出す。
- 翔ノ型 - 「不倶戴天」で飛んでくる対象を斬り落とす。
- 重力魔法 - 指定した物の重力を操る。
- 剣閃 「絆」の型 - 合体魔法（ユニゾンレイド）。ゲームのみに登場した。

ミリアーナ
声 - 藤井ゆきよ
エルザの昔の奴隷仲間。16歳→23歳（7年後）⇒24歳で、腰にピンクの紋章がある。好きなものはネコ、嫌いなものはエビ。
猫のような顔立ちの少女。その見た目通り、かなりの愛猫家。語尾や言葉の最初に「ミャ〜」という言葉をつけることが多い。座右の銘（口癖）は「元気最強」。
楽園の塔事件後、ショウらと共に「外」の世界へ旅立った。X791年の時点では髪が伸び胸も大きな大人の女性らしくなり、かなり際どい服装をしている。旅の途中でカグラに出会い、惚れこんでしまう。その後、ショウやウォーリーと離れて「人魚の踵」に加入。彼らとは連絡を取り合っている様子。ジェラールの真実を知らないために未だに彼を憎んでおり、自分と同じ憎しみを抱くカグラに協力している。
大魔闘演武の3日目では魔力測定器を用いた競技に出場。バトルパートでは「四つ首の番犬」のセメスに勝利する。4日目のタッグバトルではカグラとのペアで「蛇姫の鱗」のリオン、ユウカと戦うが、引き分けに終わっている（原作では共に戦闘が省略されているが、アニメでは戦闘シーンが描かれている）。最終日では「四つ首の番犬」のロッカーを倒すが、ミネルバに捕まってボロボロになるまで痛めつけられた挙句、エルザとカグラへの人質に利用された。エクリプスが開いた混乱の最中でジェラールを見つけ怒りをあらわすが、ジェラールの事件やシモンの死の元凶であるウルティアの罪の告白を聞き、何もすることができなかった。大魔闘演武の打ち上げパーティでは始め浮かない顔をしていたが、エルザによって直ぐにあやされた。
- 拘束魔法
  - ネ拘束チューブ（ネコーソクチューブ） - 魔法を封じる効力を持ったチューブを出現させて、相手を縛りつける。本人の心境によって縛る力は変化する。
  - キトゥンブラスト - 黒いチューブを相手にぶつける。魔力の数値としては365を出しており、ラハールによると部隊長を任せられるレベルらしい。

アラーニャ・ウェブ
声 - 櫻井浩美
21歳（7年後）⇒22歳。好きなものはおでん、嫌いなものは蜘蛛。
クモの巣のような網状のスーツを着用したドレッドヘアの女性。余裕を持った大人な態度が特徴。明るい性格からギルドの中でとても人気がある様子。
昔おでんの研究にはまり、オリジナルのおでんを開発しようとした（しかし、その内の一つである「納豆おでん」はかなり不評だったらしい）。以前「妖精の尻尾」のドロイに仕事先で偶然知り合い、彼から一目惚れされたようだが、あっさり振った様子。
大魔闘演武では1日目のバトルパートで「青い天馬」のレンと戦うも、敗北した（アニメ版では2日目のミラジェーンとジェニーのグラビア対決にもリズリーやベスと共に乱入した）。最終日では同じく「青い天馬」のトライメンズにベスと共に倒される。
- 糸魔法 - 蜘蛛の糸のような魔法を使って戦う。

リズリー・ロー
声 - ならはしみき
24歳（7年後）⇒25歳で、スカートにピンク色の紋章がある。好きなものはギルド、嫌いなものはハイヒール。
パーマのかかった髪の女性。口癖は「〜ナメちゃいけないよ!」。普段はぽっちゃりとした体格だが、重力変化の魔法を使って細身の体型に変わることができる。ギルド内ではその落ち着きっぷりと外見からママ的な立ち位置で、外部からもそう思われているが未婚で子供はいない。
大魔闘演武では2日目の競技パート「戦車」に参加し、体型とは裏腹に体力のある一面を除かせていた。4日目の競技パートの「海戦」にも細身の体型で出場。最終日では「蛇姫の鱗」のシェリアに倒される。
アニメ版では2日目のミラジェーンと「青い天馬」のジェニーのグラビア対決にも、アラーニャやベスと共に細身の体型で乱入した。OAD「ドキドキ・リュウゼツランド」にも登場し、偶然知り合ったジェニーと意気投合していた。
- 重力魔法 - 本人曰くカグラに教わった魔法。本人はぽっちゃり体型の方が気に入っている様子。

ベス・バンダーウッド
声 - 村川梨衣
西部大陸からの移民。16歳（7年後）⇒17歳。好きなものは野菜、嫌いなものは害虫。
三つ編みの髪に、そばかすが特徴の少女。一人称は「あちき」で、やや片言口調で話す。ギルドの栄養士も務めており、野菜を精魂込めて作るために農業を兼業している。ミリアーナがカグラより年上ということを知らないらしい。
大魔闘演武では1日目の競技パート「隠密」に参加。最終日では「青い天馬」のトライメンズにアラーニャと共に倒される。アニメ版では2日目のミラジェーンとジェニーのグラビア対決にもアラーニャやリズリーと共に乱入したが、本人はノリ気ではなかった。
- 野菜魔法 - 地中から野菜や果物を召喚して攻撃する。一応食べられるが、栄養価は全くない上に美味しくない。
  - ニンジンミサイル - 無数のニンジンを相手に一斉に飛ばす。

## 大鴉の尻尾（レイヴンテイル）
イワン・ドレアー
声 - 佐藤正治
「大鴉の尻尾」マスター。マカロフの息子でラクサスの父。
かつては「妖精の尻尾」に所属していたが、父・マカロフに危険分子とみなされ破門された後「大鴉の尻尾」を立ち上げ、そのマスターとして活動しながら「『妖精の尻尾』の闇」と称しているルーメン・イストワールを手に入れるために「妖精の尻尾」の周りを探していた。無数の紙人形を操る魔法や広範囲の人物に幻を見せる魔法を使用する。
X784年頃は「妖精の尻尾」との戦争のために資金を集めており、息子・ラクサスに埋め込んだ滅竜魔法の魔水晶が高値で売れることを知って、ラクサスを狙っていた。ラクサスがマカロフの命で「妖精の尻尾」から一時的に破門された際には「ラクサスはこちらに来る」と考えていたが、ラクサスは「大鴉の尻尾」には赴かず一人旅を続けた。
X791年、正規ギルドとなった「大鴉の尻尾」を率いて、大魔闘演武に出場。「マスターは試合に参加できない」というルールを破り、アレクセイという仮面の男に扮し自らも選手として活動。優勝より「妖精の尻尾」を追い詰めるために活動し、そのためには卑劣な手段も厭わなかった。3日目のバトルパートでラクサスとの対戦の際に幻で観客席の目を欺き、ルーメン・イストワールの所在と引き換えに勝ちを譲るという取り引きを持ちかける。交渉決裂後は力ずくで吐かせるために「対『妖精の尻尾』」とまで称する他のメンバー4人と共にラクサスに攻撃を仕掛けるも、ラクサスの予想以上の実力の前に敗北。不正行為も公になったことで他のメンバー諸共、王国軍に連行されていった。
PSP版ゲーム『ゼレフ覚醒』にも登場し、ゲームオリジナルストーリーでは娘のような存在のイーリスを思いやるという心優しき一面も見せていた。

フレア・コロナ
声 - 伊藤静
「大鴉の尻尾」の一員。右胸に赤茶色の紋章がある。
普通ではない目つきをした少女。陰気なオーラを漂っていて捻くれた性格だが、素直になれない不器用な一面を覗かせている。首を傾けるのが癖で、人を髪の色で呼ぶ（ルーシィは「金髪」、ナツは「桜髪」など）。普段三つ編みにしている自身の長い赤髪（本人曰く「永遠の炎の息吹から受け取った自分の誇り」）を自在に操る魔法を使う。
実は巨人族の太陽の村の出身で彼らに育てられたが、一人だけ皆と違うのが嫌で村を出てしまう。お金の稼ぎ方が分からず、何も知らないまま「大鴉の尻尾」に加入した過去を持つ。
大魔闘演武1日目でルーシィと対戦。形勢が不利になると、客席のアスカに髪を向けて脅迫し、ルーシィを徹底的に甚振る。状況に気付いたナツにより人質作戦を無効化された後、ルーシィの全魔力を込めた「ウラノ・メトリア」で敗れそうになるも、オーブラの能力に助けられ不正勝ちする。試合後は外野のおかげで勝てた結果に怒ったイワンに制裁されてしまい、翌日に原因の一つとなったルーシィの姿を見かけた際は今までの高圧的な態度を一変して怯えていた。ラクサス戦では「ルーシィの分を込めた」ラクサスの一撃に敗北。試合終了後、ルール違反からイワンたちと共々王国軍に捕まるが、釈放後はリュウゼツランドで遊んでいたルーシィの下に出向き、彼女に謝罪している。アニメ版では竜の襲来においてルーシィを一度だけ助け、その場を後にした。
「大鴉の尻尾」が無くなった後は「妖精の尻尾」の浴場に現れ、ギルドの加入先を探していた。ナツらが太陽の村で仕事を受けている際に村に帰還し、ルーシィとウェンディのピンチに彼女らの助太刀に入り、協力して「風精の迷宮」の3人組を倒す。その後は自分の過去を話してルーシィらと和解し、凍りついた村を戻すために協力する。村が元に戻った後は、村の住民たちに帰宅を歓迎され、涙を流した。
- 髪しぐれ 狼牙（かみしぐれ ろうが） - 髪を狼の形にして相手に噛み付く。
- 髪しぐれ 蛍火（かみしぐれ ほたるび） - 切られた髪を爆発させる。
- 髪しぐれ 千鳥（かみしぐれ ちどり） - 髪を針のようにして相手を突き刺す。

オーブラ
声 - 下山吉光
「大鴉の尻尾」の一員。
目元に仮面をした青い肌の奇妙な男で、至って無口かつ無表情。その能力はギルドの中でも秘密扱いで、勝負で負けると分かっていても、必要な時以外は使用を止められている。
大魔闘演武の直前にウェンディを襲い、本戦ではルーシィの「ウラノ・メトリア」を無効化させると「妖精の尻尾」を窮地に陥らせたが、ラクサス戦において「ウェンディの分を込めた」ラクサスの一撃に敗北した。
詳細不明の小動物を連れており、ウェンディ襲撃をナツたちに伝えた時には顔だけウェンディそっくりの姿に変身した。実はこの小動物こそがオーブラの真の姿であり、仮面男のオーブラは人形にすぎなかった。イワンたちが逮捕される中、自身は逃走に成功。ゼレフとの繋がりがあり、大魔闘演武終了後にナツたちがマグノリアに帰った際に彼の下に戻った。

ナルプディング
声 - 宮下栄治
「大鴉の尻尾」の一員。
ずんぐりした体格で頭身が低い男。顎鬚を生やした巨大な割れ顎と紫の肌が特徴。丁寧な口調で話し、見た目に反して動きは素早く、悪知恵にも秀でている。
大魔闘演武1日目の競技パート「隠密」に参加し、グレイに集中攻撃を仕掛け、得点を妨害した。ラクサス戦では「グレイの分を込めた」ラクサスの一撃に敗北した。
- ニードルブラスト - 腕に無数の棘を纏わせ攻撃する。

クロヘビ
声 - 下山吉光
「大鴉の尻尾」の一員。
全身の黒タイツが特徴の男。名前通り蛇のような顔つきをしており、沈着ながらも卑劣な性格。「クロヘビ」は本名ではないらしいが、本名は不明。
大魔闘演武では2日目の競技パート「戦車」で2位でゴールした。バトルパートでは「蛇姫の鱗」のトビーと交戦。勝利した後、彼と握手をするかのように見せかけ、トビーの大切にしていた靴下を破り捨てた。最終的には仲間たち同様にラクサス戦で敗北・失格となる（特に因縁もなかったため「よく分からん」と言われ倒された）。
- 擬態（ミミック） - 風景に擬態し、その物の属性の魔法を使えるようになる珍しい魔法（例：砂場→「砂の反乱」）。

## その他のギルド
ローバウル
声 - たてかべ和也
以前にウェンディとシャルルが所属していたギルド「化猫の宿」マスター。
「なぶら」が口癖の老人。その正体は400年前にニルヴァーナを作った張本人で、現在は肉体は滅び思念体に近い存在となっている。
一人でニルヴァーナを破壊できる者を待っていたが、7年前（X777年）にジェラール（ミストガン）から預けられたウェンディのために「化猫の宿」を作り出した。「連合」によりニルヴァーナが破壊されたことを受け、ウェンディたちに真実を明かしギルドと共に消滅した。

バナボスタ
声 - 下山吉光
「黄昏の鬼」マスター。
天狼島から帰還したマカロフに借金返済を催促するが、ギルドメンバーに対する暴力に怒ったマカロフ、エルザ、ミラジェーンから報復を受ける。「妖精の尻尾」が大魔闘演武で優勝した後は、ギルドメンバー共々今までの態度を一変して彼らを歓迎していた。

ティーボ
「黄昏の鬼」の一員。
鬼のような格好をした男で、金棒が武器。7年後に衰退した「妖精の尻尾」に借金の取り立てに来たが、帰ってきたナツたちに仲間共々成敗される。その後大魔闘演武に参加し、逆恨みでナツたちを敗北させようとするも、予選にて再度ナツたちに出くわし倒された。バナボスタと同じく「妖精の尻尾」の大魔闘演武優勝後は、今までの態度を一変して彼らを歓迎していた。
アニメではクロッカスでの竜迎撃にも参加している。

マッタン・ジンジャー
「黄昏の鬼」の一員。詳細はアニメオリジナルキャラクターを参照。

バニッシュブラザーズ
声 - 金野潤（兄）、遠藤大輔（弟）
傭兵ギルド「南の狼」所属の兄弟。
大柄な体術使いの弟と、大きなフライパンを武器として扱う中華風の男の兄のコンビ。弟の口癖は「ママ」。兄は言葉に所々に英語を交ぜて喋る。魔導士は体術が劣るという持論を持ち、過去に何年もかかって相手の骨を砕く魔法を覚えた魔導士がそれをかける前に一撃で倒したことがあるという。
資産家のエバルーに雇われており、対火の魔導士戦を得意とするが、ナツには通じずあっさりと倒された。
アニメでは「星空の鍵編」に再登場。兄弟共に髪が伸びている。修行を重ね、エルザにも引けを取らない実力を身に付けたと豪語していたが、グレイと対峙して敗れる。
- 天地消滅殺法 - 彼ら曰く「天（うえ）を向いたら地（した）にいる、地（した）を向いたら天（うえ）にいる」という2人の合体技。弟が兄の平鍋を踏み台にジャンプする。それに気を取られた敵を下にいる兄が攻撃し、今度は兄に気を取られた敵を上から弟が攻撃する。相手の視界から味方を消し、敵は必ず消し去るというこの攻撃方法からバニッシュブラザーズという名が付いた。
- 火の玉料理（フレイム・クッキング） - 対火の魔導士兼必殺技。兄が持っている大きなフライパンを使い、相手の火の魔法の威力を倍加させ相手に跳ね返す。アニメでは7年後、グレイの氷の魔法にも対応する技へと強化されていた。

風精の迷宮（シルフラビリンス）
トレジャーハンターギルド「風精の迷宮」に所属する3人組。魔法は使わないが魔導士と互角に渡り合うほどの実力を持ち、フィオーレの「大秘宝演武」で優勝した経験がある。変装を得意とするが、その変装は全く通用しない。
ソード・ヒロシ
声 - 佐々健太
「風精の迷宮」の一員。
尖ったような髪型が特徴の男。「超○○」が口癖。お宝以外には一切興味が無く、凍りついた巨人族の足をわざと傷つける残虐な性格。文字通り、銃・槍・剣の3つの形態に変形する武器「変形銃槍剣（チェインブレイド）」を使い、普段は剣の状態で背負っている。
ララやドレイクと共に永遠の炎を狙い、ガルナ島で入手した少量の月の雫で太陽の村ごと凍りついた永遠の炎を溶かしに来たが、目的の相違からウォーロッドの依頼で村に来たナツたちと対立する。しかし、月の雫が少量であったことから溶かすことができなかった。予定を変更し、レア物のルーシィの星霊の鍵を狙うが、途中助太刀に入ったフレアの協力もあり彼女らに倒される。

ハンマー・ララ
声 - 拝真之介
「風精の迷宮」の一員。
二頭身の大男で、リーゼントと特徴的な顎鬚を持つ。「ドゥーン」が口癖。巨大な手の形をした鎚「強化甲型鎚（ストロンガー）」を使い、相手の攻撃を受け止めたり、捕まえて投げ飛ばすことも可能。

スナイパー・ドレイク
声 - 村田太志
「風精の迷宮」の一員。
バンダナを着けた長髪の男。長距離での狙撃を可能にするスナイパーライフル「七四式長距離砲（ナナヨン）」を使う凄腕のスナイパーで、サジタリウスの矢と相殺するほど。
クリサーク
声 - 下山吉光
「首無騎士の頭」の一員。
大根の葉のような髪型で髭を蓄えた男。「ヨホーウ（ヨーホウ）」が口癖。詳細は不明だが、指差した方向に相手の首だけが曲がっているような描写がある。
かなり強い魔導士らしく、X792年の大魔闘演武では他のメンバーと共に決勝まで進むも、力を隠していた「毒鬼の牙」の前に敗れた。
ベリック
声 - 後藤ヒロキ
「土精霊の輪」の一員。
顔の右側に刺青があるスキンヘッドの男。X792年の大魔闘演武4日目でクリサークに倒された。

## 闇ギルド

### 六魔将軍（オラシオンセイス）
ブレイン
声 - 稲田徹
「六魔将軍」司令塔。祈りは「ミッドナイトが消えない事」。胸に黒い紋章がある。
褐色肌にオールバックヘアが特徴の大柄な男。外見とは裏腹に、知識を好む冷静沈着な性格。かつては魔法開発局に所属しており、数々の魔法を生み出していた。ニルヴァーナの詳細は、古文書を通じて知ったものとされている。身体中のラインのような模様は生体リンク魔法であり、仲間が戦闘不能になるとそれぞれの線が消え、ラインが全て消えた時、もう一つの人格・ゼロ（下記）が現れる。
「六魔将軍」のメンバーは楽園の塔からブレインが連れてきた特に魔力の高い子供である。そのため、メンバー全員が彼とは養父関係だが、特にその一人であるミッドナイトは彼を「父上」と呼び慕っているが、ブレイン自身は捨て駒のようにしか思っていない。また、個別のコードネームと「祈り」を持っており、ブレイン以外は本名が判明している。
ジェラールを利用し、ニルヴァーナを起動させて「化猫の宿」を狙う。コブラを見捨てて彼に勝利したナツを新たな六魔候補として連れ去ろうとするが、ジュラの圧倒的な実力を前に敗れる。六魔が倒されたことでゼロの人格が目覚めるもナツに撃破され、その後は評議員に逮捕された。
7年後はコブラの取引により、ドランバルトの手引きで評議員を脱獄するが、コブラに自身の思想を彼を見捨てた際に聞かれていたため、脱獄早々彼に倒された。
アニメ版ではウルティアの回想から、彼女に課されていた人体実験にも関わっていた。当初はウルティアを六魔の候補として目を付けていたが、研究の結果、強すぎる魔力を持つ彼女との生体リンクは不可能と判断し、彼女が施設を破壊する前にその場を去った。
- 常闇回旋曲（ダークロンド） - クロドアの杖から複数の怨霊のようなエネルギーを放つ。
- 常闇奇想曲（ダークカプリチオ） - 貫通性の魔法。クロドアの杖から回転するレーザーのような攻撃を放つ。
- 古文書（アーカイブ）
- 自律崩壊魔法陣

ゼロ
声 - 稲田徹
「六魔将軍」マスターでブレインのもう一つの人格。ベルトに赤い紋章がある。
軍服のような服を身に纏い、肌は白く瞳が赤く染まるなど容姿も大幅に変わる。ブレインとは違いただひたすら破壊を好み、動けない相手にも容赦無く攻撃を仕掛ける気性の荒い残虐な性格となる。
あまりに凶悪で強大な魔力のため、ブレイン本人もゼロの人格を恐れており、「六魔将軍」のメンバーとの生体リンク魔法によって封印していたが、ブレインを含む6人全員が倒されたことで目覚める。ニルヴァーナで「化猫の宿」の殲滅を図るも、ジェラールの「咎の炎」を食べドラゴンフォースを発動させたナツに倒される。
- 常闇奇想曲（ダークカプリチオ） - ブレインとは違い指から放ち、なおかつ自在に操ることができる。
- ダークグラビティ - 両手から重力を放ち、相手を下に落とす。
- ジェネシス・ゼロ - ゼロの最大魔法。鬼哭の門を開き、そこから「無の旅人」と呼ばれる無数の怨霊のようなものを呼び出し、相手の記憶と存在を喰らい尽くす。

クロドア
声 - 青山穣
意思を持つ髑髏。自称7人目の「六魔将軍」で、普段はブレインの持つ杖として眠りについている。ブレインの敗北を受けて目覚めるが、その後、封印から蘇ったゼロによって破壊される。
アニメ版ではオリジナルストーリー「星空の鍵編」に、「新生六魔将軍」の一員ジャックポットの正体として再登場（どのようにして復活したのかは不明）。今度は7人目の「新生六魔将軍」を自称しており、イミテイシアの正体をナツらに明かした。ルーシィが無限城を支配したことで怯えて逃げ出すが、空に散った無限時計の針が刺さり、共に封印された。

ミッドナイト
元「六魔将軍」最強の魔導士。祈りは「静かに眠る事」。魔女の罪を参照。

コブラ
元「六魔将軍」の一員。祈りは「たった一人の友人（キュベリオス）の声を聴く事」。魔女の罪を参照。
キュベリオス
声 - 笹本菜津枝
ニルヴァーナの時にコブラが連れていた巨大な毒蛇。
翼を持ち、コブラを乗せて飛ぶことができる。毒霧を吐くことも可能で、コブラはキュベリオスの毒霧をエネルギー源にしている。
初登場時はエルザに噛み付き、彼女に毒を与えた。コブラ本人はそのことを今まで知らなかったが、アニメではオリジナルストーリー「星空の鍵編」にて、「妖精の尻尾」のキナナがこのキュベリオスであったと明かされている（原作でも21巻巻末でそのような描写が存在する）。

エンジェル
元「六魔将軍」の紅一点。祈りは「天使のように空に消えること」。魔女の罪を参照。

レーサー
元「六魔将軍」の一員。祈りは「誰よりも早く」。魔女の罪を参照。

ホットアイ
元「六魔将軍」の一員。祈りは「もう一度弟の顔を見る事」。魔女の罪を参照。

### 悪魔の心臓（グリモアハート）
ハデス / プレヒト・ゲイボルグ
声 - 広瀬正志→青山譲（代役）、川原慶久（若い頃）
「悪魔の心臓」マスター。元二代目「妖精の尻尾」マスター。「妖精の尻尾」創設期のメンバー。
右目に眼帯を付け、長い髭を生やした長身の老人。大きな二本の角が付いた兜を被っている。マカロフにマスターの座を譲りギルドを去っていたが、魔道を極めた末、魔導士だけの世界である「大魔法世界」を作ることを目論み、黒魔導士ゼレフの復活を企んでいる。マカロフのことは「小僧」とも呼んでいる。後にイワンがルーメン・イストワールの存在を知っていたことについて、マカロフとラクサス、メイビスはプレヒト改めハデスが情報源と推察し、同時にメイビスは「杜撰な人選が、あってはならない事態を招いた」と後悔の念を露わにしている。若い頃は命名のセンスが皆無で、本人としては本気のつもりでもおかしな名前を提案したりしていた。
魔法に関しては「天才」と称されるほどの類稀な知識と才能を持つ。戦艦の心臓たる動力部と魔力を共有しているため、圧倒的なまでの大魔力と長寿を有する。また、下記の魔法以外にも手から鎖 を放ったり、指先から弾丸を撃つ魔法も使える他、自分の右目にある「悪魔の眼」を通して周囲の状況を知る能力も持つ。
元はユーリ、ウォーロッドと共にトレジャーハンターギルド「風精の迷宮」に所属し、X686年には彼らと共に天狼玉を手に入れるため天狼島に訪れるが、既に「青い髑髏」に奪われたことを知り同行を頼んだメイビスたちと共にハルジオンに向かう。当初こそメイビスを信用していなかったものの、そこで「青い髑髏」の魔導士相手に洞察力と魔法の知識を発揮した彼女に少なからず心を開くようになる。マグノリアの「青い髑髏」との戦いで右目を失い、逃走後にメイビスが連れてきたゼレフから魔法を学び彼からも高い魔法の素質の持ち主と見出される。マグノリアの解放作戦では、メイビスがマスター・ジョフリーを誘い出した隙にカルディア大聖堂で天狼玉の奪取に成功する。しかし、ユーリがそれに触れたことで石像に宿って暴走してしまうが、メイビスの体を張った魔法で事なきを得る。アニメ版では厳つさ・寡黙・不器用から正しいと思った行動をしても周囲から批判を買っていたが、メイビスに人柄を認められたことが描かれた。
「妖精の尻尾」結成後、X697年にゼレフから仮死状態になったメイビスの体を届けられ、彼女を蘇生させるために改築中のギルドの地下にある蘇生用の魔水晶へ封じいくつもの蘇生魔法を試した中で彼女に掛けられたアンクセラムの呪いに気付く。同時にそれがユーリの妻・リタの命を奪った原因と知ってその事実を一人で抱え込み、自身の判断で表向きはメイビスを死んだことにして骸なき墓を天狼島に建てた。同年にメイビスの遺言に従って二代目マスターに就任、マスターとしての仕事の傍らメイビスの蘇生にも心血を注ぎ、ユーリが死んだX700年から約30年間蘇生を続けていたが、それが最終的に永久魔法「妖精の心臓」として完成することになった。この研究を機に魔道の闇の部分に触れX731年には黒魔術に傾倒していき、X736年にマカロフにギルドを託し脱退した。その後は「妖精の心臓」で培った知識を元に闇ギルド「悪魔の心臓」を結成させた。
ゼレフを手に入れるため天狼島に侵攻。マカロフを倒し、島に上陸後は「煉獄の七眷属」やブルーノートを使い「妖精の尻尾」を追い込む。戦艦に攻めてきたナツたちと交戦。ラクサスの魔力を得て「雷炎竜」になったナツの攻撃を受けても致命傷には至らず「天罰」を使って葬り去ろうとするが、戦艦内で別行動を取っていたハッピーとシャルルに戦艦の心臓を壊された上、改心したウルティアが天狼島の天狼樹を元に戻したことで状況が逆転し、ナツたちの連携により敗北した。その後、復活したマカロフに見逃され天狼島を離れるも、覚醒したゼレフから自分が掴んでいたゼレフに関する情報が単なる作り話に根ざした間違いと聞かされ、それでもなおゼレフを求めて手を伸ばすが、彼の手で殺された。
後に遺体を発見した「冥府の門」のフランマルスにその魂を吸収されるが、ナツらがフランマルスを倒した後は解放され、幻影の状態で「『冥府の門』の目的はフェイスではない」と助言した。アルバレス帝国との戦いでは、ナインハルトの「屍のヒストリア」によって具現化しラクサスの前に姿を現すが、メイビスへの懺悔を言い渡され倒された。
- 悪魔の法律（グリモアロウ）
- 天照二十八式魔法陣（アマテラスにじゅうはちしきまほうじん） - 相手の周囲に複数の魔法陣を一瞬で展開し、そこから爆発を起こす。
  - 天照百式（アマテラスひゃくしき） - 「天照二十八式魔法陣」を上回る数の魔法陣を展開し、巨大な爆発を起こす。

- 天罰（ネメシス） - 「悪魔の眼」開眼時に使用できるゼレフ書第四章十二節の裏魔法。魔道の深淵の魔力により土塊から悪魔を多数生み出す。

ブルーノート・スティンガー
声 - 斎藤志郎
「悪魔の心臓」副司令。
辮髪のような髪形をした男で、「蒼」と書かれたコートを背中に羽織っている。勝負の際に「飛べるかな」などの口癖を発し、自身の魔法で「飛べそうな敵」には強い意欲を見せる好戦的な性格。
ラハール曰く「奴の通った道には雑草すら残らんと言われるほどの大魔導士」。相手を強力かつ広範囲な圧力で押し潰す重力操作の魔法を扱う。
カブリア戦争においてゴウラ中佐率いる青竜連隊を一人で壊滅させた。初代マスター・メイビスの墓に眠る「妖精の尻尾」の三大魔法の一つである「妖精の輝き」を狙って出撃。圧倒的な強さでナツたちや「妖精の輝き」を得たカナをもねじ伏せ、魔法を奪い取ろうとするが、駆け付けたギルダーツと激しい攻防を繰り広げた末、自分の魔法を砕かれ敗れ去る。
8年後には「蛇鬼の鰭」の用心棒になっており、彼らからは「先生」と呼ばれている。「蛇姫の鱗」壊滅の際にその場にいたナツからギルダーツと同じ雰囲気を感じ取り、危険視して本気で襲い掛かるも1年間の修行で遥かに強くなったナツの「炎竜王の咆哮」に一撃で敗れた。
- 超重力球（ブラックホール） - 全てを吸い込む無限の重力場の球を造りだす。

#### 煉獄の七眷属
ウルティア・ミルコビッチ
元「煉獄の七眷属」のリーダー。魔女の罪を参照。

アズマ
声 - 白熊寛嗣
「煉獄の七眷属」の一人。服の左肩に黄色の紋章がある。
ドレッドヘアに屈指な身体が特徴の男性で、語尾に「〜かね」を付けることが多い。「強者」との本気の勝負を好んでおり、ギルドの目的にも興味は無く、相手を挑発させるような戦い方をする。
「天狼島の魔力を支配し、『妖精の尻尾』メンバーの魔力と加護を奪う」という作戦により、他の「七眷属」に先んじて天狼島に潜り込んでいた。ドランバルトが配備していた評議院の戦闘艦を一瞬で破壊し、リリーやミラたちを次々と戦闘不能に追い込む。エルザとの戦闘中に先述の作戦を実行、真剣勝負をしたいがためにエルザの魔力だけを通常通りにし、勝負を仕掛ける。そして彼女に天狼島の全魔力をぶつけるが、支配下にあるはずの天狼島の魔力がエルザを加護し、敗れる。敗北後、ジェラールの人生を狂わせたことを詫び、魔法の副作用で樹と一体化した。
アルバレス帝国との戦いではナインハルトの「屍のヒストリア」によって具現化し、エルザの前に姿を現す。同じく具現化された斑鳩やキョウカと共にエルザを追い詰めるが、彼女の気迫に恐れを抱き消滅する。
名前の由来はタレント・俳優の東幹久。
- 大樹のアーク（たいじゅのアーク） - 植物を自在に操る「失われた魔法」の一種。木や地面と同化することが可能。しかし、その真骨頂は土地に根を下ろし、その土地の魔力を支配することにある。使いすぎると全身が樹に侵食されるという副作用がある。
  - ブレビー - 魔力を詰めた木の実を起爆する。
  - タワーバースト - 自身の周囲を起爆し、巨大な炎の塔を作り出す。
  - チェインバースト - 相手の手足を樹木で拘束させた状態から爆発を起こす。
  - バーストクロウ - 植物で相手を攻撃する。
  - 葉の剣（フォリウムシーカ） - 無数の木の葉を使い、手裏剣のように攻撃する。
    - 枝の剣（ラームスシーカ） - 無数の木の枝を使い、手裏剣のように攻撃する。「葉の剣」よりも威力は高い。

  - 大地の叫び（テラ・クラマーレ） - 支配した土地の魔力を解放し、巨大な爆発を起こす。作中では天狼島の全魔力を使ってエルザに攻撃した。

ザンクロウ
声 - 白鳥哲
「煉獄の七眷属」の一人。左胸に黒い紋章がある。
鬣のような金髪と渦巻き状の瞳が特徴の鎧を着た男。一人称は「俺っち」で、語尾に「○○ってよ」を付ける。気性が荒く好戦的で怖気づいた部下に攻撃するなど残虐な性格。
黒い炎を操る滅神魔導士。炎を薙刀状にして物体を切断することもできる。ナツと同じく炎を食べるが、自らの黒い炎はナツでも食べることができない。
ナツと炎同士での戦いを繰り広げ、より強力な炎で圧倒するもナツの荒業により放たれた「竜神の煌炎」に敗れる。その後ゼレフを連れて逃亡するメルディをウルティア同様に裏切り者として攻撃し、メルディに村を襲った犯人の内の一人がウルティアだと暴露するが、目覚めたゼレフの力により死亡する。
アルバレス帝国との戦いでは、ナインハルトの「屍のヒストリア」によって具現化しメルディの前に姿を現すが、彼女とジュビアとの連携によりキース共々倒された。
-  炎神のカグツチ（えんじんのカグツチ） - ナツの「火竜の煌炎」を上回る火炎攻撃。
-  炎神の怒号 （えんじんのどごう） - 口から黒い炎を放つ、ナツの「火竜の咆哮」に似た技。
-  炎神の晩餐 （えんじんのばんさん） - 両手に纏った黒い炎で相手を挟み込む。本人曰く閉じ込められた相手が死なない限り出ることは不可能だという。

ラスティローズ
声 - 堀江一眞
「煉獄の七眷属」の一人。左腕の腕章に紋章がある。
リーゼントに眼鏡が特徴の男性。ナルシストかつキザな性格で、独特の言い回しをしてしばしば敵の戦略の裏をかいて攻撃する。
エルフマンとエバーグリーンを圧倒し、さらにけが人のいるキャンプに追い打ちをかけようとしたが、駆けつけたフリードとビックスローと対決、二人の強さに恐怖を感じながらもそれを糧に二人を圧倒したが、エルフマンとリサーナの援護も加わったことで敗北した。ハデスの敗北後、戦艦で撤退途中にゼレフと遭遇し、身動きができないままハデスが殺されるのを目撃。以降、消息を絶つ。
アニメ版では冥府の門編で再登場。バラム同盟を裏切った「冥府の門」に「具現のアーク」で作り出したザンクロウとアズマを伴って乗り込むがキョウカに返り討ちにされてしまう。その後はやさぐれて、目的もないまま彷徨い続けている内に「魔女の罪」で活動しているメルディと再会。「魔女の罪」や「六魔将軍」に経緯を説明するが、色好い態度を取られなかった。ギルド再建のためにメルディを誘うもののこれを断られたため突如豹変し、メルディを捕らえジェラールを殺害しようとする。しかし、ジェラールと行動を共にする決意を固めた「六魔将軍」に阻まれる。戦いの後、ジェラールからその気になればいつでも「魔女の罪」に参加しろと誘われ、その場では答えなかったもののジェラールの言葉に密かに涙を流した。
- 具現のアーク（ぐげんのアーク） - 「失われた魔法」の一種。願うものを全て具現化する魔法。本人曰く「無敵にして無敗」だが、何らかのデメリットがある模様。
  - 漆黒の剣 - 右腕から魔物の爪を具現化させる。
  - 黄金の盾 - 左腕から全てを退ける盾を具現化させる。
  - ディンギルの塔 - 大地から具現化させた塔に敵を取り込み、粉砕させる。
  - 天馬の翼 - 足に羽を具現化させ跳躍力を上げる。
  - ブリティアの亡霊 - 恐怖によって無数の亡霊を具現化させ、相手の体にまとわりつかせる。

迅雷のベルクーサス
「具現のアーク」によって具現化した守護聖獣の一体。二本の角を持つ。エルフマンやエバーグリーンを圧倒した。
疾風のベルファースト
「具現のアーク」によって具現化した守護聖獣の一体。大きな翼を持つ。ビックスローのセイズ魔術で霊を宿らされ、内部から砕かれた。

華院＝ヒカル（かいん＝ヒカル）
声 - 杉崎亮
「煉獄の七眷属」の一人。
真っ白な肌の太った大男。「ウーウェ」が口癖で、語尾に「〜ッス」と付ける。喋ろうとすると少し間が空き、聞き取れないほどの早口になってしまうことがある。普段は間抜けな面が目立ち、女性に対しては弱く焦ったり優しい態度を取るものの、怒りが頂点に達した際はルーシィを散々痛め付けた末、恐怖を抱かせて殺そうとしたりと非常に残忍な一面もある。魔導士であるが、魔法に頼らずとも高い戦闘能力を誇り、タウロスをも圧倒する怪力を持つ。
カナに置いて行かれたルーシィと戦い星霊たちを次々と倒し魔力切れまで追い込むが、人形を奪われナツとルーシィとハッピーの合体技「ルーシィファイア」に敗れる。ハデスの敗北後、戦艦で撤退途中にゼレフと遭遇し、身動きができぬままハデスの死を目撃。以降は消息不明となる。アニメ版ではナツたちに敗れた後「妖精の尻尾」のキャンプを急襲。カナ、レビィ、リサーナと交戦し再び敗北している。
アニメ版の「冥府の門」編で再登場したラスティによると今でも行方は分からないらしい。
- 丑の刻参り（うしのこくまいり） - 対象者の髪の毛を人形「ノーロさん」に付け、人形の動きに連動して対象者を操ることができる強力な呪殺魔法。敵を操るだけでなく、自分の髪の毛を付けてノーロさんの材質を鉄や綿、光源体に変化させることで、自分自身の身体もその材質に変えることができる。アニメでは予備の人形が登場し、対象者と自分の髪の毛を付けることで場所を入れ替え身代わりにする技を使用した。
  - シャイニングどどすこーい - 自分の髪の毛を付けた「ノーロさん」の材質を光源体に変えた状態から突っ張りを放つ。

メルディ
元「煉獄の七眷属」の一人。魔女の罪を参照。

カプリコ / ゾルディオ
声 - 黒田崇矢（カプリコ） / 安元洋貴（ゾルディオ）
「煉獄の七眷属」の一人。
その正体はかつてハートフィリア家に仕えていた使用人・ゾルディオが魔道の闇に染まり、レイラより託された星霊・カプリコーンと融合していた姿。レイラのことを非常に慕っており、彼女が魔力欠乏症に陥る原因を作ったグラミーを殺害した。
人間の姿をしたロキと戦ってその身体を乗っ取り、自らを人間の姿にしようとするが、自由の身になったカプリコーンの一撃を受け敗北する。ロキと強制的に分離し元の体に戻るが、長い間融合していた副作用で光の粒子となって消滅した。
- ヒューマレイズ - 人間の魔力・身体能力を弱体化させ、自身の隷属化に置き自由に召喚する人間隷属魔法。人間以外への使用は禁忌とされ、それを犯すと使用対象と融合する。

サンジャオシン
「ルーベンガルドの英雄」と呼ばれる人物。中国風の衣装で薙刀を持った男。X779年に起きたルーベンガルド内戦で、反政府軍を勝利に導いた。公式記録では戦後行方不明になったとされていたが、実際にはカプリコの隷属化にあった。

サマグィ
声 - 山本祥太
「ベルパラソの狩人」と呼ばれる人物。弓矢を武器とする。

#### その他
ヨマズ
声 - 景浦大輔
カプリコの部下。鎧の胴に黄色の紋章がある。
鎧や兜といった武将のような身なりで、犬を人型にしたような風貌をしている。日本刀を使い、ガジルの鉄の鱗を容易に切り裂くほどの剣術の使い手。
先遣隊としてカワズと共に天狼島に潜入し、レビィに襲いかかるが、ガジルとの死闘の末敗れる。その後駆けつけたエルザに尋問された。アニメ版では息を吹き返した後、フリードとビックスローと交戦するもエルフマンも加えた三位一体攻撃に敗れる。
- 立体文字（ソリッドスクリプト） - 根本はレビィのものと同様だが、漢字を立体化させる東洋の「立体文字」を用いている。
- 暗黒剣・鳴咬（あんこくけん・なるかみ） - 「斬」という「立体文字」と共に、居合斬りで相手を切り裂く。

カワズ
声 - 井口祐一
カプリコの部下。左首元に紫色の紋章がある。
鶏を人型にしたような風貌をしており、口調は「〜ペロ」「〜ペロン」、笑い方は「ペペペ」。
先遣隊としてヨマズと共に天狼島に潜入し、レビィに襲いかかるが、ガジルとの死闘の末敗れる。アニメ版ではヨマズと共に息を吹き返した後、フリードとビックスローと交戦するもヨマズ同様に敗れる。また、自身の卵から出来た目玉焼きをエルフマンに食われた。
- エッグバスター - 口から卵を空爆のように複数投下し、割れた卵から出た白身と黄身が拳の形になり相手を殴る。
- ヘビーエッグレイン - 口から無数の卵を割らずに上空に打上げ、そのまま相手に降り注ぐ。

### 冥府の門（タルタロス）
END（イーエヌディー）
「冥府の門」マスター。ゼレフ書最凶最悪の悪魔。その正体は妖精の尻尾を参照。

マルド・ギール
声 - 森川智之
「冥府の門」の副官的存在。別名「冥王 マルド・ギール」。
紫髪のポニーテールが特徴の美青年の姿をしている。一人称は「マルド・ギール」。自身の戦闘中でもENDが封印されている本を常に持ち、手放すことは滅多にない（確認できる限り作中では一度きりである）。どのような状況でも余裕な態度を崩さず大局を冷静に見定める戦略眼を持ちながらも、エルザを痛めつけることで「遊んで」いたキョウカに対して自分を不快にさせたというだけで罰を与えるなど冷酷な性格。また、ゼレフがエーテリアスを創造した真意を唯一知っていた。
偶然見つけたENDの書を利用し、その影響力で数多のエーテリアスをまとめ上げ「冥府の門」を作った。封印されたENDを復活させるためにフェイスによる大陸中の魔力の消滅を目論む。詳細は不明だが、星霊王との因縁があり（アニメ版では、日蝕星霊の一連の事件も把握していた）、ルーシィによって召喚された星霊王と互角の戦いを繰り広げるも、星霊王によって「喜び」を解かれた上に一時的に石化され足止めされる。石化が解けた後、エルザとミネルバの前に現れ、ミネルバを殺そうとしたが、後から駆け付けたスティングとローグによって阻止され2人と戦うが、アクノロギアとイグニールが出現しさらにはナツとグレイも参戦したため、念話でキョウカにフェイスの発動を早めるよう指示し、スティングとローグの相手をジエンマに任せてナツとグレイと交戦する。エーテリアスフォームとなったことで二人を圧倒するが、半悪魔化したグレイに「メメント・モリ」を防がれた挙句ドラゴンフォースを発動させたナツに反撃され、グレイとの連携に敗れた。フェイス破壊後、突如現れたゼレフに見限られた挙句、本に戻されると同時に焼失した。
- 喜び（アレグリア） - 冥界島を冥王獣に戻し、その中にいる相手を取り込んで冥王獣の一部にする。
- 荊の呪法（イバラのじゅうほう）
  - 荊（イバラ） - 無限に増殖する荊を発生させ、相手を貫く呪法。
  - 冥界樹（デア・ユグドラシル） - 手から巨大かつ長大な樹木を召喚し攻撃する。
  - 爆破（ばくは）
  - 監獄の華（かんごくのはな）

- メメント・モリ - マルド・ギールがゼレフを滅するために編み出した究極の呪法。生と死の概念に関係なく、巨大な怨霊のようなエネルギーで相手の動きを封じ消滅させる。
- エーテリアスフォーム - 仮面を付け、背中から翼の生えた「悪魔」らしい姿になる。この姿における自身の名前は「マルド・ギール・タルタロス」。

#### 九鬼門
キョウカ
声 - 茅野愛衣
「九鬼門」の一人で他の幹部たちの司令塔的存在。別名「隷星天 キョウカ」。へその左付近に紋章がある。
鳥のような髪型や足に尻尾が付いた仮面を被った緑色の長髪の女性の姿をしている。一人称は「此方」で、古風な口調で話す。捕らえた者を拷問し、散々痛ぶってはそれを楽しむサディスト。レズビアンであり、セイラとは親密な間柄。エルザにも（性的感情込みで）興味を示していたが、本質的にはセイラのことを深く愛している様子。
人や自分を強化する能力を持っているが、その力に耐えられない者は紙切れのようになってしまう。また、人の感覚を変化させて痛覚を極限まで上げたり、指先を伸ばし鞭のように振るうこともできる。
フェイス起動にあたり兵を集めるため「夢魔の眼」のメンバーを能力で選別し、唯一耐え切ったミネルバを捕らえ冥界島に連れ帰る。その後、ジェラールの居場所を聞き出すため、捕らえたエルザを裸体にした（アニメ版では申し訳程度の服を着ている）状態から神経過敏化させての拷問を行う。しかし、脱獄したナツとリサーナのエルザ救出により逆に捕らえられ、フェイスについて話した後に自力で脱出、エルザと交戦するが最初のフェイスが破壊 され、途中で逃亡。エルザの相手をミネルバに任せ、無理矢理にでもENDを復活させるべくマルド・ギールに謁見するが、自分がエルザを痛めつけて楽んでいたことを指摘され罰を受ける。「喜び」が解けた後、管制室に辿り着いたエルザたちの前にセイラと共に再び現れるが、アクノロギアが出現したためマルド・ギールからフェイスの起動を早めるよう命令され、制御用魔水晶と同調しエルザと交戦する。エルザの感覚を操ることで優位に立っていたが、その能力に屈しないエルザの反撃に圧倒される。最終的には剣を手にしたミネルバの手で止めを刺されたが、その直前にフェイスを発動させ笑みを浮かべながら息絶えた。
アルバレス帝国との戦いではナインハルトの「屍のヒストリア」によって具現化し、エルザの前に姿を現す。同じく具現化された斑鳩やアズマと共にエルザを追い詰めるが、彼女の気迫に恐れを抱き消滅する。
- 鞭爪（むちずめ）
  - 鞭 - 爪から緑色の長い鞭を伸ばして攻撃する。

- クローの鎧（クローのよろい）
- エーテリアスフォーム - 首元・肩・足に羽毛が生えた姿になる。この状態だと一秒ごとに自身の力が増していく。

ヤクドリガ
キョウカが連れているタコとカエルを合わせたような生物。触手から電撃を放つ。エルザ拷問・監視を行っていたが、ナツとリサーナにより解放されたエルザによって倒される。

シルバー・フルバスター
声 - 津田健次郎
「九鬼門」の一人。別名「絶対零度のシルバー」。両肩のプロテクターに紋章がある。
左額に傷があり、髭面と両耳の十字型のピアスが特徴の中年男性。左胸に「ABSOLUTE ZERO」と書かれた鎧とマントに身を包んでいる。噂とは裏腹に普段はおおらかな性格で、太陽の村の一件でナツに礼を言ったり、捕虜にして裸体にされたリサーナにタオルを貸すなど（アニメ版ではリサーナは裸体にされていないので、代わりに氷水を与えている）敵として対峙した者にもある程度寛大な態度を示していた。
エーテリアスで構成されたギルドにいながらも悪魔祓いの力を持つ“氷の滅悪魔導士（デビルスレイヤー）”。後述の理由で炎の悪魔であるENDを倒すために魔法を習得 し、その能力は悪魔に対して絶大な効果をもたらす（既に凍らされた物質も同様）。氷を食べることができるため、他の氷の魔法は効かない。また、通常の氷の魔法とは異なり並大抵の炎の魔法では溶かすことができず、他の特殊な魔法も通さない性質を持つが、後述の理由によりグレイだけはこの氷を自分の体を通じて作り変えることができた。
その正体はグレイの実の父親。既に故人であるが、キースの「死人をどこまで生きた人間に近づかせるかの実験」で身体は彼の「死人使い」によって操られていた。当時はグレイがウルに救われて生存していたことを知らず、妻のミカや息子のグレイを殺した悪魔たちに復讐するために各地の悪魔を葬っていたが、大魔闘演武の中継を通してグレイの生存を知ったことを機に手を汚しすぎた自分に家族のために戦う資格はないと悟り、全てをグレイに託すことを決意した。
各地の悪魔を倒していく中、太陽の村でその守り神であるアトラスフレイムを悪魔と勘違いして村中を氷漬けにしてしまい、同地の村の護衛をミネルバが所属していた「夢魔の眼」に依頼していた。ナツが「冥府の門」本拠地に乗り込んで来た際には、フランマルスと交戦していたナツを一瞬で氷漬けにして彼を捕らえた。「喜び」が解かれた後にグレイと再会し、自身を「シルバーの遺体に憑依したデリオラ」と偽ることでグレイに自分を憎ませ倒されることを目論むが、止めを刺す直前に正体を見抜かれてしまい真実を告白、自身を倒すことを泣きながら拒むその優しさと成長を涙ながらに喜び受け入れた。そして密かに「念話」でジュビアにキースを倒すように頼み、グレイの腕の中で成仏し自身の滅悪魔法をグレイに託した。
- 氷の滅悪魔法
  - 氷魔の激昂（ひょうまのげきこう） - 口から広範囲に冷気を放つ。

セイラ
声 - 豊崎愛生
「九鬼門」の一人。別名「涼月天 セイラ」。へその上付近に紋章がある。
2本の角が付いたカチューシャに豹柄の着物が特徴の女性の姿をしている。キョウカとは親密な関係で、肉体関係があることを示唆する描写がある他、彼女のためなら自分が犠牲になることも厭わないなど、キョウカを心から愛している。物静かな性格で礼儀正しい口調で話し、無駄な殺生は好まない。読書が趣味だが人間の書く書物はつまらないと思っており、シナリオ通りの作戦を好む。複数の本を投げつけて攻撃したりもする。
リサーナとエルフマンが訪れた評議員の家で殺害した評議員を操り、彼らの前に現れる。エルフマンを操りリサーナを人質にとって、彼女を返すことを条件に「妖精の尻尾」の破壊をエルフマンに命じる。その後リサーナを「冥府の門」本拠地に連行し、後にナツも捕らえられた牢獄に全裸で（アニメでは申し訳程度の服を着けて）入れた。ギルドを破壊することには成功するが、「妖精の尻尾」のメンバーを全滅させることには失敗し、キョウカの前で恥をかかされたとしてエルフマンの姉であるミラに逆恨みし、彼女と戦う。自身の魔法が悪魔に変身するミラには効かず、彼女に接収されかけたことで「魔眼開放」をするが、彼女の能力を吸収してエルフマンを操ったミラの策略により不意打ちで倒される。「喜び」が解けた後、エルフマンたちとラミーたちが交戦している隙にその場を離れてキョウカと合流してキースに代わりフェイスを発動させるべくクロフォードを操り、キョウカと共にエルザたちの前に現れるが、追ってきたミラに不意を突かれ力を使い果たしてしまい、キョウカに全てを託して倒れる。後にミラジェーンによって接収されていたことが判明する。
- 命令（マクロ） - 人を操る呪法。キースほどではないが死体も操れ、一度でも支配下に置いた者はいつでも遠隔操作が行える。
  - エーテリアスフォーム - 自身に「命令」して制御（リミッター）を解除した状態。肌が変色し掌に「魔眼開放」をした露出度の高い姿になる。

フランマルス
声 - 青山穣
「九鬼門」の一人。別名「堅甲のフランマルス」。常に持っている杖に紋章がある。
一つ目で恰幅の良い球体のような体型をしており、鎧を着ている。「ゲヘヘ」という下品な笑い方が特徴で、語尾に「〜ゲス」と付けることが多い。普段は丁寧な口調だが、激昂すると地上げ屋のように乱暴な口調になる。物事を金の話に絡める守銭奴で、口癖は「おいくらか、おいくらか」。
7年前にゼレフを追っていた時に「悪魔の心臓」マスター・ハデスの遺体を発見し、彼の魂を吸収していた。「冥府の門」本拠地に乗り込んで来たナツと戦うが、シルバーの乱入で退却した。その後、ハデスの能力でナツとルーシィと交戦し彼らを追い詰めるが、魂を吸収されない戦法をルーシィに見抜かれ、ナツに瓦礫で攻撃され倒される。その後ラボで復活するもヘルズ・コアをミラに壊されたことにより消滅したかに思われたが、ラボの爆発の影響で縮んでしまい「進化」を使って自分自身を吸収させることでキノコのような姿となり、「喜び」が解かれた後ハッピーの頭に寄生する。後にエルザたちと行動を共にしていたミネルバに合流した際に正体を見抜かれ、ハッピーから引き抜かれフェイスのコントロールルームへの道案内を強制させられることになった。「冥府の門」事件後の消息は不明。
- 進化（レボリューション） - 伸ばした腕を相手に接続し、魂を吸収し他人の能力をコピーする呪法。相手の魔法も吸収することができる。
- 天照二十八式魔法陣（アマテラスにじゅうはちしきまほうじん）
- エーテリアスフォーム - 鎧を排除し、背中から多数の棘が生えた姿になる。

ジャッカル
声 - 寺島拓篤
「九鬼門」の一人。右胸に紋章がある。
名前の通りジャッカルのような姿をしており、首のスカーフが特徴。一人称は「わい」で、二人称は「ワレ」。関西弁のような口調で話し、笑い方は「クハハハ」。関係の無い街を無意味に破壊したり、人質を取ってそれらを楽しむような残虐な性格。
能動的・受動的の両方で自分が触れたものを爆弾に変える呪法を使う。その威力は意志で自由に変化させられるらしく、脅し程度のものから街を一つ吹き飛ばせるものまで多彩。その残虐性故に直接爆殺させずじわじわと威力を上げる拷問のような使用法も取る。ただし、ナツだけはエーテリアスフォームの全力に近い威力に上げても倒すことができなかった。
魔法評議院・ERAを爆破し、ドランバルトの前でグランドマをはじめ9名の評議員の命を奪った。その後さらに元評議員のミケロの家を襲撃しナツやルーシィ、ウェンディと交戦。ミケロと一般人の妊婦を人質に取り、ルーシィにどちらを解放するか選択させようとするが、自身の呪法の対処法を見つけたナツによって阻止される。本気の姿になってナツに反撃するが敗北し、せめてもに街を巻き込んで自爆しようとするが、ハッピーに首のスカーフと衣服を掴まれた状態 で上空高くに持ち上げられて阻止され、失敗に終わる。その後はテンペスターと共に「冥府の門」の本拠地に戻り、ヘルズ・コアの力で再生した。「喜び」発動後は唯一城の中で生き残ったルーシィを狙って痛めつける上、仲間であるはずのラミーをも消し飛ばした。しかし、ルーシィを助けに来たアクエリアスの残した水のバリアに攻撃を防がれ、彼女の「ウラノ・メトリア」の前に敗れた。
- 爆螺旋（ばくらせん） - 地面からの爆風で攻撃する。
- 地雷呪法（じらいじゅほう） - 地雷のように相手が踏むと爆発する陣。
- エーテリアスフォーム - 巨大な狼の怪物のような姿になる。

テンペスター
声 - 水島大宙
「九鬼門」の一人。別名「不死のテンペスター」。左肘付近に紋章がある。
フードを被った獣人のような姿をしている。「テンペスター」というのは通称であり、名前はない。一人称は「我」で、口数が少なく体内に魔障粒子を多く含むため、再生を繰り返す度に記憶を忘れてしまう模様。
擬音を口ずさみ、その擬音から連想される事象を具現化させて戦う能力を持つ（例：「ヒュル」→竜巻、「どどん」→相手を弾き飛ばす、「ボッ」→炎、「ゴロロン」→雷）。アニメ版では原作に登場したもの以外に多数の擬音が登場している。
元評議員の一人であるヤジマの命を狙って彼が経営するレストラン「8アイランド」を襲撃。ちょうどそこで手伝いをしていた「雷神衆」を圧倒するが、買い出しに行っていたラクサスによって阻止された。しかし、最終的に自爆による魔障粒子でラクサスたちを再起不能にさせた。その後は「冥府の門」の本拠地に戻りヘルズ・コアの力で再生したが、ラミーにより色黒の美青年の姿になった。「喜び」が解かれた後にルーシィの前に現れ、復活したナツと交戦する。ナツたちとトラフザーの戦いをしばらく静観し、トラフザーがガジルに敗れた後に疲労したガジルに攻撃しようとしたが、直前に現れたグレイの滅悪魔法により氷漬けにされ、ラクサスたちのワクチン生成のために血液を採取された。
アニメ版ではガジルに攻撃しようとするも、ラクサスに阻まれ、ラクサスとの第二戦を展開。魔性粒子でボロボロの身ながらも奮闘したラクサスに再び敗北し、ワクチン生成のための自身の血もラクサスのコートに付けられてしまう。最後の足掻きとして以前と同じように魔障粒子で道連れにしようとするが、グレイの滅悪魔法で氷漬けにされてしまった。
- エーテリアスフォーム - 再生する前の姿に近い、腕や下半身に黒い毛皮が生えた色黒の獣人の姿になる。

トラフザー
声 - てらそままさき
「九鬼門」の一人。別名「晦冥のトラフザー」。
赤い鮫のような大柄な姿をしている。見た目とは裏腹に品格を主張する硬派な性格で、ジャッカルのように人を痛めつけることにも興味はない。水中戦を得意とする他、体の硬度を自在に変える能力を持つ。
「喜び」発動後は生き残ったルーシィを狙い、ジャッカルやラミーと共に彼女を追い詰めるも、ルーシィを痛ぶろうとする彼らと意見が食い違って嫌気が刺し、その場を去った。「喜び」が解かれた後ルーシィの前に再び現れ、復活したガジルと交戦する。自らの呪法で周囲を水で覆ったことで有利に立っていたが、自らの水に含まれていた炭素を吸収して身体を鋼と化したガジルの「鋼竜剣」に敗れた。
- 天地晦冥（てんちかいめい） - 広範囲の空間に5分で死に至る炭素を含んだ毒の黒い水で覆う呪法。
  - ディープインパクト - 「天地晦冥」を起こした状態で相手にパンチを放つ。

- エーテリアスフォーム - 頭のヒレが変化し、体の至る所にフジツボがある姿になる。
  - 超硬鎧（ちょうこうがい）

エゼル
声 - 土田大
「九鬼門」の一人。別名「童子切のエゼル」。右肘付近に紋章がある。
藍色の肌で、4本の腕にタコのような複数の足が特徴的な姿をしている。非常に好戦的な性格。自身の腕を振るい、あらゆるものを斬り裂く呪法を使う。
ドクゼリ渓谷大空洞にて封印が解かれたフェイスを起動させる。そこにやって来たウェンディと交戦するも、フェイス付近の高濃度のエーテルナノが混ざった空気を食べてドラゴンフォースを発動させた彼女の前に敗れる。その後ラボで復活するが、ヘルズ・コアをミラに壊されたことにより消滅した。
アルバレス帝国との戦いでは、ナインハルトの「屍のヒストリア」によって具現化し足に怪我を負ったウェンディの前に姿を現すが、シャルルの加勢で動けるようになった彼女に倒される。
- 天下五剣 鬼丸（てんかごけん おにまる） - 自身の腕を内側にたたみ込み、斬撃を繰り出す。
  - 数珠丸（じゅずまる） - 腕を振るい、×字状の斬撃を繰り出す。
  - 妖刀 三日月（ようとう みかづき） - 腕を四方八方に振るい、相手の攻撃を切り裂く。

- 斬撃モード（ざんげきモード） - エーテリアスフォーム。腕を漆黒の刃状にし、兜のような仮面を被った姿になる。これにより、自身の妖刀の斬れ味が増す。

キース
声 - 中田譲治
「九鬼門」の一人。別名「漆黒僧正 キース」。仮面の額に紋章がある。
髑髏の仮面が特徴（仮面の下の素顔は不明だが、口が開いたような描写が存在する）で、チェック模様の入ったマントに身を包み常に錫杖を持っている。物静かな性格で独特の言い回しをするが、人間を完全に見下しており「実験道具」「愉快な道具」としか思っていない（それ故に「人間の物語は滑稽で興味深い」らしい）。また、シルバーの思惑にも気付いていたが、怒りと憎しみが彼を延命させるための原動力と認識し、敢えて見て見ぬ振りをしていた。
テンペスターと同様体内に後述の魔障粒子を含む。自身の体を霧のようにして相手の攻撃を避ける能力を持ち、また相手の攻撃の死角を衝いて反撃の隙を与えず攻め込める。
フェイスの起動を阻止しようとするルーシィとウェンディの前に現れ追い詰めるが、途中グレイの乱入に遭い彼がシルバーの息子であることに気付く。「喜び」解除後はジュビアと戦い、霧状の肉体で覆い尽くし彼女の肉体を四散させ体内に取り込むが、逆に蒸気化して入り込んでいたジュビアが体を再構成しその体積が増加したために、内部から破裂し霧散消失した。
アルバレス帝国との戦いでは、ナインハルトの「屍のヒストリア」によって具現化しジュビアの前に姿を現すが、彼女とメルディとの連携によりザンクロウ共々倒された。
- 死人使い（ネクロマンサー） - 死体を操る呪法。「死人をどこまで生きた人間に近づかせるかの実験」でシルバーをはじめとした多くの死体を操っていた。
- 凶星の裁き（きょうせえのさばき）

#### その他
ネオミネルバ
エーテリアスに改造された「剣咬の虎」最強の五人の一人。詳しくは剣咬の虎を参照。

ジエンマ
声 - 宮下栄治
元「剣咬の虎」マスター。こめかみに紫色の紋章がある。
漢服のような服を着た、筋骨隆々な強面の老人。仲間意識は皆無で捨て駒程度にしか思っておらず、強さのみを至上主義としており、実の娘であるミネルバすら最強と称する自らの血筋を後世に残す道具という認識しかしていない。自分に従わない者や敗北によりギルドの名を汚した者は容赦なく切り捨てる冷酷な性格。
「人魚の踵」のカグラに敗北したユキノを自らの前で紋章を消させてギルドから追放した上、スティングとローグがナツに敗北したことにより「剣咬の虎」の評判が落ちたことに激怒。説得を試みたレクターを消したことが原因で逆上したスティングの逆襲に遭い、半殺しにされた。
大魔闘演武終了後、竜を倒すため大会に参加していた各ギルドの魔導士が集まる中、ミネルバと共に行方を晦ました。その後、自身の力のみで最強へ至るために自ら望んで「冥府の門」の一員となって「九鬼門」を凌ぐ悪魔になり、実の娘であるミネルバも悪魔にした。形勢が不利と判断したマルドギールによって呼ばれ、スティングとローグと交戦する。スティングとローグが見出した仲間との絆を否定し二人を痛めつけるが、娘であるミネルバを使えないと侮辱して2人の怒りを買い、それでも絆を力として立ち向かう二人の前に敗れた。

ラミー
声 - 麻倉もも
キョウカ隊所属のエーテリアス。
細目でうさぎの耳のような髪型が特徴の少女。「ファファファ」という特徴的な笑い方をする（アニメでは前述の笑い方とかけ離れたさらに独特な笑い方になっている）。理由は不明だが、一瞬筋肉質な身体になることが可能。面食いで、テンペスターを美青年に改造した。一方美少女には冷たく、ミラを悪魔に改造しようとした際に醜いイモムシに改造しようとしたり、下品な言葉を浴びせたりしている。滑りまくって飛び道具を弾く呪法を使う。量産型の悪魔で同じ姿をした者が大量にいるため、「妖精の尻尾」の前に大群で現れた時の光景はリサーナをして「うざい」と言わしめた。
セイラと共にミラやリサーナと戦うが、助言だけで戦闘らしい戦闘にはならなかった。「喜び」の発動後は唯一生き残ったルーシィをジャッカルやトラフザーと共に狙い、ルーシィを痛めつけることを楽しむも、ジャッカルの癇に障り爆破される。その後、残りのラミーたちがエルフマンたちと交戦するが全員倒される。なお、その交戦中にラミーの一体がウォーレンに対して「妖精の尻尾」にイケメンがいるのか聞いていた（ウォーレン自身は自分がイケメンと返していたが、誰一人として相手にする個体はいなかった）。

クロフォード・シーム
声 - 木村雅史
元魔法評議員議長。「冥府の門」の協力者。
長い髭を生やした大柄な老人で、実は入れ歯らしい。エルザが評議員に逮捕され、ナツが変装して評議会に乗り込んだ時の議長だった。「冥府の門」に評議員の住宅地や情報を漏らしたのは彼であり、「自分は『冥府の門』に捕まっていた」というシナリオを成立させるために自身の家を襲撃させ（クロフォード本人は、自宅と議員年金を犠牲にしたとフランマルスに対して激昂していた）、フェイス計画成功後に再び評議員の議長となり世界を手に入れようと画策していた。
元評議員保護のため自宅を訪問してきたエルザとミラに睡眠薬入りの紅茶を振る舞い、彼女らを眠らせて「冥府の門」の本拠地に連れ去って捕らえる。「超古代書」でジェラールが持つフェイスの「封印の鍵」を自分に譲渡させることに成功し捕えていた「妖精の尻尾」メンバー（エルザ、ミラ、リサーナ、ナツ）に鍵を移そうとするが、フェイスの封印を解くためにキョウカに殺害される。その後、彼の死体はフェイス起動のためにキースの「死人使い」やセイラの「命令」で操られた。
- 超古文書（スーパーアーカイブ） - リアルタイムでリンクさせ、大陸中の魔導士を探すことができる魔法。また、生体リンク魔法による「封印の鍵」を自分に譲渡することも可能。

### 鉄の森（アイゼンヴァルト）
エリゴール
声 - 遠近孝一
「鉄の森」のエース。別名「死神 エリゴール」。
両目の下と体の至る所に刺青がある細身の男。巨大な鎌を武器にしており、風の魔法を使う。
ギルドの解散命令を出されて「鉄の森」が闇ギルドになったことを根に持ち、呪歌の力で各ギルドのマスターを殺そうとした。ナツと交戦し、当初は「炎と風」という相性を活かし優勢に戦闘を進めたが、ハッピーの機転により敗北し、一人逃亡する。
アニメではその後「六魔将軍」傘下ギルドの用心棒をしつつ修行を続け、ニルヴァーナ編で再登場。ナツと再戦するも、以前よりも成長したナツに敵わずまたも敗北する。その後気絶していた所をジェラールに服を奪われた。
さらに7年後オリジナルストーリー「星空の鍵編」に、「新生六魔将軍」の一員グリムリーパーとして再登場。7年前と比べ、老け顔・スキンヘッドになりローブで身を包んでいる。六魔の一角を担うだけあり、実力も桁違いにアップしているがエリゴールの時の記憶を無くしていた。それどころか数分前のことも忘れたりしており、グリムリーパーの時も記憶を無くし続けていた。ウェンディとビックスローと交戦するも、途中で昔の仲間のことを思い出し始め、ウェンディの治癒魔法を受けたことで気絶し、記憶が戻るも、代わりにグリムリーパーだった頃の記憶を失った様子。
- 魔風壁（まふうへき） - 周囲を風の竜巻で包み込む。外側から入ることはできるが、内側から無理に出ようとすると風にその身を切り刻まれてしまう。
- 暴風衣（ストームメイル） - 自分に風の鎧を纏わせる。
- 暴風波（ストームブリンガー） - 指で印のようなものを切り、手から風を発生させ相手を吹き飛ばす。
- 翠緑迅（エメラ・バラム） - 鳳翔魔法。強力な風の刃を飛ばす。ハッピー曰くバラバラになるほどの威力を持つようで、ナツに向かって放った際には鉄橋を崩落させている。

カゲヤマ
声 - 勝杏里
「鉄の森」の一員。
後ろで結んだ黒髪が特徴の男。仲間からは「カゲちゃん」エリゴールからは「カゲ」と呼ばれる。エリゴールのことはさんづけで読んでおり、他のメンバーと共に彼を慕っている。解除魔導士（ディスペラー）で影の魔法を操り、自分の影を立体化させたり自分の身体を影にして移動することもできる。
当初電車の中でナツと出会い、ハエと呼んで馬鹿にするも、電車が止まったことでナツが元気になり殴り飛ばされる。さらにナツにララバイを見られた上逃げられてしまう。その後駅にて再びナツと交戦するも敗北。直後、魔風壁を解除させないためにカラッカから刺されてしまうがナツたちに助けられる。その後はエルザたちと共に魔導四輪によってエリゴールの元に向かい、エリゴールの敗北に驚くもララバイを奪って逃走する。マカロフに呪歌を聞かせようとするもナツたちに助けられたことや道中での彼らとの会話を思い出して迷いが生まれ、マカロフに逆に説き伏せられ、己の過ちを認めて逮捕された。
アニメでは収穫祭のパレードをカラッカと共に観覧している。さらに「星空の鍵編」でも他のメンバーと共にグリムリーパーの回想に登場している。
- 八つ影（オロチシャドウ） - どこまで逃げても追いかけてくる八岐大蛇のような影を放つ。

ビアード
声 - 遠藤大輔
「鉄の森」の一員。
動物のような三本の髭が特徴の大柄な男。指を両手で鳴らすのが癖。ナツたちが「魔風壁」から脱出するのを防ぐため、カラッカにカゲヤマの殺害を命令するなど、性格は好戦的かつ冷酷。
エルザに一撃で倒されているが、カラッカの発言によるとギルド内では一応実力者らしい。事件後、逮捕された。

レイユール
声 - 関口英司
「鉄の森」の一員。
虎縞柄のパーカーを羽織った男。指の根元に付けた紐のようなものを操り、移動・捕縛・攻撃と多彩な使い方をする。
グレイと戦うも氷漬けにされ、逮捕された。

カラッカ
声 - 川鍋雅樹
「鉄の森」の一員。
厚い唇が特徴の巨漢。壁に潜り込むことができる。
ビアードの命令を受けてカゲヤマを刺殺しようとしたが、その行動がナツの怒りを買い敗北。その後逮捕された。逮捕後、カゲヤマを殺そうとしたことを謝罪した。

### その他の闇ギルド
ガトー
声 - 後藤ヒロキ
「裸の包帯男」幹部。
大柄な男。ザトーを「兄さん」と呼び、慕っている。同じことを何度も繰り返して言うのが特徴。

ザトー
声 - 樋口智透
「裸の包帯男」幹部。別名「クレイジー・モンキー」。
アフロヘアとサングラスが特徴の男。ガトーを「兄さん」と慕うが、何故どちらも相手を「兄さん」と呼ぶのかは不明。
雑誌に載った「妖精の尻尾」を見て大笑いするも、怒ったラクサスにあっさりと倒される。

ドリアーテ
声 - 八代拓
「夢魔の眼」の一員。
覆面を被った大柄な男で、覆面を取った素顔は鋭い牙の獣のような容貌をしている。語尾に「〜だわ」と付ける。その正体は「冥府の門」によってエーテリアスに改造された男（フランマルス曰く失敗作）。
ミネルバと共に太陽の村に訪れ、ナツと交戦するが当の彼が逃走し、追いかけている最中にグレイと接触。自身が幼児化し、デリオラのトラウマを思い出して錯乱するグレイを追い詰めるが、ウルティアの声で復活したグレイと交戦し、途中真の姿を表して圧倒的な力で理性なくグレイに襲いかかるが、太陽の村を覆っていたシルバーの氷の魔力をぶつけられ倒された。「冥府の門」について意味深な言葉を残すも、怪鳥に食われた。
- 退化ノ法（たいかのほう） - 人を幼児化し、スピード・体力・魔力などの能力を退化させる魔法。
- エーテリアスフォーム - 体が変色し、大きな牙が生え上半身が巨大化した姿。

怪鳥
ミネルバとドリアーテが連れていた巨大な一つ目を持つ怪鳥。目からビームを撃つことができる。
グレイに敗れたドリアーテを食べた後、今度はグレイたちを食べようとするが、ナツに永遠の炎の祭壇に叩きつけられ彼の猛攻を受けて倒された。

## 楽園の塔関連
エルザ・スカーレット
妖精の尻尾を参照。

ジェラール・フェルナンデス
魔女の罪を参照。

ショウ
声 - 下野紘
エルザの昔の奴隷仲間。
金髪で褐色肌の青年。エルザのことを「姉さん」と呼び、慕っている。ジェラールの影響で性格まで歪んでしまっていたが、エルザと和解してからは元の性格に戻った。人間をトランプの中に閉じ込める魔法を使い、閉じ込められた人間がした物理的行動は外の世界にも影響がある。
真実を知らないままジェラールと共に復讐を誓い、エルザを攫う。真実をシモンから聞かされた後はジェラールを憎み、自らエルザを守ろうと行動を起こしたが、「三羽烏」の斑鳩と交戦して負傷する。楽園の塔事件後、エルザから「妖精の尻尾」に誘われるも、自分の目で世界を見るためにウォーリーたちと「外」の世界へ旅立った。
後の動向については不明だが、たまたま出会ったカナに自身の魔法を教えたことが示唆されている。

シモン
声 - 加瀬康之
エルザの昔の奴隷仲間。「人魚の踵」のカグラの兄。原作とアニメでは素顔が異なる。
巨漢で（幼い頃は普通の体格だった）、奴隷として鍛えられた肉体はかなり頑強。エルザが反乱を起こした時は幼いながらも雑兵をものともしなかった。エルザに惚れていたが、気持ちを伝えている隙を突かれて重傷を負う。今は全身を鎧のようなもので覆っており、左目には黒い眼帯を付けている。
奴隷仲間の中で唯一事の真実に気付いており、エルザを信じ続けナツたちに協力した。最期はエルザを守るため、ジェラールの攻撃を代わりに受けたことで命を落とす。
アルバレス帝国との戦いでは、ナインハルトの「屍のヒストリア」によって具現化されエルザたちの心の傷を抉るが、覚悟を決めたカグラに斬られ消滅した。
- 闇刹那（やみせつな） - 自分の周りを闇で覆う闇の系譜の魔法。奇襲にも使えるが、彼の性格上使用方法は主に逃走の目晦ましである。

ミリアーナ
エルザの昔の奴隷仲間。人魚の踵を参照。

ウォーリー・ブキャナン
声 - 一条和矢
エルザの昔の奴隷仲間。ホットアイ（リチャード）は実兄。
四角い顔が特徴の男で（幼い頃は普通だった）、吹き出しも四角い。ダンディなことにこだわりを持ち、発言の最初に「ダンディに」と付けることが多い（これについては奴隷から解放された際、映画魔水晶で観たハードボイルド映画に感化された影響が大きい描写がある）。ミリアーナにはとても優しい。身体をいくつかのブロックに分ける魔法を使い、「プリレンダリングポリゴンショット」という銃を武器に使う（アニメでは自分の手を銃に変換している）。
楽園の塔事件後、ショウらと共に「外」の世界へ旅立った。
- ポリゴンアタック - 体の各部を複数のブロックに変え相手に攻撃する。
  - 秒間32フレームアタック - 複数の体のブロックを高速で相手にぶつける。

ロブ
エルザたちと共に幽閉されていた老人。故人。
かつては「妖精の尻尾」に所属する魔導士だったが（背中に紋章が刻まれている）、牢に入れられた時には既に魔力は枯れていた。奴隷牢の中でのなだめ役となっていたが、奴隷の反乱の中でエルザを庇い命を落とす。エルザの「妖精の尻尾」加入には彼の存在が深く関係している。

エリック、マクベス、ソラノ・アグリア、ソーヤー、リチャード・ブキャナン
「六魔将軍」を経て「魔女の罪」に加入。魔女の罪を参照。

### 三羽鴉（トリニティレイヴン）
闇ギルド「髑髏会」に所属する伝説の特別遊撃部隊。カブリア戦争で西側の将校全員を暗殺した実績を持つ。
斑鳩（イカルガ）
声 - 進藤尚美
「三羽烏」の隊長にして紅一点。名前の由来はイカル。
両目尻のほくろに着物を着用した和風の女性。京都弁のような口調で話し、一人称は「ウチ」で二人称は「〜はん」。俳句を詠むこともある。エルザでも見切れない剣術「無月流」の使い手で、その斬撃は空間をも裂く。
次々とエルザの鎧を砕き優勢に立っていたが、守りを捨てたエルザとの斬り合いに敗れた。
その後の行方は不明だったが、アルバレス帝国との戦いではナインハルトの「屍のヒストリア」によって具現化される形で復活している。同じく具現化されたアズマやキョウカと共にエルザを追い詰めるが、彼女の気迫に恐れを抱き消滅する。
- 夜叉閃空（やしゃせんくう） - 空中にある対象を一気に斬り伏せる。
- 迦桜羅炎（かるらえん） - 刀から出る炎と共に斬撃を繰り出す。

ヴィダルダス・タカ
声 - 緑川光
「三羽烏」の一員。名前の由来は鷹。
通常時は冷静で物静かな性格であるが、戦闘時になるとパンクファッションになり、性格や口調が大きく変化する。水分を吸収する長い髪を持ち、通常時は地面につくまで垂らしているほど。
ジュビアを操ってルーシィを攻撃させていたが、2人の合体魔法とジュビアの身体の水を利用したアクエリアスの召喚による水流の前に敗れた。その際水を多く吸収した影響で頭髪が全て抜けてしまった。
- サキュバス - ギターの音を鳴らし、対象者を操る。

梟（フクロウ）
声 - 小山力也
「三羽烏」の一員。名前の由来は梟。
フクロウの頭部が特徴的な大柄な男（暗闇でも物がよく見える）。人殺しを仕事にしているにも拘らず自らを「正義（ジャスティス）」と称し、口癖は「ホーホー」。背中に二頭のロケットを背負っており、それで空中を高速移動できる。
ナツを捕食して火の魔法を使えるようになるが、グレイの決死の攻撃に敗北。アニメ版では斑鳩とヴィダルダスを乗せて楽園の塔から脱出する描写が追加された。
- ジャスティスホーホホウ - 強烈なパンチを放つ。
- ジェットホーホホウ - 背中のロケットの噴射を利用して敵に突撃する。
- ミサイルホーホホウ - 背中のロケットを敵に向かって飛ばす。相手を捕獲する隠しギミックがある。
- キャプチャーホーホホウ - 捕食した者の魔力を消化し、取り込む。捕食後はその魔法を使うこともできる。

## 黒魔術教団（アヴァタール）
X792年に闇ギルドの勢力が衰えてきた代わりに台頭してきたゼレフ信仰の教団。ミカゲの森に支部を置き、本部や他の支部はどこにあるかは互いに知らない。なお、あくまでゼレフを信仰しているだけで彼と直接的な繋がりはない。
アーロック
声 - 松山鷹志
「黒魔術教団」神官。帽子に紋章がある。
杖を携え、仮面を付けた老人。仮面の下の顔はイクサツナギを召喚するために自分で焼いている。ゼレフを盲信しており、彼を呼び寄せるために仲間をも犠牲にする冷酷非情な性格。
ゼレフを呼び寄せるためにマルバの街の多くの人々を殺戮する「浄化作戦」を決行、そこでナツと戦い彼の前に一撃で敗れる。その後、仲間を殺してゼレフを呼ぶためにイクサツナギを召喚するがナツに破壊された。その後は評議院に逮捕された模様。
- 魔法障壁（まほうしょうへき） - 杖を振るい、自分側からの攻撃は突き抜ける半透明な壁を発生させる。

イクサツナギ
ヤクマ十八闘神の一人。
大きな角を持つ巨人の姿をしている。武器は巨大な剣で、一振りで大地が裂けるほどの威力を持つ。
アーロックの代償召喚魔法でマルバの街に出現するが、1年間の修行で強くなったナツの「炎竜王の崩拳」の前に破壊・粉砕された。

ジェローム
声 - 長谷川芳明
「黒魔術教団」幹部。別名「暗黒剣のジェローム」。
オレンジ色の天然パーマが特徴の男性。ブライヤに付けられた「モジャモジャ」「下まつげ」という渾名を気に入っている模様。ゼレフ関係で家族や師を喪ったグレイに警戒心を抱いている。触れたものを腐敗させる黒い剣「暗黒剣（あんこくけん）」を使う。
マルバの街ではエルザと戦うも、彼女の剣に切られたことに気付けず敗北した。イクサツナギ破壊後、評議院に逮捕された。

ブライヤ
声 - 佐藤恵
「黒魔術教団」幹部。
リーゼントのような髪型で、マントの下は露出度の高い格好をした褐色肌の女性。人に変な渾名をつける癖がある。グレイには密かに恋心を抱いていた様子で、自身の魔法によってそれがグレイやジュビアに暴露されたためにジュビアに「恋敵」と認定されてしまった。
マルバの街ではグレイと戦うも、彼や乱入してきたジュビアに敗れた後に評議員に逮捕された。
- 分身魔法 - 自身を「怒りのブライヤ」「悲しみのブライヤ」「微笑むブライヤ」「恋するブライヤ」の違う感情を持つ4人に分裂させる。

メアリー
声 - 鈴木絵理
「黒魔術教団」幹部。
黒い猫耳のようなものを付けた女性で常に瞳が光っている。いつも笑っているが、かなり毒舌。アーロックを「おじい様」と呼んでいる。ウイルスを操る黒魔法を使う。
マルバの街ではルーシィと戦い彼女の大腸をウイルスで悪化させて苦しめるも、駆け付けたウェンディに無効化されてルーシィによって腹を殴られて敗れた。敗北後、「黒魔術教団」と共に評議員に逮捕された。

豪門（ゴウモン）
声 - 三瓶雄樹
「黒魔術教団」幹部。服の左胸に紋章がある。
背中に「ちゃ」と書かれた道着を着て、額に「抹茶」と書かれた髭面の男性。普段は細目だが、開眼すると外見に似合わぬ澄んだ瞳が現れる。何もない所にお辞儀をする癖がある。自分の服や額の字がゼレフに関連するものと勘違いしている。口癖は「あちゃー」とかけているらしく「おちゃー」だが、周囲（特にメアリー）の反応は微妙。その名の通り拷問を得意とし、拷問具を操る黒魔法を使う。
潜入してきたナツに一度は倒されるものの他の仲間と共に彼やルーシィ、ハッピーを捕える。その後、誰の差し金なのか聞き出すために拷問にかけようとするが、直後にグレイに氷漬けにされた。その後は拷問する立場でありながら逆に拷問・拘束された。
- 三角木竜（さんかくもくりゅう） - 頭が竜の形をした三角木馬を飛ばす。
  - 鉄の処女（アイアンメイデン） - 「三角木竜」を鉄の処女に変化させ、相手を閉じ込める。

D-6
声 - 中務貴幸
「黒魔術教団」幹部。
仮面を付け、胸に髑髏マークがある黒タイツと鬼のような肩当てを身に着けた大柄な人物。詳細な能力は不明。
潜入してきたナツに一撃で倒された。イクサツナギ破壊後、リリーに倒されて評議院に逮捕された。

アベル
声 - 久野美咲
「黒魔術教団」幹部。
大きな帽子を被った小柄なピエロのような人物。「楽しい」が口癖。元「悪魔の心臓」の者から貰ったというヒカルの「ノーロさん」を所持している。
バルゴ曰く高い魔力を持つようだがナツには一撃で倒された。イクサツナギ破壊後、ガジルに倒された挙句「ノーロさん」を没収され評議院に逮捕された。

グレイ・フルバスター
「黒魔術教団」に幹部として潜入していた。妖精の尻尾を参照。

## 評議院
クロフォード・シーム
元魔法評議員議長。冥府の門を参照。

ジークレイン
声 - 浪川大輔
若手の魔法評議員。聖十大魔道の一人。
青色の髪と右目の紋章が特徴の男性。退屈や停滞を嫌い、不穏な事態を望むような性格から他の評議員からやや煙たがられている。問題を起こしがちな「妖精の尻尾」に一目置いている。また、ナツの存在は知っていたが、彼が「妖精の尻尾」に所属していることは知らなかった。
ジェラールの双子の兄と名乗っていたが、その正体はジェラールが生み出した思念体であり、楽園の塔事件でエーテリオンが発動された直後、彼と一体化した。

ウルティア
元評議院検証魔導士。魔女の罪を参照。

オーグ
声 - 遠藤大輔
魔法評議員二ノ席。
頭に蝙蝠のようなものを乗せた長身の老人。新生評議院にも残留しているが、先の不祥事の件もあり発言力は弱くなっている。
天狼島の一件後、消息不明のゼレフや動向が掴めなくなった闇ギルドに対して警戒心を抱くも、何事も起らなかった7年間を「終わらない夜」と評し、かつて嫌っていた「妖精の尻尾」が何らかの突破口を開いてくれると期待をしている。「冥府の門」のジャッカルによって評議会を襲撃され、ドランバルトを逃がしてジャッカルに殺害される。

ミケロ
声 - 川鍋雅樹
魔法評議員三ノ席。
猫のような顔をした小柄な老人。「妖精の尻尾」に対しては、あまり良い印象を持っていない模様。
7年後は評議員を引退し、孫のミケリアと共に暮らしている。「冥府の門」が元評議員殺害のため動き出した際には襲撃される前にナツたちに保護されたものの、ジャッカルに襲われた際はフェイス起動阻止のためとはいえ孫を放って逃げ出し、しまいには他人を犠牲にしてでも生き延びようとするなど横暴な態度をとったため、ナツに殴られる。撃退後、「妖精の尻尾」に知りうる限りのフェイスの情報を開示する。

ヤジマ
声 - 木村雅史
魔法評議員六ノ席。
ズーズー弁で話す小柄な老人。マカロフとは旧知の間柄で互いに「マー坊」「ヤン坊」と呼び合う。彼がギルドマスターを務める「妖精の尻尾」を度々フォローする。一人称は「ワス」。自身の体を紙のように薄くする魔法を使う。
楽園の塔事件では最後までエーテリオンの発動に反対し、評議員の中で唯一ジークレインの不審な動きを警戒し続けた。その後、エーテリオン発動に伴い評議院が壊滅するとその責任を取って評議員を引退。自らの趣味であった料理人として再出発を果たし、現在はレストラン「8アイランド」を経営している。「妖精の尻尾」をフォローする存在（自分）が消えることから、ナツたちに今後の騒動の抑制を忠告した。
7年後では大魔闘演武の解説を担当し、観客から非難の声を浴びていた「妖精の尻尾」のメンバーを心の中で応援していた。その一方でイワンたちの動きを警戒してラハールに部隊の待機を命じるなどその洞察力は健在。ミストガンに変装したジェラールの素顔がドランバルトの手で公にされた際は、マカロフへの気遣いから「犯罪者ジェラールと同じ顔ゆえに素顔を隠しているエドラスのミストガン」という一度きりのフォローを行い、ドランバルトとラハールはヤジマの顔を立てるために、ジェラールを一度は見逃すことにした。元評議員ということで「冥府の門」に狙われてしまい、テンペスターの襲撃を受けながらもラクサスや「雷神衆」に守られるが、彼ら同様にジャッカルの魔障粒子に倒れてしまう。「冥府の門」事件後は血清で回復した。
1年後の大魔闘演武でも解説を担当した。

ベルノ
声 - 野浜たまこ
魔法評議員。
関西弁のような口調で話す中年女性。「幽鬼の支配者」時代に問題ばかりを起こすガジルを気にかけ、「意味のある生き方をしろ」と説いた。
7年後には評議員を引退しており、「冥府の門」による元評議員襲撃事件の際にはガジルや「シャドウギア」のメンバーが訪ねる前に既に殺害されていた。彼女の死にガジルは「何も恩返しができなかった」と悔やみ涙を流していた。

レイジ
声 - 関口英司
魔法評議員。
眼鏡を掛けている男性。孫娘がいるが、ロキ（レオ）に手を出されたらしい。

ホッグ
元魔法評議員。グレイとジュビアが彼の住んでいる町に訪れた際には、既に「冥府の門」によって殺害されていた。

ユーリ
元魔法評議員。エルフマンとリサーナが彼の住んでいる町に訪れた際には既に「冥府の門」のセイラに殺害されており、ギルドに連絡しようとして通信用魔水晶を出した所を「命令」で操られ、魔水晶を破壊した。

### 新生評議院（2代目）
グラン・ドマ
声 - 白熊寛嗣
魔法評議員新議長。
蛇の形をした杖を携え、全身に甲冑を着た老人。問題を起こす「妖精の尻尾」を警戒する。
「冥府の門」について注意を図ろうとしていた矢先、「冥府の門」のジャッカルによって評議会を襲撃され、彼に殺害される。

ドランバルト
新生評議院諜報部所属でラハールの友人。実はマカロフにより送り込まれたスパイであるメスト・グライダー。妖精の尻尾を参照。

ラハール
声 - 速水秀之 → 梶川翔平（第223話〜）
新生評議院第四強行検束部隊隊長。
眼鏡をかけ、長髪を束ねた男性。新生評議員同士、ドランバルトとは親しい仲。
ニルヴァーナ破壊後、部下を引き連れてナツたちの前に現れ「六魔将軍」の残党とジェラールを連行した。S級選抜試験では天狼島近海に艦隊を配備し「妖精の尻尾」の監視にあたっていたが、アズマの攻撃を受ける。
7年後の時点でも評議院に属しており、「妖精の尻尾」の一件を悔やむドランバルトを慰めている。大魔闘演武では3日目のゲストを務めた。後に「冥府の門」のジャッカルによって襲撃され、殺害される。
アニメのオリジナルストーリー「星空の鍵編」では、星霊魔導師を守るため一時評議院から離れていたドランバルトに協力を求めた。無限時計の影響から人々を守る活動をし、「新生六魔将軍」のメンバーをドランバルトと共に逮捕した。

### 新生評議院（3代目）
ハイベリオン
声 - 安元洋貴
魔法評議員新議長。聖十大魔道・イシュガルの四天王の一人（序列2位）。別名「ドラキュロス・ハイベリオン」。
ドラキュラ伯爵を思わせる風貌で整った口髭をした男性。七三分けの髪型で左こめかみに十字架のような刺青があり、十字架の模様があるマントを羽織りワイングラスを携えている（が、中身は牛乳）。責任感の強い性格。
「冥府の門」によって壊滅状態になった評議院の再結成に伴い、新しい評議員議長に就任した。アルバレス帝国との緊張が高まる現状を警戒し、戦争になれば勝ち目が無いとして平和的解決のために尽力しなければならないと考えている。アルバレス帝国との戦いでは、一番の脅威であるイシュガルの東から攻めてくる軍をウルフヘイム、ウォーロッド、ジュラと共に迎え撃つが、イシュガルを裏切ったゴッドセレナ一人に歯が立たず、為す術もなく敗れてしまう。
- 吸血魔法 - 間接的に相手の血液を奪う魔法。

ウルフヘイム
声 - 高橋伸也
聖十大魔道・イシュガルの四天王の一人（序列3位）。
顎髭を生やし眼鏡をかけた小柄な老人で、帽子を被っている。口癖は「おい」。呑気に草の世話をしている（ように見える）ウォーロッドに怒るなど性格は真面目かつ短気。巨大な獣のような怪物に変身する能力を持つ。
「冥府の門」によって壊滅状態になった評議院の再結成に伴い、その一員になった。アルバレス帝国との戦いでは、一番の脅威であるイシュガルの東から攻めてくる軍をハイベリオン、ウォーロッド、ジュラと共に迎え撃つが、イシュガルを裏切ったゴッドセレナ一人に歯が立たず、為す術もなく敗れてしまう。

ウォーロッド・シーケン
聖十大魔道・イシュガルの四天王の一人（序列4位）。「妖精の尻尾」関係者を参照。

ジュラ・ネェキス
聖十大魔道の一人（序列5位）。蛇姫の鱗を参照。

ガジル・レッドフォックス
評議員強行検束部隊隊長。妖精の尻尾を参照。

パンサーリリー
妖精の尻尾を参照。

レビィ・マクガーデン
妖精の尻尾を参照。

## フィオーレ王国
トーマ・E・フィオーレ
声 - 藤原啓治、高木渉（劇場版第2作）
フィオーレ王国国王。
小柄な老人。大魔闘演武ではカボチャの被り物をしたマトーくんという司会者を演じるなどお茶目な所があり、当初は普通の言葉遣いだったが、自身の姿を指摘されたことで語尾に「〜カボ」をつけるようになる。アニメでは大魔闘演舞編で冒頭に単独コーナーを持っており、その際にフロッシュらが乱入した回では「足が臭い」と言われていた。
大魔闘演武2日目はマトーくんが休暇に行ったという口実を作り、国王として観戦していた。最終日ではマトーくんとしてゲストを務め、大会終了後は一万の竜（実際には虚偽情報）がフィオーレ王国に迫っていることを知り、各ギルドに協力を仰いだ。
X792年の大魔闘演武では、ドムス・フラウを無残な姿にしたナツを罰せず、逆に「盛り上がっただろ」と喜んでいた。
アクノロギアが倒された後、王位をヒスイに委ね退位。隠居後は料理人として活動。

ヒスイ・E・フィオーレ
声 - 三森すずこ
フィオーレ王国王女。トーマの娘。
耳と首元に翡翠の飾りをした翡翠色の長髪の少女。礼儀正しい性格で、ルーシィの父・ジュードとは友人関係にあった。
未来から来たローグの策略により、一万の竜がフィオーレ王国を襲うという嘘を吹き込まれ、竜を抹殺するために「エクリプス2計画」を実行してしまう。エクリプスから来た竜の侵入を許したことで自身の不甲斐なさを痛感しながらも責任と称して避難はせず、戦いを見届けた。エクリプス破壊により竜たちが元の時代に帰還する際、ジルコニスに同じく翡翠を持つ者同志として会話をし、謝罪もした。アニメ版ではその美貌から兵士たちの間ではアイドル的存在となっており、良い所を見せようとする兵士たちが奈落宮を抜け出したナツたちに向かっていた。事件後の大舞踏演舞の最中、父・トーマによる裁判が行われ、アルカディオスやダートン、各ギルドの弁護もあって「一週間の間、マトーくんの被り物をする」という罰で済んだ。
1年後のアルバレス帝国との戦いでは、「ユニバースワン」の影響でメルクリアスに現れたアイリーンに鼠の姿に変えられてしまうが、アイリーンの死後には魔法が解けて元に戻っていた。
アクノロギアが倒された後、王位を継承して女王となり、「魔女の罪」の面々に恩赦を与え過去の罪を免じた。
アニメオリジナルストーリー「日蝕星霊編」では星霊魔導士であることが明らかになる。エクリプス計画の影響で自然災害や異常気象を生み出してしまい、星霊界にも影響が出てしまったことを謝罪し、アストラルスピリタスの場所を教えるためと強制閉門の鍵を渡すためにルーシィたちに会いに来る。なお、街中にいる際には変装としてアルカディオスと共にマトーくんと同じカボチャの被り物をしていたが、逆に目立っていた。
『ちょっと盛りました。』で行われた「オリジナル魔導士デザインコンペ」で、応募者から最優秀作品に選ばれたキャラクター。

アルカディオス
声 - 黒田崇矢
フィオーレ王国クロッカス駐屯部隊「桜花聖騎士団」団長。階級は大佐。
角ばった鼻を持つ男で、強力な護符の力を持つ「翡翠の宝石」を身につけている。古い友人からは「ディオ」と呼ばれるらしい。ヒスイへの忠誠心は本物であり、人の真偽を見抜く確かな目を持っているが、バッカスとエルザの試合を間違えてエルフマンとの試合にしてしまうという勘違いをさらしたこともある。戦用の甲冑である「白き百合の鎧」を所持している。
ヒスイに代わり「エクリプス計画」を主導し、その実現のために憎まれ役を買って星霊魔導士であるルーシィを狙っていた。また、ユキノの試合を見て彼女もまた星霊魔道士であると知り、「剣咬の虎」を追放された彼女をフィオーレ王国軍へ取り込んだ。大魔闘演武2日目にはルーシィの身柄確保に失敗したものの、「妖精の尻尾」と「大鴉の尻尾」の確執を利用してことを「大鴉の尻尾」の仕業に偽装した。大魔闘演武4日目終了後はナツたちの前に現れ、彼らに「エクリプス計画」のことを話して協力を仰ぐも、「エクリプス計画」に反対するダートンによってルーシィ、ユキノ共々捕らえられ「奈落宮」に落とされてしまう。「餓狼騎士団」との戦いでは、自分の身を犠牲にしてルーシィとユキノを溶岩の中から救い出すが、上記の翡翠の宝石とホロロギウムの助けもあり無事だった。未来のルーシィの話を聞いた後は、話の中で彼女が嘘をついていないと信じ、ヒスイから真実を聞き出すために彼女の下に向かった。ヒスイから未来のローグの話を聞き、エクリプスから竜が襲来して来た際には彼女をジルコニスから守っていた。アニメではルーシィがジルコニスのブレスによって裸にされた際赤面しており、ヒスイに目隠しされた。
1年後のアルバレス帝国との戦いでは、「ユニバースワン」の影響でメルクリアスに現れたアイリーンの前に兵士共々全滅する。
アニメオリジナルストーリー「日蝕星霊編」では強制閉門の鍵を渡すためにヒスイの付き添いでルーシィたちに会いに来る。母ピスケスと交戦し、強制閉門の鍵を子ピスケスに奪われてしまうが、それはダミーとして作った物であったため無事だった。

ダートン
声 - 川原慶久
フィオーレ王国国防大臣。
「T」のような形をした眉毛と鼻の傷が特徴の小柄な老人。「エクリプス計画」には反対しており、アルカディオスやルーシィ、ユキノを拘束して「奈落宮」に連行するが、アルカディオスのヒスイに対する忠誠心故の行動であることは知っていた。

ユキノ・アグリア
フィオーレ王国軍軍曹。「エクリプス計画」参加のため一時的に所属。剣咬の虎を参照。

### 餓狼騎士団
フィオーレ王国を影から支える独立部隊。「王国最強の処刑人」と言われ、アルカディオス曰く人を殺すための魔法を使うという。また、ヒスイ同様『ちょっと盛りました。』において読者コンテストで募集されたキャラクターデザインを基に作られている。
カマ
声 - 内田夕夜
「餓狼騎士団」の司令塔。
割れ顎と口元に付けた仮面が特徴の男。二本の鎌を使い、それで相手の首を直接狙う戦法を得意とし、片方の鎌は魔法を切り裂くことができる。
メルクリアスの「奈落宮」に落ちたナツたちと交戦するが、自身はナツに鎌を破壊されて敗北した。その後、兵士たちと共に地下道でナツたちを追い詰めるが、突如現れた未来のローグの影に飲み込まれてしまう。未来のローグが元の時代に帰った後は解放され、大魔闘演武の打ち上げパーティに出席。アニメ版ではカナやバッカスと共に朝まで飲み上かしていた。
名前は原作第37巻の質問コーナーにて（アニメでは「餓狼騎士団」との戦闘後）ミラに付けられた。

コスモス
声 - 田村奈央
「餓狼騎士団」の一員。
大きな帽子を被った少女で、詩人のような独特の口調で話す。特殊な植物を操る魔法を使う。
ウェンディと交戦するが、魔法の睡眠が通用しなかったことから敗れた。アニメではウェンディが梅干しが苦手という弱点を利用して、とても酸っぱい木の実で彼女に精神的な攻撃も行った。また、復活後はロキにちょっかいをかけられていたが、全く相手にしていなかった。
- グロウ・フロウ - 巨大な人食い花を召還する。
- リンカ・レンカ - 爆発する胞子を相手に放つ。
- マクラ・カムラ - 睡眠効果のある胞子を花から放つ。これで眠ってしまった者は二度と目を覚まさないという。

カミカ
声 - 松井恵理子
「餓狼騎士団」の一員。
アホ毛の生えた、おさげが特徴の少女。様々な効果を持った紙を操る魔法を使う。
ミラと交戦し、魔法の毒で追い詰めていくが「サタンソウル」になったミラには毒が効かずに敗れる。それ故、その後はミラのことを「おっかない人」と評した。アニメではミラにリサーナの死（実際は生存）によるトラウマを利用して、魔法でその過去を見せつけるといった精神的攻撃も行ったが、既にその件を乗り越えていた彼女には効かなかった。
- 紙吹雪 赤の舞 - 炎に燃えない赤い紙で攻撃する。
- 紙吹雪 紫の舞 - 紫色の紙で相手の動きを封じる。
- 紙吹雪 緑の舞 - 毒素を発する緑色の紙をばら撒く。

ウオスケ
声 - 村瀬歩
「餓狼騎士団」の一員。別名「処刑人ウオスケ」。
スキンヘッドと捻り鉢巻が特徴の男。魚が好物で「大漁」と書かれた旗を持っている。口癖は「〜タイ」。様々な地形に変化させる魔法を使う。「妖精の尻尾」メンバーからは「一番騎士団ってナリじゃない」や「ザコっぽい」と言われたが、アルカディオスからは「処刑された者の骨すら残さないと言われた奴」と警戒されている。
ルーシィとユキノの星霊魔導士タッグと交戦。最初は彼女たちが星霊の鍵を持っていなかったことから圧倒的な優位に立っており、彼女たちが星霊召喚を可能になってからも互角以上の戦いを展開。アクエリアスに対しては「渦潮帯」を熱湯に変えるが、彼女には通用せずに敗北した。
- 地形効果 溶岩帯（ようがんタイ） - 地面を崩壊させ溶岩を噴出する。
- 地形効果 重力帯（じゅうりょくタイ） - 対象の重力を操る。
- 地形効果 渦潮帯（うずしおタイ） - 渦潮を発生させる。熱湯に変えることも可能。

ネッパー
声 - 松本健太
「餓狼騎士団」の一員。
口にビンを銜えた大柄な男で「パーン」「ジュワ〜」が口癖。背中に「ACIDRULE」と書かれた服を着ている。地面をも溶かす強力な酸を操る魔法を使う。
リリーと交戦し、ガジルとの修業を思い出したリリーの鉄の意思を込めた攻撃で魔法の酸を切り裂かれて敗北した。

### その他の国民
ボラ
声 - 下山吉光
「紅天（プロミネンス）のボラ」と呼ばれていた炎を操る魔導士。
魔法で盗みを繰り返し、数年前にギルド「巨人の鼻」を追放された過去を持つ。ジュビアの回想シーンでも登場しており、以前はジュビアと交際していたようだが、彼女が雨女であることから嫌気が差し振っていた。
ナツの異名である「妖精の尻尾」の火竜の名を使って悪事を行っていた。魅力の魔法でルーシィをはじめとする女の子たちを騙し、奴隷船でボスコに連れて行こうとしたが、ナツによって倒されてしまった。ある意味、ナツがルーシィと出会う切っ掛けを作った人物。
アニメではナツたちの舞台の客として再登場した。すっかり改心し、ナツを「兄貴」と呼んでいた。7年後もエクリプス事件の際に他のギルドと共に小型竜との戦いに参戦していた。
- 魅力（チャーム）

エバルー
声 - 平勝伊
シロツメに住んでいる公爵。
星霊魔導士の男性で、元は処女宮のバルゴの鍵の所有者。強い権力を持っており、ケム・ザレオンに自分が主人公の冒険小説『DAY・BREAK』を無理やり書かせた張本人。美的感覚がずれており、彼に仕えているメイドは巨女が多い。
- 土潜（ダイバー） - 地面の中を自在に潜ることができる魔法。
- 星霊魔法

カービィ・メロン
声 - 五王四郎
偉大な小説家であるケム・ザレオンの息子。
姓が「メロン」のため、ナツたちに自己紹介した際彼に「美味そうな名前だな」と言われた（本人曰くよく言われるらしい）。
父が突然消えたことで彼に憎しみを持ち、暴言を吐いて父が自殺したことで一層その気持ちが強くなったが、その後「自分が父にあんな言葉を言わなければ父は死ななかったかもしれない」という後悔の気持ちがわいてきたらしい。せめてもの償いに父の名誉とプライドを守るために彼が最低の駄作といっていた『日の出（デイ・ブレイク）（DAY・BREAK）』の奪還・破棄を「妖精の尻尾」に依頼するが、ナツたちによって奪還した本に隠された父の想いと作家への誇りを知り愛読している。

ケム・ザレオン
声 - 五王四郎
カービィの父。本名はゼクア・メロン。
元魔導士で小説家だったが、エバルーにより3年間監禁させられた状態で本を書かされた。しかし作家としての誇りがそれを許さず、小説を書き終えた後に利き腕を切断し小説家を廃業した。その後、そのことを誤解した息子に愛想を尽かされ自殺。30年も昔の魔法が消えていないことから、相当な魔力の持ち主だったことがうかがえる。若い頃の自身の体験を小説にしていた。
なお、ペンネームの「ケム・ザレオン」は本名のアナグラムである。彼が遺した『日の出』は、タイトル・内容共に魔力によりカモフラージュされた物であった。

モカ
声 - 下山吉光
ガルナ島の村長。
長いモミアゲが特徴で「ほが」が口癖。息子のボボが月の魔力のせいで化け物になり、殺したと思っていたので人一倍月を破壊して欲しいと思っている。
アニメ版ではナツたちの舞台の客として再登場する。月を破壊していないことに不満を持っていた。

ボボ
声 - 遠藤大輔
ガルナ島の住人で、モカの息子。
心まで完全に悪魔となってしまったために父親に殺され、死んでしまったとされていたが、実は村人よりも先に記憶が元に戻り未だに自分たちを人間だと思い込んでいる村人たちの下へ帰るのを恐れ、ずっと港で漁師をしていた。本人曰く「悪魔は胸を刺されたぐらいでは死なない」とのこと。

トメ子（とめこ）
ハッピーが依頼を請け負ったボロ食堂「トメッコ食堂」の店主。
かなりの年寄りで、しかも不気味な様相からか全く客が寄り付かない。自慢の料理は「風呂の残り湯スープ」。アニメ未登場キャラクター。

ラビアン
声 - 菊池正美
シェラザード劇団の団長。
語尾に「ありがとうございます」（しかし、本来感謝すべき時にはやたら態度がでかくなる）と付けるのが癖。
30年前に脱サラして夢の演劇の道へと入ったものの、公演する舞台は不評続きで、ルーシィらが依頼を受けた時点では団員役者が全員逃亡している。しかし、ノリノリだったエルザらによる「フレデリックとヤンデリカ」という喜劇（元は冒険活劇だがエルザたちによってぶち壊されたため）が連日大ヒットを記録し、依頼そっちのけで1日3公演もの強行スケジュールを続行させた。
7年後のX791年における大魔闘演武では4日目のゲストを務めた。

サワルー・ジュレネール
ジュレネール家の御曹司にして公爵。
ルーシィの父・ジュードがルーシィの気持ちを無視して勝手に縁談を進めた相手だったが、ルーシィとは会うことはなかった。

ジェイソン
声 - 小野友樹
週刊ソーサラーの記者。
非常にテンションが高く「COOL」が口癖。ナツの大ファンで握手を求めたが、いつも自分のことを悪く書く雑誌の記者と知り殴り飛ばされる。しかし、とても満足そうな顔で大喜びしていた。また、ガジルのギルド中が大ブーイングした身も凍るような寒い歌にいたく感動し涙すら流していた。
新築した「妖精の尻尾」へ取材に訪れた。ラビアンと同じく、7年後の大魔闘演武では2日目のゲストを務めた。1年後のX792年にはギルド解散で行き場を失ったルーシィに記者としての仕事を紹介した。彼もまた「妖精の尻尾」の復活を願っており、ルーシィがナツと共に仲間探しの旅に出る際には彼女に声援を送った。

エドガー&アラン
声 - 勝倉誠
ルーシィの家近くで運送の仕事をしている水夫。
頭にバンダナを巻いた2人組。川沿いを歩くルーシィに対していつも警告している。ルーシィが雑誌に載ったことで最近ではルーシィの名前を覚えてくれている様子。

ダラス
KINGBARの店主。頭にボトルを取り付けている。

大家さん
声 - 真山亜子
本名不明。ルーシィが住んでいるアパートの管理人。
小太りの中年女性で、ペットの小動物を襟巻のように巻いている。家賃の取り立てにはとても厳しいが、7年間ルーシィが不在だった部屋を彼女が帰ってきた時のために掃除していたなど、面倒見が良く思いやりのある性格。

ダーシー&デスケード
声 - 葉山いくみ（ダーシー）、笹本菜津枝（デスケード）
ブサイクな2人組の少女。
ダーシーは語尾に「しー」を付け、デスケードは語尾に「けどー」を付ける。会話ではダーシーがリードし、デスケードが追従するのが基本となっている。
父を亡くして意気消沈しているルーシィと帰り道にすれ違った際、空気を読まずに2人で自分らの父親の悪口を言い合っていたため、ナツとハッピーに注意された。
OAD「ドキドキ・リュウゼツランド」にも登場。

チャパティ・ローラ
声 - 勝杏里
大魔闘演武の実況。
当初は綺麗に整えた七三分けの髪型をしていたが、実はカツラでその下はツルッパゲ。以後は大魔闘劇武の期間中に一日ごとに違うカツラに変えている。ロリコンの気があり、ウェンディとシェリアの戦いでは2人をそれぞれ「ウェンディたん」「シェリアたん」と呼んでいた。

ミケリア
声 - 藤井ゆきよ
ミケロの孫娘。
過去にロキに手を出されたことがあるが、そのおかげで「妖精の尻尾」は「冥府の門」事件の際、ミケロの所在地を知ることができた。ミケロが評議院を退いた後は共に生活しており、頑なに「妖精の尻尾」への協力を拒む祖父を説得する。
アリオス
声 - 石田彰
ゼレフ似の若者で駆け出しの小説家。ルーシィの授賞式において、ミオと出会い、意気投合する。
ミオ
声 - 能登麻美子
メイビス似の女性で小さな出版社の社員。ルーシィの授賞式において、アリオスと出会い、意気投合する。

## アルバレス帝国
ゼレフ・ドラグニル / スプリガン
声 - 石田彰、楠田亜衣奈（少年時代）
アルバレス帝国皇帝。血液型B型。魔法界の歴史上、最も凶悪だったと言われる黒魔導士。
かつて黒魔法を崇拝する教団が神と崇め、Rシステムにより復活を企んだ人物だが、実際は不死の体の持ち主で400年間悠久の時の中で生きていた（本人曰く「首を斬り落としても死ぬことはない」らしい）。呪歌「ララバイ」はこのゼレフの作り出した黒魔法であり、同時にRシステムやエクリプスなど数々の禁忌に触れる魔法を作り出している。角のようなはねた黒髪の青年の姿をしており、一人称は「僕」で、普段は穏やかだが時折冷徹な表情を見せる。後述の理由でナツのことを知っており、「自分を壊してくれる存在」と称し再会して自分を殺してくれることをずっと待ち望み、首には彼との幼少期の写真が入ったペンダントを身に付けている。
体は「アンクセラムの黒魔術」という古い呪いに掛かっているため、本人の意思と関係無く周囲の生命を枯渇させる力を持ち、本人は「死の捕食」と呼んでいる。ハデスによればこれは「眠っている」状態だと言われていたが、それは大昔の人間の作り話で実際は400年間ずっと「目覚めたまま」であった。ある日を境に命の尊さを知り、それから命を尊く思うほど死のエネルギーを放出して周囲の魂を奪ってしまうようになり、魔法も思った通りに使えなくなる。命の重みを忘れれば自分の力を制御できるようになり本来の魔法を使うことができる。また、呪いの影響で思考の矛盾に頭を痛める時がある。
その正体はナツの実の兄で、彼をエーテリアスにした張本人。かつてはミルディアン魔術学院の生徒であり、そこで子供にして学院創立以来の天才と言われるほどの魔導士だったが、幼くして亡くなったナツの死を切っ掛けに生と死に関する研究を始め、その過程でRシステムやエクリプスを作り出した。しかし、それを教授たちから「弟であるナツを蘇らせるための危険思想」と指摘され学院の退学処分を受けるが、その際に学院が信仰するアンクセラム神の怒りに触れて「アンクセラムの黒魔術」の呪いに掛かり、教授や生徒たちを死なせてしまう。同時に不老不死の体になり、大勢の命を奪った罪悪感と無限に研究ができる充実感を何年も持ち続けた末「死にたい」と願い、そのためにエーテリアスを創り出したがいずれも自分を殺すには至らず、「最後」の意味を込めて大切に保管していたナツの体を使い彼を「END」として蘇らせた。当時はナツの扱いに手を焼き、研究に使う薬草を採取している時に友人となったイグニールに預け、竜たちのアクノロギアを倒す計画に賛同しアンナの力で開いたエクリプスを使って彼らを未来に送った。400年前から生きる意味を探していた一方でアクノロギアに対抗するため次の竜王祭の準備も進めており、何百年も前にアラキタシアの大陸で国造りをはじめ数々のギルドを吸収し、アルバレス帝国という巨大な組織を造り上げた。
様々な土地を渡り歩き、X686年にはマグノリアの西の森でメイビスを始めとした後の「妖精の尻尾」創設期メンバーと出会い、メイビスの頼みで彼女たちに魔法を教えていた。X696年に偶然メイビスと再会し、彼女に自分が教えた「ロウ」を使ったことで「アンクセラムの黒魔術」の呪いに掛かっていることに気付き、メイビスに自分と共に歩く素質があると感じる。1年後再び彼女と出会い、自分を拒み続ける世界で唯一受け入れてくれたメイビスに愛を抱くが、それが彼女の命を奪うことになってしまい「自分は誰も愛してはいけなかった」と悟る。その後はメイビスの体をプレヒトに届け、自身は「醜い妖精（スプリガン）」を名乗ってもう人に会わないためにアラキタシアに戻った。
当初は天狼島に身を隠していたが、「妖精の尻尾」のメンバーに見つかり、ナツとの再会を果たす（ナツはゼレフを知らない）。この時に「死の捕食」の影響で、ナツがイグニールから貰ったマフラーを黒く変色させた（後にウェンディが元に戻している）。「悪魔の心臓」の襲撃に憤り、遭遇したウルティアに島から出ていくように言うも、魔法を扱えずに敗北して捕まる。後にザンクロウがメルディとジュビアを襲っている時に意識を取り戻し、ザンクロウを死なせる。その後、敗北したハデスたちの戦艦に自ら赴き、自分の真実をハデスに語り、アクノロギアを呼んだことと自分に命の重みを忘れさせた罰としてハデスに死の裁きを与えた。
X791年の大魔闘演武では「大鴉の尻尾」に潜入させていたオーブラを通して様子を見ていた。7年の年月の末に自分を拒み続けるこの世界を滅ぼすことを決め、メイビスにそのことを告げて宣戦布告した。その後、「冥府の門」本拠地にてナツと再び相対し、ENDに関して意味深な発言を残して消えた。フェイス破壊後、ENDの書を回収するため三度ナツたちの前に現れ、ナツに「アクノロギアという絶望から生き残れたら、自分がさらなる絶望を与えよう」と言い残し姿を消した。
X792年にはアクノロギアと接触、彼も人間も殲滅するために再び竜王祭が始まることを告げる。その後、1年ぶりにアルバレス帝国に帰還し、交渉のために訪れていたマカロフと会談する。そこでアルバレスを造り上げた目的と経緯を話しアクノロギアもイシュガルも殲滅することを宣言、手始めにマカロフにナツを育ててくれたことで礼を述べながらもナツを怒らせるために殺そうとするが、救出に現れたメストによって失敗に終わる。その後、招集した7人の「スプリガン12」に「妖精の心臓」奪取のためイシュガルへの全軍による総攻撃を命じ、自身は西から100万の軍勢を率いてイシュガルに侵攻、そこに現れたナツと遂に直接対決する。彼が発動した「モード炎竜王」なら自分を倒せるかもしれないと希望を感じ、死ぬ前に自分とナツに関する全ての事実を伝えた。ナツたちが退却した後、自分を止める者がいなくなったことで迷いが消え、再び兵を進軍させる。アイリーンが発動した「ユニバースワン」の影響で「妖精の尻尾」に飛ばされ、そこで「妖精の心臓」から復活したメイビスと対面する。インベルの魔法で彼女を捕らえた後「スプリガン12」全員を招集し、ナツたちを迎え撃つ。
アイリーンの死後、真っ先にギルドに現れたグレイに自らの「真の目的」を明かし、ナツの本気を引き出すパーツとしてグレイを殺そうとするが、駆けつけたナツとの最後の戦いに出る。ナツとの戦いを「楽しい」と微笑する最中、自分を助太刀にきたラーケイドに怒り彼の心臓を貫いた挙げ句、自分の手で始末した。そのことでナツの怒りを買うと弟としての情で止めようとするナツと再び戦う。自身の目的が「ネオ・エクリプス」で400年前の自分に戻ると同時に、この世界を消滅させる事だと伝える。自分を倒しに駆けつけたメイビスを捕らえ、彼女の全魔力を吸収することで妖精の心臓の力を得て白魔導士へと変貌した。ナツとの戦いで心臓を貫くとネオ・エクリプスを潜ろうとする寸前にルーシィたちによって復活したナツとぶつかるが、ギルドの力によって、パワーアップしたナツに敗れた。そして、メイビスの口づけによって共に光となって消滅する。
- 黒魔法（くろまほう）
  - アンクセラムの黒魔術（アンクセラムのくろまじゅつ）
    - 死の捕食（しのほしょく）
    - 悔い改めよ（くいあらためよ）
    - 死オーブ（しオーブ） - 使用すると、その道内の全てを破壊する。
    - 暗黒爆炎陣（あんこくばくえんじん） - 手のひらに炎のような暗黒物質を集め、強力な攻撃で相手を攻撃する。
      - 暗黒爆炎陣・一極（あんこくばくえんじん・いちごく） - 炎のような暗黒物質で手を覆い、白兵戦を行うか、刺突攻撃として使用する。

- 生活魔法（せいかつまほう）
  - E.N.D.（イーエヌディー）
  - 裏魔法・天罰（うらまほい・ネメシス）

- 固定化の魔法（こていかのまほう）
- 瞬間移動の魔法（しゅんかにどうのまほう）
- 火の魔法（ひのまほう）
- 念話（テレパシー）
- 銃弾魔法（じゅうだんまほう）
  - ピアス弾（ぴあすだん）

- 付加術（ふかじゅつ）
- 「妖精の心臓」形態
  - 時の魔法（ときのまほう）
    - ネオ・エクリプス

呪歌（ララバイ）
声 - 小野涼子
音を聴いた者を全て呪殺する笛のエーテリアス。
普段は三つ目の髑髏が特徴の笛の形をしているが、自我を持ちいざとなれば巨大な樹の怪物にもなれる。
封印されていたものの「鉄の森」に解かれ、ギルドの定例会に集まったマスターたちを殺すために使われようとされた。「鉄の森」の計画が失敗した際に全員の魂を喰おうと正体を現したが、ナツたちの連係攻撃で倒され評議院に再封印される。

デリオラ
「厄災の悪魔」と呼ばれる不死身のエーテリアス。
10年前にイスバン地方を荒らしまわり、グレイやガルナ島でリオンと協力していたメンバーの両親の命を奪い北の大陸の氷山に封印されていた。ウルをもってしても敵わないほど強く、彼女が自らの命と引き換えに封印していた。ガルナ島でリオンたちの月の雫で復活したが、氷となったウルの力によって10年もの月日の間に命を吸い取られて死んでおり、氷解したと同時に断末魔の叫びを上げ、体が崩れ消滅した。

ヤジール
声 - 松山鷹志
アルバレス帝国大臣。
蔕のような髪型をした首が長い老人で目のクマが特徴。杖を突きながら歩いている。ゼレフに忠誠を誓いながらも彼にかけられたアンクセラムの呪いを恐れている。特技は、アルバレスのカードゲーム・レジェンカ。
ゼレフが自国に帰還するまでの間、交渉に来たマカロフを客人として迎え入れ、その相手をしていた。イシュガル侵攻時には、インベルと共に100万の軍勢を率いるゼレフに随行している。アイリーンの死後、エルフマンとリサーナに敗れた孫のアジィールを庇い、彼らから戦争で失うものの大きさを気付かされた。エルフマンとリサーナから「祖父と孫なのに似ていない」と言われた際には「若い頃は、アジィールにそっくりだった」と述べている。

### スプリガン12
皇帝であるスプリガン（ゼレフ）を守るための先鋭部隊である12人の盾。聖十大魔道最強であるゴッドセレナが所属し、他の11人も彼と肩を並べるほどの魔導士といわれる。アルバレスの土地自体が広いため全員が一堂に会することは滅多にない。「妖精の尻尾」とイシュガルに対する戦争から1年後、現在は団体として解散した。現在5人死亡、1人欠陥、6人生存。
オーガスト
声 - 安原義人、藤原夏海（子供時代）
「スプリガン12」総長。別名「魔導王」。マントに国の紋章がある。
髭を蓄え、襟が分かれたマントを羽織った老人。先端に水晶が付いた杖を携えている。ラクサスの雷を受けそうになったアジィールにバリアーを張って助けるなど仲間思いで温厚な性格。「スプリガン12」の中でも話の通じる相手と言われるが、ゼレフへの忠義に厚く彼が起こす戦いの意味が理解できない者は敵でしかないと断じるほど。ブランディッシュとは彼女が小さい頃からの仲で、時折「おじいちゃん」と呼ばれて慕われている。
マカロフをして他の「スプリガン12」とは別格といわしめる大魔力を持ち、古今東西あらゆる系統の魔法を使えその種類だけならゼレフをも上回り、単純な戦闘力で言えば比較にならない別次元の強さを誇る。戦闘時には肌が赤く染まり黄色い紋様が顔面に現れる。その実力からアラキタシアでは名を冠する8月（オーガスト）は厄災が集まる「恐怖の月」と呼ばれ、皆は8月を乗り越えるために祈り、慎み、正直に暮らすという。その実態は相手の魔法の瞬時コピーであり、同時に目の前にいる魔導士の魔法を無効化することもできるが、道具を使う所持系の魔法はコピーできない。
その正体はゼレフとメイビスの実の息子。蘇生用の魔水晶に封じられたメイビスの体から生命反応を感じたプレヒトによって取り上げられたが、光とも闇ともつかない強大な魔力を持って生まれたが故に捨てられ、自分の高い魔力から両親のことを知る。生きるために盗みを働き、疎まれ生きることの行き止まりの壁に着いた時に父のゼレフと出会い、彼からメイビスに似ていることを指摘されて彼女と過ごした大切な時間である8月から「オーガスト」の名を与えられ、共に国造りをするためにゼレフの部下になった。だが、自分がゼレフの息子であることを知らないために彼は誰からも愛されることなくやがて光と闇の間を彷徨い、無の境地に達したといわれる。
イシュガル侵攻時にはゴッドセレナ、ジェイコブと共にボスコを制圧し、フィオーレ東方から攻め込む。ナツたちと共に交渉に来たブランディッシュに戦いから退くよう頼まれ、その際に自分の叔父に当たるナツの「何か」を感じ取る。だが、メストがブランディッシュを操って自分に傷を負わせたことに怒り、強力な熱系の魔法でナツたちを吹き飛ばした。「ユニバースワン」発動後は、メルディとエンジェルを除く「魔女の罪」を全滅させた。アイリーンの死後、カルディア大聖堂にて自分とラーケイド以外の全滅した「スプリガン12」に代わりマグノリアごとナツたちを破壊しようとするが、ギルダーツとカナの親子と対峙する。自分が理解できない親子の愛情を知るためカナを殺すことを示唆してギルダーツを挑発するが、自分の魔法の正体と弱点を見抜かれ彼のコピーできない義手の一撃を受け、自問していた「なぜ陛下の子（自分）は愛されなかったのか」の答えが存在に気付いてもらえなかったからだということを悟る。禁呪「アルス＝マギア」で自分もろとも「妖精の尻尾」を滅しようとするが、母であるメイビスの姿を見て詠唱を止め、「一度でいいから母の手に抱かれたかった」という想いを抱きながら消滅した。両親には息子である自分の存在こそ知られずに死別したが、その最期の声はメイビスにも届いていた。
- アルス＝マギア - 自分の体が消滅することを代価に発動する古代魔法。範囲内の人間から呼吸を奪い、生物の血を蒸発させ一国の大地をも溶かす威力を持つ禁呪。
- 炎の滅竜魔法
  - 溶ける（とける） - 周囲を焼き尽くす大きな火柱を発生する。

- 聴く魔法（きくまほう）
- 屈折（リフレクター）
  - スパイラルペイン - 自身を守り、複数の相手を攻撃するための空気の渦。

- 粉砕（クラッシュ）

アイリーン・ベルセリオン
声 - 本田貴子
「スプリガン12」の一人。別名「緋色の絶望」。服に国の紋章がある。
オーガストと並び「スプリガン12」最強と謳われる人物。エルザと同じ緋色の髪が特徴の女性で、大きな三つ編みを2つのおさげにし、腹部に傷がある。先が4つに分かれた黒い帽子と露出度が高い格好に身を包み、トナカイの角のような豹柄の杖を携えている。イシュガル出身であるため霊峰ゾニアにまつわる昔話も知っていた。ゼレフの意に反する形で行動するなど掴み所のない性格だが、ヒスイを鼠に変えてトーマ共々弄ぶ残忍な一面もある。
全てのものに魔法付加を与える高位付加術士（ハイエンチャンター）で、大気や地面に魔法効果を与えて戦う。他にも相手の姿を変えたり、空に巨大な目を投影して周囲の様子を探ることも可能で、その実力は交戦したアクノロギアですら「面白い」と称賛し、ゼレフからも「魔力を付ける外すの天才」と言われるほど。
その正体はエルザの実の母親にして、滅竜魔法の創造者。400年前までイシュガルに存在していたドラグノフ王国の女王で、竜王祭に勝利すべく付加術を応用した滅竜魔法を考案し賢竜・ベルセリオンの力と名を受け継ぎ、彼の無念を晴らすため最初の滅竜魔導士になる。しかし終戦後、竜化が進行したことで夫や国民から化物扱いを受け幽閉・迫害される責め苦を味わい、エルザを身篭ったまま3年間を牢の中で過ごした。そして夫から処刑宣告を受けた直後、完全な竜と化し夫を殺して国を破壊、それからは人間に戻る術を求め数百年間世界を彷徨っていた。約20年前に出会ったゼレフの力により姿だけは人間に戻ることに成功するが、竜の物と化した感覚や体質に苦しんだ末、「自分の子に対する人格付加で人間の身体を得ればいい」という歪んだ結論に至り、エルザを出産する。だが娘の笑顔を見て思い出した母性愛が邪魔をして人格付加を行うことができず、その決心が鈍らない内に生まれたばかりのエルザをローズマリー村に捨てた。
イシュガル侵攻時にはブラッドマン、ラーケイドと共にフィオーレ北方から攻め込む。霊峰ゾニアに現れたアクノロギアと対峙し、そこで戦争の早期終結のために初めて「ユニバースワン」を発動してゼレフを「妖精の尻尾」に、アクノロギアを遠くへ配置し、自身はメルクリアスに飛ばされる。その後「妖精の尻尾」にてゼレフからメイビスの「妖精の心臓」を取り出す分離付加を任され、エルザの生存を知った際には彼女を殺すようナインハルトに命じている。メイビスに逃げられマカロフの「妖精の法律」で「狂戦士」に変えた兵士のほとんどが倒された後、ナツとグレイの争いを止めたエルザの前に姿を現し、彼女やウェンディと対峙する。自分がエルザの母親であることと400年前の自らの過去を明かすが、同じ滅竜魔導士のウェンディがグランディーネによって竜化を防がれていたことを知って「不公平だ」と逆上、エルザへの人格付加の失敗の原因が「相性」であることに付加の真理を見出し、ウェンディに人格付加をすることで身体を乗っ取りウェンディ・ベルセリオンとなる。しかし、逆に空になった自らの身体に人格付加をすることで生き残ったウェンディにより人格を引き剥がされて元の身体に戻り、自分が忌み嫌う賢竜の姿になってエルザを追い詰めるが、ウェンディによって滅竜属性を付加されたエルザの一撃を受けて人の姿に戻る。神の星座崩しで召喚した隕石もエルザに破壊されてしまいながらも、それにより動けなくなったエルザを彼女の刀で倒そうとするが、彼女による頭突きを受けた際、彼女の笑みを見て自らに残っていた母性愛を思い出し、娘を守るために自害することを選ぶ。理由もわからず驚愕するエルザの目前で、笑みを浮かべながら息を引き取った。
- ユニバースワン - 大地全体に魔法効果を付加し、大地を圧縮して形を変える世界再構築魔法。特定の人物を特定の場所に配置する際、その反作用で自身を含む他の人々の位置もランダムに置き換えられる。400年前にもそれ以前にも存在しない新時代の魔法のため、アクノロギアも知らなかった。使用者本人が死亡すると解除される。
- 狂戦士（バーサーカー） - 味方の兵士に魔法効果を付加し、思考を失う代わりにその者の能力を何倍にも膨らませ痛みを感じない戦士に変える。
- 神の無加（デウスゼロ） - 相手の付加術を分離させる。「神の騎士」を掛けられたエルザに使用したが、ウェンディに同じ「神の無加」で相殺された。
- 極限付加術（マスターエンチャント） - 付加術の力を増幅させる賢竜になることで使用できる高位付加術（ハイエンチャント）の上位技。大地や空、海などあらゆるものを超越し、天体への付加術を可能にする。
  - 神の星座崩し（デウス・セーマ） - ジェラールの「星崩し」の上位版。宇宙空間から超巨大な隕石を引き寄せ、その場にいる全ての者を死に至らしめる。

- 眼の魔法（めのまほう）
- 概念付加（がいねんエンチャント）
- 人格付加（じんかくエンチャント） - ものまたは人間に個性を拡張する。
- 複数の物体への付加（ふくすうのぶつたいへのエンチャント）
- 竜形態

ラーケイド・ドラグニル
声 - 小野賢章
「スプリガン12」の一人。左肩に国の紋章がある。
ゼレフと似た風貌の金髪の青年で、常に合掌しながら微笑を浮かべている。額に白い十字架模様があり、背中にも巨大な十字架のようなものを背負い、はだけた左腕に数珠が付いている。「スプリガン12」の招集にはいつも応じないため、オーガストからは冷たい態度を取られている。
性欲・食欲・睡眠欲といった人間の3つの欲を刺激する能力を持つ。性欲では強烈な後光を放って相手に凄まじい快楽をもたらし魂を昇天させ、その快楽を知る者とそうでない者で効果には有無があるが、効かない者にも複数の光の触手で縛ることで快楽を与える。他にも多数の光の刃や光線を飛ばしたり、刀を素手で受け止め手刀で相手の身体を切り裂く高い身体能力を持ち、背中の十字架を投げて自在に操ることもできる。ゼレフ曰く「秘密兵器」であり、メイビスからは「異質」と評されアクノロギアすら倒しうる可能性を秘めるとされており、オーガストやアイリーンと共に「スプリガン12」の中でも特別だと自負している。
本人は「ゼレフの息子」と名乗っているが、実際の正体はエーテリアスでナツ（END）を創るための実験体の一つ（スティングによるとナツと同じ匂いがするらしい）として生み出され、最も出来が良かったことからナツやゼレフと同じ「ドラグニル」の名を与えられた。
自身と同じエーテリアス（表向きは叔父）のナツには、自分よりゼレフに大切にされているという理由で嫉妬のような感情を抱いており、「妖精の尻尾」との戦いで必ず殺すと決めていた。イシュガル侵攻時にはアイリーン、ブラッドマンと共にフィオーレ北方から攻め込む。「ユニバースワン」発動後はユキノたちの前に現れ、自身の魔法で味方を含めた戦場の全ての人間に被害を与え駆け付けたカグラをも一蹴した。スティングと対峙した際には白い光を使った性欲への快楽が効かず、「白影竜」となった彼に「R・I・P」を使用するが、ローグの助言とカグラの「重力魔法」で「影」に入ることで睡魔から脱したスティングに敗れた。アイリーンの死後、ゼレフを守るためギルドでのナツとゼレフの戦いに乱入するが、ナツとの戦いを邪魔したことでゼレフの怒りを買い重傷を負わされた挙句、彼の手によって消滅させられた。
- 悪食の魂（あくじきのこん） - 特殊な札を用い、周囲の者が食べ物に見えるほどの空腹感を与える。
- R・I・P（レスト・イン・ピース） - 特殊な札を用い、傷口を抉っても抗えない眠気を与える。掛けられた相手が目を閉じると永遠なる死の眠りにより最期を迎える。
- 快楽（かいらく）
- 光の刃（ひかりのやいば） - 光で出来た三日月系の刃を相手に向けて放つ。

インベル・ユラ
声 - 前野智昭
「スプリガン12」の一人。アルバレス帝国執政官。別名「冬将軍」。
切れ長の目に眼鏡をかけ、ネクタイを締めて長い銀髪をおさげにした男性。皇帝スプリガンの参謀を務め、ゼレフとしての彼の素性も熟知している。また作中で詳細が語られていない滅悪魔法についても知っている模様。ゼレフに対しあまり尊敬のない言葉を贈るディマリアやアジィールをたしなめたり、宮殿に他国の者を招く際は正式な書類が必要とヤジールに注意するなど規律やルールに厳しい性格。
氷を使って何かを造形するのではなく氷で全てを凍結させる純粋な氷の魔導士であり、彼の魔法の前では冷気に耐性のあるグレイですら寒さを感じる。魔法の効力は物質のみならず精神にすら及び、他者の思考力や自我を封じることができ、周囲一帯を覆うほどの吹雪を起こすことも可能。
イシュガル侵攻時には、ヤジールと共に100万の軍勢を率いるゼレフに随行しており、ナツが襲撃しに来た際に彼とゼレフとの関係を知ることになった。「ユニバースワン」発動後は、ゼレフの障害となるナツ（END）の始末役として氷の滅悪魔導士であるグレイを見出し、「アイスロック」でジュビアと殺し合わせ彼の心を闇に染めてナツを倒す戦士に仕上げようとするが、2人が互いに自害を図ったことで失敗に終わる。卑劣な手でナツを始末すべく立ち去るが、ジュビアに輸血され回復したグレイの逆鱗に触れ、そのまま殴り敗れる。敗北後グレイにENDの正体がナツであることを教え、彼がナツを殺しに行くよう仕向けた。
『100YEARS QUEST』では、ゼレフの死に伴う休戦後も再び戦争を仕掛けようとしたため、ナインハルト共々投獄されている。
- アイススレイブ - 氷で形成した首輪を相手に装着し、その思考を奪う。
- アイスロック - 鎖で繋がった氷の首輪で2人の心を閉じ込め、自らの傀儡と化す魔法。相手の意識を薄めて殺し合わせることを目的とし、どちらかが死なない限り鎖は外せない。
- 氷絶神衣（ヒョウゼツカムイ） - 魔界の氷で造られた鎧を纏う。この氷は触れたもの全てを氷結させると言われるが、グレイには同じ性質の氷を造形されたことで逆に粉砕された。

ブランディッシュ・μ
声 - 沼倉愛美
「スプリガン12」の一人。別名「国崩しのブランディッシュ」。25歳で8年前の時点でルーシィとは同い年。右太ももに国の紋章がある。
頭に2本の十字架のような飾りを付け、コートの下に首輪とビキニを着用した女性。面倒事を嫌うマイペースな性格で、与えられた任務を放棄するなど適当な行動も目立つが、ゼレフの命令には気分に関係なく従う。基本的に無表情だがスターマンゴーのジェラートが食べられなくなった際に泣くなど感情の起伏が激しい。実は花粉症。
グレイをして「マカロフ以上」と言わしめるほどの強い魔力の持ち主で、その力は国を崩すとも言われる。自他問わず物体の質量を変える高レベルの魔法を使い、島一つをも巨大化・縮小化させたり体内の腫瘍や傷口すらも正確な位置が分かれば（傷に関してはダメージは残るものの）消滅させる位に小さくすることができる。
ハートフィリア家に仕える使用人であるグラミーの娘。母が預かっていたアクエリアスのことを「ご主人様」と呼び幼少期は共に遊ぶほど仲が良かったが、その鍵がレイラに渡りグラミーが死んだことで「レイラが鍵を取り返すために自分の母を殺した」と勘違いし、レイラに復讐心を抱くようになる。
自国に侵入したエンジェルとその合流者であるナツたちを捕えるためにカラコール島に訪れる。そこでマカロフの生存を伝えた上でカラコール島を縮小させてアラキタシアの大陸に近づかないことを忠告し、アルバレスに帰還した。イシュガル侵攻時にはマグノリアに侵入してルーシィの家の風呂場に現れ、彼女がレイラの娘であることを見抜いたが、アジィールの「砂の世界」で舞った花粉に苦しんでいる隙にカナに気絶させられた。その後は捕虜として「妖精の尻尾」の牢に入れられ、牢内で部下のマリンに殺されかけた際にルーシィたちに助けられる。そこでレイラと自分の母の関係を明かしルーシィを殺そうとするが、現れたアクエリアスに星の記憶を見せられ母の死の真相を知り涙を流した。ルーシィに「母たちみたいに友達になろう」と呼びかけられ、アンチエーテルナノ腫瘍にかかったナツを救った後に気持ちの整理をつけるために自ら牢に戻った。ジェイコブがナツに倒された後に牢から開放され、オーガストに並ぶ「スプリガン12」最強の女であるアイリーンの存在を教える。ルーシィへの借りからオーガストへの交渉を申し立て、ナツたちと共に彼のいるフィオーレ東方に向かうが、メストに記憶を操作され「必ず殺さなければならない」と認識したオーガストを刺してしまった。「ユニバースワン」発動後は、ナツとルーシィ、ハッピーを連れ去り、彼らだけはこの戦いから見逃そうとするが、ナインハルトを倒すほどのナツの実力に驚愕していた。その後、ナツを自分たちの脅威とした上で彼の腫瘍を元に戻し、ディマリアが見ていることに気付きルーシィを相手に負けるフリをしようとして現れたディマリアに重傷を負わせられるが、ポーリュシカに助けられる。アイリーンの死後、魔法で小さくしたディマリアを連れてナツたちに別れを告げ去っていった。
『100YEARS QUEST』では、アルバレスを出てアクエリアスの鍵を探す旅をしている。
- コマンドT「縮小」 - 対象となる人間や魔力を圧縮して小さくする。
- コマンドT「拡大」 - 圧縮した魔力を元の大きさに拡大して相手に返す。
- 魔力の質（まりょくのしつ） - 強力な「土系各種魔法」攻撃を対象に送った。

ディマリア・イエスタ
声 - 藤原夏海
「スプリガン12」の一人。古の時の都・ミルディアンの末裔。別名「戦乙女」。左足と右の肩当てに国の紋章がある。
戦場を駆け巡った女神を通り名に持つ金髪の女騎士。右腕に防具、左手に羽根のような飾りを付け、腰にコートを巻いており、「スプリガン12」再集結時には全身タイツを身につけている。ブランディッシュとは「ランディー」「マリー」と呼び合うが、互いに「思ったことをすぐ口に出す」「かわいくない」という理由から嫌いあっている（そういう意味では気が合うとも語っているが）。
イシュガル侵攻時にはワール、ナインハルトと共にフィオーレ南方のハルジオン近海から攻め込み、ハルジオンを制圧した。そこでブランディッシュと同じ前髪を持つカグラの服だけを切り裂いて辱め、翌日には回復役のシェリアを狙うも駆け付けたウェンディに阻まれ、魔法で時間を止めて彼女らを殺そうとするがウルティアの介入で失敗。「ゴッドソウル」を発動してウェンディたちを圧倒するが、ウルティアによって第三魔法源を解放したシェリアの滅神魔法の前に敗れ拘束された。その後は牢に捕虜として捕われていたが、「ユニバースワン」発動の影響で抜け出し、ラーケイドに助けられる。「スプリガン12」再集結の際には、イシュガルの魔導士への復讐心から今までと一転して自分と同じく捕まったブランディッシュに強い仲間意識を抱く。しかし、心変わりした彼女に失望し手にかけ、その原因となったルーシィをナツ共々捕え拷問しようとするが、自分の止まった時の中でENDの力が目覚めたナツに一瞬で倒され、その恐怖から呆然としていた。アイリーンの死後、ブランディッシュの魔法で小さくされ目を覚ましたナツに怯えていた。
『100YEARS QUEST』では、戦争でのトラウマから戦いが嫌いになってしまい、農園で静かに暮らしている。性格も穏やかとなっており、好戦的な性格は完全に失った模様。
- 接収（テイクオーバー）
  - ゴッドソウル - 時の神クロノスと一体化した状態で、髪が逆立ち黒ずんだ体に黄色い紋様が現れた姿になる。想像を絶する魔力を持ち、巨大な爆発を起こしたり指先からレーザーを撃つことができる。元々ミルディアンに祀られていたクロノスをその末裔たるディマリアが接収したもの。
    - アージュ・シール - 時を封じ、その止まった時間の中で自分だけが動ける魔法。発動時には歯をカチカチと鳴らす。本人曰く「絶対に負けない最強の魔法」で、これまで神速の剣技のように見えていたのも、実際はこの魔法によって封じられた時の中での出来事だった。
    - アージュ・スクラッチ - 「ゴッドソウル」時に使用。相手の体に刻まれた痛みを思い出させる。

  - オーバーフロー - 放射エネルギーの衝撃波を放ち、半径内のあらゆるものを破壊する。
  - 神速の刃（しんそくのやいば） - 相手を斬って傷つけるための小さな刃。

ゴッドセレナ
声 - 興津和幸
「スプリガン12」の一人。聖十大魔道・イシュガルの四天王の一人（序列1位）。「八竜のゴッドセレナ」の異名を持つ。
鼻筋に傷があり、頭頂部から大きな2つの草が飛び出たような独特の髪型をした男性。背中には光背のような飾りを付けている。事実上、イシュガルの大陸最強といわれる魔導士だが、マカロフ曰く「残念な感じの男」で、大げさな決めポーズを取ってはその度にスルーされている。「ゴッドバイバイ」という独自の挨拶を使うことがある。
第二世代の滅竜魔導士だが、体内に8つもの魔水晶を埋め込んでおり、土・火・水・風・雷・石・光・闇の八属性の滅竜魔法を操ることができる。戦闘時には目の色が表裏逆転し、その実力はオーガストからも「ハイブリッドセオリー」「竜の神に愛された男」と評されている。
強者との戦いを好む戦闘狂で、自分の手でアクノロギアを倒すためにイシュガルを見限りアルバレス帝国側に寝返った。イシュガル侵攻時にはオーガスト、ジェイコブと共にボスコを制圧し、フィオーレ東方で待ち構えていたウォーロッドをはじめとする聖十大魔道を一人で圧倒した。直後、その場に突如現れたアクノロギアを前に歓喜するも、身構える間も無く右腹部を抉られ殺害された。「ユニバースワン」発動後は、「スプリガン12」を全員集めるべくナインハルトの「屍のヒストリア」によって召喚され、戦場に現れたギルダーツと交戦するが、彼に「生きてればそれなりの魔導士だったに違いないが、これ（ヒストリア）ではただのザコだ」と言われてしまうほど生前に比べて弱体化しており、ギルダーツの「破邪顕正 一天」によって遥か彼方に吹き飛ばされた。
『100YEARS QUEST』では、錬金術ギルド「ゴールドオウル」の一員として登場。
- 岩窟竜の大地崩壊（がんくつりゅうのだいちほうかい） - 大地の滅竜魔法。自身のいる場所以外の大地を崩壊させる。
- 煉獄竜の炎熱地獄（れんごくりゅうのえんねつじごく） - 火の滅竜魔法。強大な炎を纏ったパンチで大爆発を起こす。
- 海王竜の水陣方円（かいおうりゅうのすいじんほうえん） - 水の滅竜魔法。上から巨大な激流を発生させる。
- 暴風竜の吟風弄月（ぼうふうりゅうのぎんぷうろうげつ） - 風の滅竜魔法。口から強力な風のブレスを放つ。
- 暴風竜の嵐雪月花（ぼうふうりゅうのらんせつげつか）
- 金剛竜の堅城砕破（こんごうりゅうのけんじょうさいは） - 拳をダイヤモンド鉱石でコーティングすることで硬くしつつ相手を殴り、拳力を大幅に向上させる。
- 金剛の体（こんごのからだ）
- 閃光竜の輝石天界（せんこうりゅうのきせきてんかい）
- 竜神の牙（りゅうじんのきば）

アジィール・ラムル
声 - 手塚ヒロミチ
「スプリガン12」の一人。ヤジールの孫で元アルバレス小国の王子。別名「砂漠王」。右肩に国の紋章がある。
頭にバンダナを巻き、ワカメのような髪型をした褐色肌の男で、片方の目を細める癖がある。口癖は「いい（ぞォ、ねえ）!!」で、他の単語も「〜!!」と強調されることがある。「スプリガン12」の中でも好戦的であり、相手を見下してその無様な姿を見て喜ぶ残忍な性格をしている。
その異名の通り砂を操る魔法の使い手で、砂と同化する能力を持つ。自分が受けた武器を砂に還す、砂から大小様々な怪物を作り出す、巨大な津波状の砂嵐を発生させ触れた者の全水分を消滅させる、手で触れた者の水分を吸い取ることもできる。発射されたジュピターの弾を素手で拡散させるなど魔法以外の実力も高い。
ゼレフの手から逃れたマカロフを追撃するためにナツたちの前に現れるが、彼らの抵抗とラクサスたちの加勢で取り逃がす。イシュガル侵攻時には、西方から約50隻の空駆ける大型巡洋艦を率いて夜襲を仕掛け、戦いの先陣を切る。マグノリア上空でエルザと対峙し、マリンの影響で換装の調子が悪い彼女を追い詰めるが、発動した「砂の世界」の中でエルザの「明星の鎧」の光を見つけたビスカのジュピターの狙撃を受けた隙を突かれてエルザに倒された。「ユニバースワン」発動後は復活し、エルフマンとリサーナと交戦して敗北。祖父ヤジールの介入により、戦闘は中断された。
『100YEARS QUEST』では、ゼレフに代わる新たな王として擁立されている。
- 蟻地獄（ありじごく） - 巨大な流砂を発生させ、砂が相手に纏わりついて動きを封じながらのみ込んでいく。
- 砂の世界（サンドワールド） - マグノリア全域を包み込むほどの巨大な砂嵐を発生させる。
- 砂の剣（ラムル・セイフ） - 大量の砂の刃を相手に向けて撃ち出す。
- 砂の斧（ラムル・ファアス） - 砂で作りだした斧を持って相手を攻撃する。

ワール・イーヒト
声 - 北沢洋
「スプリガン12」の一人。別名「審判者」。両肩に国の紋章がある。
歯が尖り、顎に無精髭のような点がある機械族の細身な青年。普段は「アヒャヒャ」という下品な笑い声をするなどお調子者な性格だが、これは自ら「設定」している人格によるもので、状況に応じて異なる性格に上書きしている。
魔障壁系の魔法や魔障粒子を無効化する魔障キャンセラー。錬金術師である機械族のエリートを自称し、追尾式のミサイルや地面から錬金した銅と亜鉛で錬成した9mm弾、レールガンなどの兵器を生み出すことができる。機械の弱点である雷を克服する手段も会得しており、戦闘では相手の弱点を分析し、そこを突く戦法を取る。
マカロフとは面識がなく名前しか知られてなかった。普段は遠隔地から後述の人形を操っており、イシュガル侵攻時にはディマリア、ナインハルトと共にフィオーレ南方のハルジオン近海から攻め込み、ハルジオンを制圧した。フリードたちの仇を取りに来たラクサスと対峙し、彼の内臓が魔障粒子により侵されていることに気付きながらもその実力の高さから本気で襲い掛かるが、ラクサスが発動した「術式」を無効化する際に彼の体内の魔障粒子も消して回復させるという致命的なミスを冒し、人格設定が崩壊した状態で戦うも全力の一撃を喰らい破壊された。「ユニバースワン」発動後は、「スプリガン12」を全員集めるべくナインハルトの「屍のヒストリア」によって召喚され、駆け付けたミネルバと対峙するが、ナインハルトがナツに倒されたことで、ミネルバに敗れた後、消滅した。
- 超長距離対物魔導砲（ちょうちょうきょりアンチマテリアルまどうほう） - 400km以上先の標的を狙える巨大なレーザー砲を生み出す。
- アサルトモード - 全身を強化外骨格で覆って魔力融合炉を点火し、背中に2つのスラスターがあるスマートな外見のロボットになった状態。掌から空を焼くほどのエネルギー弾を放ち、腕に付いたブースターでパンチ力を強化できる他、ミサイル・対物レーザーなども装備しエーテリオンも使用できる。

ワール・イーヒト（人形）
声 - 北沢洋
ワール本体が操る機械族の人形。
栗のような頭の目つきの悪い男の姿をしている。丁寧な口調で話し、語尾に「〜なれば」と付ける。本気で戦う時は背中に2本のマフラーがあるロボットに変形し、兵器を生み出せない以外は本体と同様の能力を持つ。
イシュガル侵攻時には、フリードの「術式」に穴を開けて易々と西からマグノリアに侵入した。「術式」を解除すべくカルディア大聖堂に赴き、そこで「雷神衆」や一夜を圧倒するが、ナツたちが西の兵を全滅させたことで戦いに専念したフリードと一夜に破壊された。敗北後、「雷神衆」を道連れにする形で自爆した。
- 弱点特効兵（ウィークネス） - 相手の弱点を解析し、その弱点を突く能力を持つ兵を作りだす魔法。ただし、あまりにも弱点が多すぎる相手に対しては能力を絞り込めないという欠点があるばかりか、戦う相手を入れ替えることで逆に能力の弱点を突かれてしまうことがある。
- ボルテックスチャージ - 雷属性の魔法を自らのエネルギーに変換・強化させ、背中に6本の触手状のホースがあるロボットに変形する。

ブラッドマン
声 - 松田健一郎
「スプリガン12」の一人。別名「死神」。
黒衣と鎧を纏い、赤い肌を持つ大男の姿をしたエーテリアス。その体は魔障粒子で形成されており、魔導士を魔力欠乏症に陥らせたり即死させることができ、体を霧のようにして相手の攻撃を無効化したり、腕を伸ばして攻撃することも可能。ガジル曰く「大した魔力ではない」らしいが、それは使用するのが魔法ではなく呪法であるためで、「九鬼門」の用いるあらゆる呪法を使うことができる。また、「印」と言われる能力の段階があり、「第一の印は魔障粒子にて魔力を奪い、第二の印は骸の畑にて黄泉への扉を開く、第三の印は死神が命の審判を下す」とし、第三の印まで解放することで魔障粒子が全身から噴き出した姿へと変貌し、召還した大量の髑髏を操ることができる。
マカロフとは面識がなく名前しか知られてなかった。イシュガル侵攻時にはアイリーン、ラーケイドと共にフィオーレ北方から攻め込み、「青い天馬」「剣咬の虎」を全滅に追い込んだ。その後、駆けつけたガジルと対峙し、「九鬼門」を超える呪法で苦しめるが、魔障粒子と同化して「鉄」となったガジルに敗北。死ぬ間際にガジルを黄泉の世界へ道連れにしようとするが、直後にアイリーンの「ユニバースワン」が発動して失敗に終わる。「ユニバースワン」発動後は、「スプリガン12」を全員集めるべくナインハルトの「屍のヒストリア」によって召喚され、駆け付けたローグと対峙するが、ナインハルトがナツに倒されたことで、ローグに敗れた後、消滅した。
- 爆螺旋（ばくらせん） - ジャッカルの技。地面からの爆風で攻撃する。
- 天下五剣 鬼丸（てんがごけん おにまる） - エゼルの技。強力な十字型の斬撃を繰り出す。
- 天地晦冥（てんちかいめい） - トラフザーの技。広範囲に毒の黒い水を展開させる。
- 氷魔の激昂（ひょうまのげきこう） - シルバーの技。口から広範囲に冷気を放つ。
- オーバースケルター - 第三の印を解放することで大量の髑髏が襲い掛かる九鬼門を超えた呪法。

ナインハルト
声 - 大西弘祐
「スプリガン12」の一人。両肩の肩当てに国の紋章がある。
胸に二つの薔薇が刻まれた緑色の甲冑を着た痩身の優男。ディマリアには「協調性なし」と呼ばれ、召集時に宮殿には来ていたが姿を現さなかったため、ゼレフの命令に逆らったとして「『スプリガン12』の名折れだ」とインベルにも批判された。
マカロフとは面識がなく名前しか知られてなかった。イシュガル侵攻時にはディマリア、ワールと共にフィオーレ南方のハルジオン近海から攻め込む。自らは動かず、アルバレスの船に乗り込んできたエルザたちに魔法で今まで戦ってきた敵を具現化して重傷を負っていたエルザを追い詰めるが、彼女の気迫で「ヒストリア」が恐怖・消滅したのを見てエルザがアイリーンの娘であることに気付く。エルザが傷つけられたこと知ったジェラールの怒りを買い、「七星剣」に敗れた。「ユニバースワン」発動後は、アイリーンによって己の魔力を超えた力を付加されナツたちと交戦し、ブランディッシュの魔法すらも効かないほど強化されたカマイタチを操りナツたちを苦しめるが、それでも諦めずに立ち向かうナツの前に敗れ去った。
『100YEARS QUEST』では、ゼレフの死に伴う休戦後も再び戦争を仕掛けようとしたため、インベル共々投獄されている。
- 屍のヒストリア - 人々の心を見てその記憶からこれまで戦ってきた強敵の記憶を呼び起こし具現化する。幻ではなく記憶を基に作りだした生命なので人格を持ち魔法も使える。しかし原型が記憶であるが故にその記憶の持ち主への恐怖が再び呼び起こされると消滅する。この魔法の対象に人間か否かの区別は無くエーテリアスの具現化も可能で、効果範囲もハルジオン全域に広がるほど。

ジェイコブ・レッシオ
声 - 田村真
「スプリガン12」の一人。
目の濃いクマと生やした青髭が特徴の男。額に髑髏マークがあり、手袋を嵌めている。非常にキレやすい性格で、目の前の相手を躊躇なく殺そうとする冷酷さや攻撃を受けると怒り出す短気さも併せ持つが、女性の裸を直視できないほど純情な性格でもある（その時はとても個性的な顔になる）。他の「スプリガン12」と異なり部下は一人もいないが、その分自分の意志で身軽に動ける。
暗殺魔法の天才と呼ばれる人物であり、格闘技も修得している。本来の暗殺者は目立たないよう隠密行動を取るのが基本だが、彼の手にかかると対象や目撃者の方が隠れてしまう（存在しなくなる）ため堂々と姿を晒しても平気である。ナイフや鞭を武器に使う。
イシュガル侵攻時にはゴッドセレナ、オーガストと共にボスコを制圧し、フィオーレ東方から攻め込む。オーガストの力でウォーレンの魔導レーダーから姿を消して「妖精の尻尾」の前に現れ、メンバー113人を「トランスポート」で人質に取りメイビスを痛めつけるが、ホロロギウムの機転で逃れたルーシィや復活したナツと対峙。怒って捕らえた「妖精の尻尾」メンバーを順番に殺そうとするが、ルーシィからその中にブランディッシュとマリンもいることを聞かされ、彼女らを出した際にマリンに変身したジェミニの「空間の掟」でマカロフたちを解放されてしまう。マカロフによってギルドの外まで殴り飛ばされ、同じく飛んできて「モード炎竜王」を発動したナツに敗れた。「ユニバースワン」発動後は復活し、ミラジェーンと対峙する。服が破けて肌を露出していた彼女を直視できず自ら目を閉じることで追い詰めていくが、結局はそれが仇となってアイリーンの死後に倒された。
『100YEARS QUEST』では、ゼレフに代わる新たな王として擁立されたアジィールを支えている。
- トランスポート - 空間魔法の一種。大勢の相手を一瞬で死の狭間に送り込み、やがて死に至らせる。発動時には両手を合わせる必要があるが、間に何かを挟まれると使用できない。
- ステルス - 完全透明迷彩の魔法。自分や武器などの物体を視えなくしたり、視えないものを見通すことができる。視えていないだけで実体は存在し、光属性の魔法で居場所を割り出される弱点がある。本来「妖精の尻尾」の紋章がない者には感知できないはずのメイビスも感知・攻撃した。

### アルバレス帝国軍
マリン・ホーロウ
声 - 山口智広
ブランディッシュ隊所属の魔導士。
額に眼鏡とバンダナを付けた背広姿の男。ブランディッシュをはじめとした女性には「合格」と称して愛想よく接するものの、男は「不合格」として口汚く罵る。当のブランディッシュからはペット扱いされている。一人称は女性には「あっし」、男性には「オレ様」。空間魔法のスペシャリスト。
ブランディッシュと共にカラコール島を訪れ、「空間の掟」を破ったルーシィとエルザを自身のくつろぎ空間に閉じ込める。メストを倒しナツとグレイを追い詰めるが、興が冷めたブランディッシュにルーシィたちの解放を命じられた挙句、仲間に手を出されて怒るナツとお相子にするためにブランディッシュに消された。しかし、実際は彼女の魔法で虫ほどのサイズになっていただけであり、イシュガル侵攻時にはその状態でブランディッシュと共にルーシィの家の風呂場に現れ、彼女に踏みつけられて気絶した。ブランディッシュが捕えられた後は元の大きさに戻り、「妖精の尻尾」への潜入を図る。しかし、その目的はブランディッシュの救出ではなく、自分を散々こき使ってきた彼女を「あんたはもう不合格」と見限り殺そうとするが、ルーシィたちに見つかり拘束された。
- 空間の掟 - 他の空間系の魔法を無効化したり、別の場所に瞬間移動することができる魔法。自分の前で空間魔法を使った女性をくつろぎ空間（エルザ曰く「悪趣味な部屋」）に引きずりこむことも可能。

カリーム
声 - 神尾晋一郎
アジィール隊所属の魔導士。
アラブ風の服装で特徴的な顎鬚を生やした細身の男。普段は無表情で、軍人として与えられた任務をこなそうとする。
イシュガル侵攻時には、西の丘からマグノリアに進軍するがナツ、ガジル、ウェンディの奇襲を受け、ガジルに倒された。その後も意識はあったがナツたちの予想外の実力に驚愕し「やられた振り」をしようとした。

バクル
声 - 木内太郎
アジィール隊所属の魔導士。
縦縞模様のマフラーで目を隠している大男。左口元には2本の傷、胸には目の刺青がある。細かいことは考えない性格で、大笑いしている。手加減していたとはいえ、ナツの攻撃に耐えうるパワーを持つ。
イシュガル侵攻時には、西の丘からマグノリアに進軍してナツと対決する。一度倒されてなお襲い掛かるが、逆にアジィールのいる上空の船まで殴り飛ばされた。
名前がしばし「バケル」と誤字されている。

四紋騎士（しもんきし）
ナインハルト隊所属の4人の魔導士。
全員が甲冑を着ており、鉄球を武器に持つ大男とランスを武器に持つ目を髪で隠した男、顔に刺青と傷がある男とトゲの付いた甲冑を着た男がいる。
イシュガル侵攻時には、前述の2人はナインハルトのもとに向かうエルザとカグラの前に立ちはだかるが一蹴され、後述の2人もエルザたちを襲おうとしてジェラールに倒された。

ジュリエット・サン
声 - 二ノ宮愛子
アイリーン隊所属の魔導士。
スカートの付いた白いコートを着て、オレンジ髪をツインテールにしたタレ目の少女。ぶりっ子な性格で、直属の上官ではないとはいえアイリーン以外の「スプリガン12」を呼び捨てにしている。肌を焼く粘液を飛ばす魔法を使う。その正体は人間ではなく、同様の魔法を持つ白の剣がアイリーンに人格を付加され擬人化した存在である。
イシュガル侵攻時にはフィオーレ北方から攻め込み、「魔女の罪」が現れたことで前線に向かうが、アイリーンの「ユニバースワン」により別の場所に配置され、「妖精の尻尾」との戦いに参戦。ハイネと共にミラジェーンを狙う。ハイネとの連携で追い詰めるが、「ミラジェーン・アレグリア」になった彼女に倒され、剣に戻った。

ハイネ・ルナシー
声 - 塙真奈美
アイリーン隊所属の魔導士。
網目が入った黒い全身タイツとマントを身に纏い、頭にバンダナと月を模した装身具を着けているくノ一のようなツリ目の少女。真面目な性格で「バカ」が口癖だが、相手によっては無礼な態度を取る。電気を流せる特殊な長い紐を操る魔法を使う。ジュリエットと同じく魔法を持つ黒の剣が人格を付加され擬人化した存在である。
イシュガル侵攻時にはフィオーレ北方から攻め込み、「魔女の罪」が現れたことで前線に向かうが、アイリーンの「ユニバースワン」により別の場所に配置され、「妖精の尻尾」との戦いに参戦。ジュリエットと共にミラジェーンを狙う。ジュリエットとの連携で追い詰めるが、「ミラジェーン・アレグリア」になった彼女に倒され、剣に戻った。

## 竜
イグニール
声 - 柴田秀勝
ナツに滅竜魔法や言葉、文化を教えた火竜。
顔の右側や胸に傷がある赤い竜。種族は違えども友人であるゼレフから預けられたナツには確かな愛情を注ぎ、メタリカーナからも「彼ほど勇敢で人間を愛した竜はいない」と評されており、400年前は人間を敵対視しない珍しい竜だった。一人称は「オレ」「ワシ」で、ナツと同じく「燃えてきた」と発言する場面も存在する。かつては「炎竜王」と呼ばれており、放つ炎のブレスは山をも吹き飛ばす威力を持つ。
かつてアクノロギアの滅竜魔法で他の四頭の竜と共に魂を奪われて弱体化し、アクノロギアを倒すための計画として「自分たちの延命」「滅竜魔導士の竜化を防ぐ抗体を作る」「アクノロギアを倒す機会を窺う」という3つの目的でナツの体の中に魂竜の術で自らを封じ、エクリプスで共にX777年7月7日の未来に送られた。この時はグランディーネの来訪を禁じる、人間への干渉を嫌うなど外界とのコンタクトは全くみられなかった。
「冥府の門」との戦いでアクノロギアの出現に伴いナツの体から姿を現した。その後、ナツに全てを話す代わりにENDが封印された本をマルド・ギールから奪うよう依頼する。アクノロギアとの戦いでは彼の左腕を食い破るも自身は逆に左半身を失う重傷を負った挙句、ブレスで止めを刺された。敗北後、この世にいる限界が来て昇天するが、悲しむナツに対し「未来を語れ、それが生きる力だ」と言い残し、ナツに自らの魔力を託した。
- 炎の滅竜魔法
  - 火竜の鉄拳（かりゅうのてっけん）
  - 火竜の咆哮（かりゅうのほうこう）
  - 火竜の鉤爪（かりゅうのかぎずめ）

- 念話（テレパシー）
- 魂竜の術（こんりゅうのじゅつ）

メタリカーナ
声 - 伊丸岡篤
ガジルに滅竜魔法を教えた鉄竜。かなり我侭な性格。
全身が鋼鉄で出来たような銀色の竜。イグニールが姿を消した日と同日にガジルの前から姿を消した。実はイグニールと同じ目的でガジルの体の中に存在しており、ナツと同様にアクノロギアの出現に伴いガジルの体から姿を現しフェイスを破壊した。その後、ガジルに「目つきが悪い」と評しながらも彼に別れを告げ昇天した。
- 魂竜の術（こんりゅうのじゅつ）

グランディーネ
声 - 津田匠子
ウェンディに滅竜魔法を教えた天竜。
体が白い羽で覆われた竜。ウェンディによると人間が好きだった模様。
イグニールが姿を消した日と同日にウェンディの前から姿を消した。楽園の塔事件について一部始終知っており、ゼレフについても何か知っている模様。平行世界の同一存在であるポーリュシカに魔法で心に話しかけ、いつかウェンディの下に届くことを願い滅竜奥義を伝えた。
実はイグニールと同じ目的でウェンディの体の中に存在しており、ナツと同様にアクノロギアの出現に伴いウェンディの体から姿を現しフェイスを破壊した。その後、悲しむウェンディに「愛してる」と言い残し彼女に別れを告げ昇天した。
- 魂竜の術（こんりゅうのじゅつ）

バイスロギア
声 - 安元洋貴
スティングに滅竜魔法を教えた白竜。
長い髭を生やした老人のような竜。スティングが「殺した」と発言していたが、実際には彼が滅竜魔法を習得したことを示すために自らスティングの手に掛かることを選んだ。しかし、本当は「竜を殺した」という記憶と実績を与えるためスティングの記憶を改ざんしただけで、彼の体の中に存在しており、ナツと同様アクノロギアの出現に伴いスティングの体から姿を現しフェイスを破壊した。その後、スティングに別れを告げ昇天した。
- 白の滅竜魔法
  - 白竜の幻（はくりゅうのまぼろし） - 人間の記憶を自在に操る。

- 魂竜の術（こんりゅうのじゅつ）

スキアドラム
ローグに滅竜魔法を教えた影竜。
目が赤く体色が黒い竜。ローグが「殺した」と発言していたが、実際には病を患っておりローグはその介錯をした。しかし、本当は「竜を殺した」という記憶と実績を与えるためローグの記憶を改ざんしただけで、彼の体の中に存在しており、ナツと同様にアクノロギアの出現に伴いローグの体から姿を現しフェイスを破壊した。その後、ローグに別れを告げ昇天した。
- 影の滅竜魔法
  - 影竜の幻（えいりゅうのまぼろし）

- 魂竜の術（こんりゅうのじゅつ）

アトラスフレイム
声 - 松山鷹志
イグニールと友の関係にあった炎竜。
全身が炎で出来ており、「獄炎」という強力な巨人の炎を操る。イグニールに育てられたナツからは「オッチャン」と呼ばれている。
未来のローグの策略によって開かれたエクリプスの扉を通り、400年前の時代からやって来た七頭の竜の内の一頭。ラクサスや雷神衆と戦い、途中で乱入してきたナツに自分の炎を食われて憤慨するが、それが切っ掛けでナツからイグニールと同じ雰囲気を感じ取り、未来のローグの「操竜魔法」による服従効果を振り切った。以降はナツに協力し、未来のローグと戦う彼を援護した。エクリプスの破壊後は、ナツを忘れないことを誓い他の竜共々元の時代に帰って行った。
現代ではその思念は「永遠の炎」となって自らが創った太陽の村の守り神として巨人たちに崇められていたが、「冥府の門」のシルバーに村ごと氷漬けにされていた。ナツらによって氷を溶かされ、ENDの話をして消滅した。
- 獄炎の滅竜魔法
  - 獄炎竜の咆哮（ごくえんりゅうのほうこう）
  - 炎の体（ほのおのからだ）
  - ファイアスピン - アニメ193話で登場。

ジルコニス
声 - 黒田崇矢
翡翠の竜。
顎に2本の角がある翡翠色の竜。人間を毛嫌いし、餌としか思っていない（男性よりも女性のほうが好物）。ブレスで相手の服だけを消し飛ばすことができる（本人曰く「人の尊厳を奪う類の魔法」）。
人間と共存の是非を巡った竜王祭でも反対派として参加し、他の竜同様アクノロギアの手によって殺された。ウェンディの「ミルキーウェイ」によりドムス・フラウ地下の竜の墓場にさまよっていた残留思念から呼び出された。ナツたちに400年前の戦争の真実を告げるも、肝心の部分を言う前に成仏した。大魔闘演武の後、未来のローグの策略によって開かれたエクリプスの扉を通り、400年前の時代から他の六頭の竜と共に出現。ウェンディやミラ、後に駆けつけたラクサスたちと戦う。エクリプスの破壊後は、元の時代に帰る直前に悪あがきをするが、ヒスイに「翡翠の竜」と諭されたことに半ば納得しながら帰っていった。
- 翡翠の滅竜魔法
  - ミールプレプ - 口から大量のエネルギー光線として放出される。

マザーグレア
声 - 下山吉光
金剛の体を持つ竜。
腹部から無数の卵を投下し、そこから小型の竜を生み出す能力を持つ。
エクリプスの扉を通り、400年前の時代からやって来た七頭の竜の内の一頭。未来ローグを背中に乗せ、ナツやアトラスフレイムと戦う。
- 金剛の滅竜魔法
  - 金剛の体（こんごうのからだ） - ダイヤモンドの鱗を強化し、自動的に防御力も一貫して強化する。
  - 金剛竜の顎（こんごうりゅうのあぎと）
  - 金剛竜の咆哮（こんごうりゅうのほうこう） - 口から金剛のブレスを放つ。

岩の竜
声 - 関口英司
本名不明。
全身が岩で出来た竜。嗅覚が優れている他の竜と違い、鼻が無いのが特徴。ジルコニスと同じく人間を見下している。
エクリプスの扉を通り、400年前の時代からやって来た七頭の竜の内の一頭。「青い天馬」を圧倒し、乱入してきたコブラと戦った。

黒い竜
本名不明。
両腕と翼が一体化しているのが特徴で、現れた竜の中で唯一言葉を話さなかった。
エクリプスの扉を通り、400年前の時代からやってきた七頭の竜の内の一頭。自らに向かってきた魔導士たちを圧倒し、ガジルと戦った。

リヴァイア
声 - 川原慶久
体の至る所にヒレのようなものを生やしている竜。
エクリプスの扉を通り、400年前の時代からやって来た七頭の竜の内の一頭。未来のローグから現在のローグの捕獲任務を言い渡され、彼を言葉巧みに追い詰める。

シザーランナー
額と顎に角を生やしており、名前の通り鋏のような形状をしている竜。好戦的な性格。
エクリプスの扉を通り、400年前の時代からやって来た七頭の竜の内の一頭。スティングと戦い、その最中にリヴァイアと合流する。

ベルセリオン
声 - 桐本拓哉
400年前、アイリーンと共にドラグノフ王国を治めていた賢竜。
アイリーンの亡き先代に命を救われた恩義からアイリーンに仕えており、自分の生涯をかけて彼女を守ると決めている。アラキタシアの竜から人間を守るため竜王祭を繰り広げ、戦況を変えるためにアイリーンの付加術で自らの力を滅竜魔法として彼女に与え、戦場でアイリーンやその夫に看取られながら命を落とした。

アクノロギア
声 - 鳥海浩輔
「闇の翼」と呼ばれる漆黒の竜。
体には不気味な紫色の模様が全身にある、ゼレフ曰く「時代の終わりを告げる黒き竜」。他の竜同様高い知性を有しているが、人間を虫ケラとしか考えていないため当初は言葉を話さず、イグニールとの戦いで初めて口を開いた。一人称は「我」で、性格は極めて残忍かつ激烈。
ブレスは天狼島を消滅させるほどの威力を誇り、黙示録にはかつて国一つを滅ぼしたと示されている。その気になれば世界を支配できる力を持っているといわれているがそれはせず、ゼレフからは「小食」と称されている。
その正体は400年前に起きた人間との共存を巡る竜族間の戦争・竜王祭で、共存派の竜に滅竜魔法を与えられ、最終的に竜の王になった滅竜魔導士である。ジルコニスによれば力をつけ過ぎたことで共存派の竜まで殺し、竜の返り血を浴び続けた結果、肉体が竜に変化してしまったらしい。元々の人間としての姿は、黒いマントを纏い長髪で体中に紋様がある褐色肌の男性。
属性がなく、あらゆる魔法を食べることができる。また、詳細は不明だが、グランディーネによると「魂」を抜き取る滅竜魔法を使うらしい。一方で、滅竜魔導士特有の乗り物酔いもあり、後述の最終決戦では、これがアクノロギアの突破口となっている。
当初は霊峰ゾニアにてギルダーツを奇襲。後に天狼島に出現し、ナツたちに攻撃を仕掛けた（その際、ギルダーツを奇襲した時は力を出しておらず「遊んで」いた）。ナツたちと「冥府の門」との戦いでは、ENDを破壊するために現れナツの体から出現したイグニールと戦う。彼との死闘の末、左腕を食い破られながらも勝利し再び姿を消した。
X792年には人間の姿でどこかの洞穴に潜伏して傷を癒していた時にゼレフと再会し、彼との会話から久々に本気を出せる時が来ることを知ると不敵な笑みを浮かべ、「妖精の尻尾」とアルバレス帝国との戦いでは「竜の王である自分が全てを喰らってやろう」と竜の姿に変化し人知れず動き出す。フィオーレ東方のゴッドセレナと聖十大魔道との戦いに突如として乱入し、自分を倒そうとするゴッドセレナを人間の姿のまま撃破する。その後は「完全なる滅竜」を目指し残りの滅竜魔導士の元へ向かう。再び霊峰ゾニアに赴き、ガジルがブラッドマンに吸い込まれた後アイリーンと戦うが、彼女が発動した「ユニバースワン」でどこか遠くに飛ばされた。アイリーンの死後、「ユニバースワン」が解けたことでマグノリアのフェアリーヒルズに飛ばされたエルザとウェンディの前に現れ、アイリーンが滅竜魔法の創造者であることに気付いて「我の罪」として彼女の遺体を傷つける。
最終決戦では、時の狭間を自らのものとし、肉体と精神を分離。肉体は現実世界で竜の姿となり、精神は時の狭間で人間態の姿となる。現実世界で竜のほうを暴れさせ、時の狭間では、ナツたち滅竜魔導士チームを召喚・交戦。竜がグレイとリオンが造形した氷の船に乗せられたところにルーシィを中心とした大陸中の人々の魔力による「妖精の球」を受けた影響で精神体が暴走。ウェンディの付加で滅竜魔導士の力を結集したナツの七炎竜の力に敗北。ナツこそが「王に相応しい」と告げながら消滅した。
アニメ版では、人間時代のエピソードが掘り下げられ、元々はプロトン・アクノロギアの主治医のドクターだったが、プロトンが敵になったことにより、自身も変貌。竜を殺し続けるうちに自分の本当の名前を忘れてしまったが、竜への憎しみを忘れないためにアクノロギアの名を引き継いだ。竜と共存、あるいは服従する人間に対しても危害を加えていたが、人間という種への慈しみは僅かに残っており、竜との戦いに巻き込まれた少女（後のソーニャ）を悼んでいた。
- 滅竜魔法 (めつりゅうまほう）
  - 竜の咆哮（りゅうのほうこう）
  - エターナルフレア
  - 終焉の力（しゅうえんのちから） - 手のひらから破壊的なエネルギー爆発を作成する。

- 時の魔法（ときのまほう）
- 治癒魔法（ちゆまほう）

プロトン・アクノロギア
先代のアクノロギア。アニメオリジナルキャラクターを参照。

## 星霊
星霊王（せいれいおう）
声 - 若本規夫
星霊界の最高権力者。
見上げるほどの巨体で立派な髭を生やしており、その姿を見たルーシィからは「ヒゲオヤジ」と呼ばれた。星霊界の司法を司る。一人称は「余（よ）」で、星霊魔導士を始めとする人間のことを「古き友」と呼ぶ。星霊の王というだけあってその人格も髭に見合うだけの立派なもので、エルザに「お前」呼ばわりされても怒ることない優しく豪快な王様である。
星霊界最強の星霊で、契約者との絆の深い黄道十二門の星霊の鍵を犠牲にする「代償召喚」を行うことで人間界に召喚される。星が刻まれた大剣を武器に持ち、一撃で冥王獣を破壊するほどの実力を持つ。
人間界に姿を現すことは滅多にないが、ルーシィが消え行くレオ（ロキ）を前に星霊界の法に関する疑問を呈したことで人間界に現れ、レオの罪を免罪とし、ルーシィの力になることを条件に特例的に星霊界への帰還を認めた。
7年の間「妖精の球」による防御結界に閉じ込められていたルーシィと仲間たちを気遣って宴を催すが、人間界と星霊界の時間の流れの違いからその思いは結果的に仇となってしまった。「冥府の門」との戦いではアクエリアスの鍵による代償召喚によりルーシィに召喚させられる。マルド・ギールと戦い、「ギャラクシアブレイド」で彼の「喜び」を解き「妖精の尻尾」のメンバーを解放した。
アニメオリジナルストーリー「日蝕星霊編」では、エクリプスの影響で暗黒の物体が人型となったかのような不気味な姿へと変貌し、理性なく暴れ回るその姿から「星霊獣」と評された。しかしこの姿は本体ではなく、星霊獣の体内に広がる広大な空間の中核に星霊王本体が捕われている。周囲の物を無差別に吸収し相手を星座へと変えて捕える光線を放つ他、状況に応じて身体の形状を変化させることができる。星霊界に乗り込んできたナツたちと交戦し、体内に侵入したナツが中核を破壊し星霊獣を倒したことで星霊王本体も解放され、同時に星霊界と黄道十二門の星霊たちも元の姿に戻った。日蝕星霊となっていた間の記憶は残っていなかったが（黄道十二門の星霊たちも同様）、自分たちと星霊界を救ってくれたことを感謝した。
- メテオブレイド - 大剣を振り下ろし、大地を一刀両断する。
- ギャラクシアブレイド - 大剣を上空に掲げ、発した輝きで呪法を解除する。

ニコラ
声 - 後藤沙緒里
子犬座の星霊。愛称はプルー。契約者はルーシィ。火曜〜日曜に呼び出せる（その後、いつでも呼び出せるようになった）。
容姿は丸い顔・角の形をした鼻・白い体色・円らで黒い瞳をしている。鳴き声は「プーン」いつも震えており、踊りを得意としている。体質面では風呂に入ると身体がしおれる。
ニコラは星霊の中では最多の数であり、個体ごとに顔つきと体色は異なる。特殊能力はないが、召喚・維持のための魔力消費量が少ないことや容姿から愛玩用として人気が高い。そのため、日常生活の多くで召喚されており、プルーもルーシィの良きパートナーとなっている。
アニメ版ではカーチャと契約したニコというニコラも登場。
モデルは作者の前連載作『RAVE』のマスコットキャラクター・プルー。前述のように本作のプルーは特殊能力がないことから戦闘に携わることは皆無に等しいが、それを逆手にとって召喚されたこともある。

リラ
声 - 中島愛
琴座の星霊。契約者はルーシィ。第2水曜や第3木、金曜に呼び出せる。
ハープを持ち歩く歌の名手である少女の姿をしている。聴く者の心情を歌い、明るく思慮深い。あまり呼んでもらえないことを不満に思っているが、呼べる日は月に3日程度しかなく、3日しか呼べないという事実をリラ自身が忘れていたらしい。

クルックス
声 - 木村雅史
南十字座の星霊。通称クル爺。契約者はルーシィ。
十字架状の髭と頭が特徴の老人の姿をしている。「ほマ」が口癖。星霊学のスペシャリストで、星霊界と人間界を繋ぐ門の情報を全て持っている。そのため、過去にどんな星霊魔導士が何の星霊を呼び出したのか知ることができる。眠りながら情報を検索するが、単純に寝てしまっている時もある（ルーシィはこれを判別できるが、ハッピーはできない）。

ホロロギウム
声 - 川鍋雅樹
時計座の星霊。契約者はルーシィ。月曜〜土曜に呼び出せる。
柱時計のような形をしている。言葉遣いは丁寧で口癖は「…と申しております」。世界中の時間を教えてくれる他、ホロロギウムの中に入り外敵や空間などに作用する魔法から身を守ることも可能（中に入っている間は声が外に届かないため、ホロロギウムが代わりに話してくれる）。
エドラス編では「妖精の尻尾」のギルドがアニマに吸い込まれた際、ルーシィだけでも助けるべく自身の魔力で現れ、彼女を守った。天狼島編ではハデスの攻撃からウェンディを救っている。

カエルム
彫刻具座の星霊。契約者はエンジェル。
機械のような容姿をしており、砲台や剣などに変形することが可能。
「連合軍」と「六魔将軍」の戦闘においてエンジェルの命令で、レオをアリエスごと倒す。アニメではルーシィの星霊に対する愛情に心動かされ、わざと攻撃を外した。
アニメオリジナルストーリー「星空の鍵編」ではカーチャの契約星霊としても登場しているが、上記のカエルムと同じ個体かは不明。見張りとしてカーチャに呼び出されるも、レーサーにあっさりと倒される。

ピクシス
声 - 伊瀬茉莉也
羅針盤座の星霊。ルーシィの契約星霊。
頭に方位磁石が付いた鳥のような姿をしており、方角を正確に探知することが可能。
大魔闘演武予選にて迷路攻略のために呼ばれたが、エルザがコンパスを持参していたため役に立たなかった（アニメではその後活躍するシーンが追加され、前記の件でエルザを恐れていた）。

オフィウクス
声 - サウンドエフェクト / 田野アサミ（日蝕星霊）
蛇遣い座の星霊。契約者はユキノ。
巨大な蛇の姿をしている。十三番目の扉で黄道十二門をも凌ぐと言われる未知の星霊。他の黄道十二門でない星霊と異なり、鍵の色が銀色ではなく黒色になっている。
アニメオリジナルストーリー「日蝕星霊編」ではエクリプスの影響で容姿が大幅に変わり、常に人間の看護婦の姿をしているが、正体を現した時は人間と大蛇が一体化した姿となっている。語尾に「〜でナース」を付けて喋るのが特徴（真の姿の時は標準語となっている）で、看護婦であるにもかかわらず健康な人間を痛めつけるのを好むサディスト（本人曰く「暴力ナース」）。二つの姿で戦い方が異なり、人間の時は巨大注射器を始めとした医療器具を使った攻撃を得意とし、真の姿ではオカリナの音色で相手の攻撃や行動を操る他、音波で相手に直接攻撃する。アストラル・スピリタス自体が彼女の体内であり、これらの空間の番人でもあるため、空間内を自由に操作することもできる。黄道十二門の星霊たちが次々と強制閉門されたため、ロキを追うナツたちの前に現れ交戦するが、ロキが再び現れたため真の姿となり、強制閉門されたロキに代わりリベラムを遂行する。その真の目的は星霊獣と化した星霊王にさらなる力を与えることであり、実際に黄道十二門はそのために影で操られていたにすぎなかった。星霊王がエクリプスの影響で正気を失っていたにもかかわらず、力を欲する星霊王のためにリベラムによる強化を目論むが、ナツたちによってアストラル・スピリタス諸共倒され、星霊界へと送り帰された。星霊界へ帰された後は星霊獣に吸収され星霊王本体を捕える鎖に変えられていたが、ナツたちが星霊獣を倒したことで解放され、元の姿に戻った。

ポラリス
アニメオリジナルキャラクター。詳細は星霊（日蝕星霊編）を参照。

デネブ
アニメオリジナルキャラクター。詳細は星霊（日蝕星霊編）を参照。

フェニックス
スピンオフ『ブルー・ミストラル』に登場。鳳凰座の星霊。
コートを着た美青年の姿をしており、病や怪我だけを焼き払い浄化する炎を操る。性格は尊大で契約者の指示にすら従わないひねくれ者で、言うことを聞かせるにはおだてる必要がある。

### 黄道十二門
アリエス
声 - 成田紗矢香
白羊宮の星霊。契約者はカレン→エンジェル→ルーシィ。
羊の角を生やし、モコモコの服を着た美女の姿をしている。星霊の中ではロキと親しい。「すみません」が口癖で、いつもオドオドしていて内向的な性格だが星霊の誇りは忘れない。
元は「青い天馬」のカレンの契約星霊で、彼女が男に言い寄られる度に代わりに接待をさせられ、攻撃を防ぐための盾にされるなど、彼女から酷い扱いを受けていた。カレンがボブに忠告された際に、それは彼女がボブに吹き込んだのだとカレンは思ったため、星霊界に帰れなくなりそうになるが、レオの助けにより救出される。
カレンの死後に彼女との契約が切れるも、「六魔将軍」のエンジェルに鍵を奪われてしまい、カレンの時以上に酷い仕打ちを受けていた。「連合」と「六魔将軍」の戦闘において止むを得ずロキと戦うも、エンジェルによってレオと巻き添えにするために倒されてしまった。エンジェルの逮捕により契約が切れた後はルーシィと契約した。
アニメオリジナルストーリー「日蝕星霊編」ではエクリプスの影響で肌が焼けて黒くなり、サングラスをかけている。髪もストレートのロングヘアになっている。普段のアリエスとは対照的に「謝れよ」が口癖になっており、性格も狂気的かつ好戦的になってしまった。アストラル・スピリタスでは自身のフィールドである砂漠でジュビアが疲労したのを見計らって攻撃を仕掛けるが、乗っていた魔導四輪のラジエーターの冷却水を浴びて復活したジュビアに倒され、強制閉門される。星霊界へ帰された後は星霊獣に吸収され星霊王本体を捕える鎖に変えられていたが、ナツたちが星霊獣を倒したことで解放され、元の姿に戻った。
- ウールボム - 特殊な羊毛の塊で攻撃する。攻撃を受けた者はその羊毛の柔らかさに戦意喪失することも。
- ウールタイフーン - タウロスが斧を振り回して、自身の羊毛の塊を竜巻状に巻き上げる。

タウロス
声 - 関口英司
金牛宮の星霊。契約者はルーシィ。月曜・水曜・金曜・土曜に呼び出せるが、呼ばれてもいないのに出てくることがある。
ビキニパンツを着用した雄のミノタウロス（ただし肌の柄は乳牛）の姿をしている。非常にスケベで、オーナーであるルーシィ（の乳）をかなり気に入っており、「アンタとアンタのナイスバディは俺のもの」といつも自称している。ルーシィ以外の女性（の乳）にも興味を示しており、星霊界に訪れた際にはエルザ（の乳）にも興味を示し、そのやり取りを見た（貧乳である）レビィとウェンディに密かに嫌われていたりもする。
常に持っている巨大な斧で攻撃し、持ち前のパワーは黄道十二門星霊の中でもトップクラス。しかし、上記のスケベな性格のため、ここぞという時で持ち前のパワーが発揮できないこともあり、「連合軍」と「六魔将軍」の戦闘においても、ジェミニが変身したルーシィの色仕掛けにあっさり騙され一撃で倒された。
アニメオリジナルストーリー「日蝕星霊編」ではエクリプスの影響で、容姿が大幅に変わり鉄仮面を被ってタキシードを着ており、常に本（戦闘時は斧に変化する）を持っている。口癖も礼儀正しくなり、力より知性を重んじているが、持ち前のパワーは健在。アストラル・スピリタスではエルフマンと交戦するが、他人の汗の付着を嫌うほどの潔癖症であることを見抜かれ、押さえ込まれて汗を垂らされるという精神的攻撃を受け強制閉門される。星霊界へ帰された後は星霊獣に吸収され星霊王本体を捕える鎖に変えられていたが、ナツたちが星霊獣を倒したことで解放され、元の姿に戻った。
- 砂塵斧アルデバラン - 自分の斧にスコーピオンの砂を吸収させ、振り下ろすと同時に複数の砂嵐を発生させる。
- ウールタイフーン

ジェミニ
声 - 藤井ゆきよ（ジェミー）、佐藤奏美（ミニー）
双子宮の星霊。契約者はエンジェル→ルーシィ。
触角の生えたマスコットのような姿をしている。笑っているような口の男の子がジェミーで、困っているような口の女の子がミニー。2人で一体として認識され、「ピーリ!ピーリ!」という掛け声をする。
触れた人間に変身でき（接触時の装備も同様にコピーする）、しかも変身中はその人物の思考を読み取ったり、オリジナルと全く同じ魔法を行使することもできる。しかし、変身できる人間のストックは2人までで、他の人に触れると古い方から変身できなくなる。また、契約者と同程度の魔力を持つ者しかコピーできない。
元はエンジェルの契約星霊で、「連合軍」と「六魔将軍」の戦闘においてエンジェルの命令でルーシィを殺そうとするが、ルーシィに変身したことで彼女の星霊に対する愛情に触れ、戦意喪失する。ニルヴァーナ攻略の際は、魔力切れのルーシィを助けるため自力で人間界に現れ、魔水晶破壊を遂行した。その後、エンジェルの逮捕により契約が切れルーシィと契約した。
アニメオリジナルストーリー「日蝕星霊編」ではエクリプスの影響で、触角のような髪型が特徴のローブを羽織った人間の子供の姿になった。触角から相手を様々な姿に変化させる光線を放つ。アストラル・スピリタスではガジルとリリーを小動物に変えるが、姿が変わっても魔法が使えることに気付いたガジルに反撃され、強制閉門される。星霊界へ帰された後は星霊獣に吸収され星霊王本体を捕える鎖に変えられていたが、ナツたちが星霊獣を倒したことで解放され、元の姿に戻った。

キャンサー
声 - 下山吉光
巨蟹宮の星霊。契約者はレイラ→ルーシィ。火曜・木曜・土曜・日曜に呼び出せる。
サングラスにドレッドヘアが特徴の男性の姿をしている。基本的にダンディだが空気が読めず、蟹なのに語尾に「〜エビ」とつけるのが特徴。戦闘の際は常に携帯しているハサミを使って攻撃する。有名な美容師でもあり、ルーシィのヘアメイクも担当している（実際、戦闘よりもヘアメイクで呼び出す機会が多い）。
かつてはルーシィの母・レイラの契約星霊であり、彼女の魔導士引退の際に使用人・スペットに受け継がれ、その後ルーシィの契約星霊となる。
アニメオリジナルストーリー「日蝕星霊編」ではエクリプスの影響で、アフロヘアーが特徴で手が蟹になった姿をしている。ダンサーのような言動が特徴で男色の気があり、口調も「カニ」に変わっている。アストラル・スピリタスでは自身のフィールドであるディスコのような空間でグレイに「ダンスをしながらバトルをする」というトリッキーな勝負を挑むが敗北し、強制閉門される。なお、グレイに対して男色な感情を抱きかけていた。星霊界へ帰された後は星霊獣に吸収され星霊王本体を捕える鎖に変えられていたが、ナツたちが星霊獣を倒したことで解放され、元の姿に戻った。
- 育毛スカルプケア - 対象者の切られた髪に洗髪を施し復活させる。

レオ
獅子宮の星霊。契約者はカレン→ルーシィ。いつでも呼び出せるが、個人的な都合で呼び出せない場合もある。当時は「妖精の尻尾」の一員である魔導士・ロキとして振舞っていた。詳しくは妖精の尻尾を参照。

バルゴ
声 - 沢城みゆき
処女宮の星霊。契約者はエバルー→ルーシィ。月曜〜土曜に呼び出せるが、呼ばれてもいないのに出てくることがある。
メイドの姿をしており、所有者のことを「ご主人様」と呼ぶ（ルーシィには拒否されたため彼女のことを「姫」と呼んでおり、ロキのことは彼の指示で「お兄ちゃん」と呼んでいる）。口調は丁寧だが常に無表情で、ルーシィに何か言われると「お仕置きですか?」と返したり、ハッピーの真似をして「でぇきてぇる」などと言い、真顔でボケることがある。また、お仕置きで膝の上に石を積まれた時には「私にもっとキツめのお仕置きを」と言ったり、アニメオリジナルではルーシィにデコピンされただけで喜んだりしていた。
地面に潜ることができる他、必要に応じて所有者（とその仲間たち）に星霊界の衣服を用意する。しかし肉弾戦は得意ではないらしく、S級魔導士試験でルーシィがビックスロー相手に呼び出したものの、あっさりやられた。
元はエバルーの契約星霊で、エバルーの逮捕後にエバルーとの契約が切れ、ルーシィとの契約を希望し彼女の契約星霊となった。
アニメオリジナルストーリー「日蝕星霊編」ではエクリプスの影響でパンクスタイルになり、鞭を武器にしている。通常のバルゴとは対照的に「お仕置きヨ!」が口癖で、人を散々痛ぶって悲痛の声を聞くことが好きなサディストになってしまった。口癖も丁寧語ではなく普通になっている他、表情も豊かになっている。他の黄道十二門に先んじて仕事に出ていたナツたちの前に現れ、魔導図書館やアストラル・スピリタスで説得を試みるルーシィを散々いたぶるが、ルーシィとユキノの「ウラノ・メトリア」によってライブラと共に倒され強制閉門される。星霊界へ帰された後は星霊獣に吸収され星霊王本体を捕える鎖に変えられていたが、ナツたちが星霊獣を倒したことで解放され、元の姿に戻った。
- スピカホール - 地面に穴を空け相手を落とす。
- 士潜（ダイバー） - 人を捕まえるか、脱出手段として利用するために穴を開ける。

ライブラ
声 - 後藤沙緒里
天秤宮の星霊。契約者はユキノ。
両手に天秤を持ち、民族衣装のような格好をした褐色肌の女性の姿をしている。口数が少なく物静かな性格。指定した対象の重力を操ることができる。
大魔闘演武2日目のバトルパートにてユキノによって召喚され、カグラと戦った。後の「餓狼騎士団」の戦いでも呼び出されている（アニメでは出番が増えている）。
アニメオリジナルストーリー「日蝕星霊編」ではエクリプスの影響で容姿が大幅に変化し、黒い全身タイツに頭の緑の炎で目元が隠れた姿になっているが、本気を出す時は目を覆うバンダナを外す。「全てのものにバランスを」が口癖で、バランスに強いこだわりを持つ。アストラル・スピリタスではオーナーであるユキノと交戦するがルーシィとユキノの「ウラノ・メトリア」によってバルゴと共に倒され強制閉門される。星霊界へ帰された後は星霊獣に吸収され星霊王本体を捕える鎖に変えられていたが、ナツたちが星霊獣を倒したことで解放され、元の姿に戻った。

スコーピオン
声 - 岸尾だいすけ
天蝎宮の星霊。契約者はエンジェル→ルーシィ。
頭の右側が赤、左側が白という特徴的な頭髪を持つ男性の姿をしている。テンションの高いチャラ男であり、一人称は「オレっち」、口癖は「ウィーアー!!」。アクエリアスの彼氏であるが、彼女が彼に対し猫を被っていることを知らない（星霊界では彼女の怖さは有名であり、スコーピオンだけが知らないらしい）。銃が仕込まれた巨大なサソリの尻尾を持ち、砂嵐を操ることができる。
元はエンジェルの契約星霊で、「連合軍」と「六魔将軍」の戦闘において、ルーシィがアクエリアスを召還したことで呼び出され、デートを理由に一緒に星霊界に帰ってしまう。エンジェルの逮捕により契約が切れた後はルーシィと契約した。アニメオリジナルでは黄道十二門の精霊で唯一、おもてなしのシーンが省略された。
アニメオリジナルストーリー「日蝕星霊編」ではエクリプスの影響で、髪型が一本にまとめた三つ編みに着物を着た姿になっている。顔も普段はあごひげが特徴的な男らしい外見のに対し、中性的な外見になっている。一人称は「私」で、丁寧な口調になっている。アストラル・スピリタスではカナとカードバトルを申し込んだが敗北し、強制閉門される。星霊界へ帰された後は星霊獣に吸収され星霊王本体を捕える鎖に変えられていたが、ナツたちが星霊獣を倒したことで解放され、元の姿に戻った。
- サンドバスター - 尻尾の銃から砂嵐を巻き起こす。
  - サンドバスター【改】 - 味方の高速移動を補助する「サンドバスター」。

- 砂塵斧アルデバラン

サジタリウス
声 - 川鍋雅樹
人馬宮の星霊。契約者はルーシィ。
馬の被り物（顔の部分は生きているかのように動く）を着た男性の姿をしている。一人称は「某（それがし）」で、口癖は「〜であるからして〜もしもし」。ルーシィのことは「ルーシィ殿」と呼んでいる。弓矢の名手で、その実力は矢の射抜き方一つで機材を爆破させたり、発火させることなどが可能であるほど。
鍵はガルナ島の村長から依頼の報酬として受け取った。
アニメオリジナルストーリー「日蝕星霊編」ではエクリプスの影響で、黒い長髪に上半身裸のケンタウロスのような姿になっている。武士道を重んじる厳格かつ礼儀正しい性格で、正々堂々とした戦いを好み、口調も「〜でござる」に変わっている。アストラル・スピリタスではエルザに流鏑馬の三番勝負を申し込み、2戦目では勝利を掴むが、初戦と3戦目では敗北し、強制閉門される。星霊界へ帰された後は星霊獣に吸収され星霊王本体を捕える鎖に変えられていたが、ナツたちが星霊獣を倒したことで解放され、元の姿に戻った。

カプリコーン
声 - 黒田崇矢
磨羯宮の星霊。契約者はレイラ→ルーシィ。
ラップ型サングラスにタキシードを着たヤギの獣人の姿をしている。一人称は「私（メエ）」で二人称は「〜様」。紳士的な口調で話す。
かつてはルーシィの母・レイラの契約星霊であり、彼女の魔導士引退の際「子孫が魔法の道を歩む時、その手助けをする」という個人的な契約を結んで娘のルーシィに契約が移り、鍵は当時使用人だったゾルディオが預かっていた。その後、「煉獄の七眷属」のカプリコとして「人間隷属魔法」により17年間ゾルディオと融合させられていた。
天狼島での戦いでカプリコの正体に気づいたロキとの戦いで「人間隷属魔法」から解放され、ルーシィの下に戻った。
アニメオリジナルストーリー「日蝕星霊編」ではエクリプスの影響で容姿が大幅に変わり、頭身の低いリアルな黒ヤギの姿になった。アストラル・スピリタスではレビィとクイズ対決を行うが敗北し、強制閉門される。星霊界へ帰された後は星霊獣に吸収され星霊王本体を捕える鎖に変えられていたが、ナツたちが星霊獣を倒したことで解放され、元の姿に戻った。

アクエリアス
声 - 喜多村英梨
宝瓶宮の星霊。契約者はレイラ→ルーシィ。水曜日に呼び出せる（後に呼び出せる曜日が増えた模様）。
瓶を持った女性の人魚の姿をしている。態度と愛想が悪く傲慢な性格で、基本的にルーシィのことを「小娘」呼ばわりしている。一方、彼氏であるスコーピオンの前では猫を被っており、それを見て唖然とするルーシィに対して「余計なことを言ったらぶっ殺す」と脅しをかけていた。自分の鍵を粗末に扱われるのを嫌がっており、「幽鬼の支配者」事件で自分の鍵を落としたルーシィに対し一晩中折檻したこともある。
手に持った瓶から大量の水を操り、大波を起こして攻撃する。大波の中で洗濯機の如くぐるぐる回されたルーシィは毎回目が回ってフラフラになっている。ルーシィと契約している星霊では最強クラスだが、それ故に魔力の消費が激しくしかも水場でしか呼び出せない。彼女が攻撃する際、主人であるルーシィを狙って攻撃することもあるが、攻撃範囲が広いため結局は敵にも攻撃が当たる。小説版では水で構成される霧がある空間でも活動できることが明かされているが、ルーシィには教えていない。
かつてはルーシィの母・レイラの契約星霊であり、彼女の魔導士引退の際に使用人・グラミーに受け継がれ、その後ルーシィの契約星霊となる。当初からルーシィに対して粗暴な態度ばかりとっていたが、内心では彼女のことを契約者として認めており、時折無茶をするルーシィに対して叱咤したり体を気遣うなどの一面も見せている。
S級魔導士昇格試験で登場した際には、カナと馬が合わず喧嘩となった（アニメ版の声優も一緒）。一方、星霊界に訪れたジュビアとはお互い恋愛が上手くいかない者同士、意気投合していた。「冥府の門」との戦いで星霊王を呼び出すために自分の鍵を犠牲にするようルーシィに命令し、その結果彼女と別れることになり退り際に「世話になった」と涙ながらに伝えた。
アルバレス帝国との戦いでは、新たな宝瓶宮の鍵が世界のどこかに生まれたことで星霊王が一時的にこの世界との扉を開き、ブランディッシュに殺されかけたルーシィと再会。彼女たちを星の記憶に導き、ブランディッシュの母・グラミーの死の真相を映し出した。その後、ルーシィと自分の鍵を必ず探し出すことを約束して星霊界に帰っていった。
アニメオリジナルストーリー「日蝕星霊編」ではエクリプスの影響でツインテールの幼い少女の姿になっている。子供らしく無邪気でお茶目な反面、少々生意気な性格になっている。アストラル・スピリタスでは自分のフィールドである遊園地でウェンディと戦った後、ウェンディと遊んだことで満足し、彼女にあやされ強制閉門される。星霊界へ帰された後は星霊獣に吸収され星霊王本体を捕える鎖に変えられていたが、ナツたちが星霊獣を倒したことで解放され、元の姿に戻った。
- 星の記憶

ピスケス
声 - 佐藤奏美（母）、梶川翔平（子）
双魚宮の星霊。契約者はユキノ。
二匹の巨大魚の姿をしている（そのため、ハッピーにいつも反応されている）が、真の姿は女性と青年の姿をした母子一体の星霊。母は子のことを「ボウヤ」と呼び、レオ曰く「子持ちとは思えぬ美しさ」。子は母やオーナーであるユキノのことを「ママ」と呼んでいる。魚であるが水が弱点で、水場では魚の姿になってしまう。
大魔闘演武2日目のバトルパートにてユキノによって召喚され、カグラと戦った。後の「餓狼騎士団」の戦いでも呼び出されている（アニメでは出番が増えている）。
アニメオリジナルストーリー「日蝕星霊編」ではエクリプスの影響で容姿が大幅に変わり、子はカッパのような姿になり（ナツからは「カッパ野郎」と呼ばれている）、一人称は「オラ」で語尾に「ズラ」を付けている。反抗期になっているが幼く、いざという時には駄々っ子になって母に甘える。母は赤い口紅を引いたサメの姿になっており、子を「僕ちゃん」と呼び溺愛しているが、反抗期になった子に涙している。「おジョーズ」「さめざめしい」が口調でおおらかだが、怒らせると怖い。通常のピスケスとは違い、親子共に苦手な水を克服している。アストラル・スピリタスではミラに親子の関わり方を窘められ、倒された後強制閉門された。星霊界へ帰された後は星霊獣に吸収され星霊王本体を捕える鎖に変えられていたが、ナツたちが星霊獣を倒したことで解放され、元の姿に戻った。

## 未来人
ルーシィ
声 - 平野綾
エクリプスを使い「エクリプスの扉が開かれたX791年7月7日の未来」から「大魔闘演武4日目の7月4日（正確には3日の24時）」にやって来たルーシィ。
あくまで「エクリプスから一万の竜がやってきた未来」の人間であるため、ローグが主張する「エクリプスを閉じたルーシィ」とは別人である。ナツたちからは「未来ルーシィ」と呼ばれている。正体を隠すためと「妖精の紋章」のマークが入っている右手が失われていることから全身にフードを纏っており、髪も下ろしている。
7日の竜襲来の後、未来を変えるためにエクリプスで過去の時代に戻ったが、彼女はローグがやってきた未来のルーシィと違い一万の竜への対策を何も持っていない。4日目のタッグバトルが終わった後にジェラールに見つかり、彼に対策を練ってもらうために全てを話した。最終日では現在のルーシィとユキノを助けたナツたちの前に現れる。事前に調べていた地下道を通ってナツたちと共に城を脱出しようとするが、自分と同じく未来から現在のルーシィの命を狙いに来たローグの攻撃から現在のルーシィを庇い、致命傷を負わされてしまう。現在のルーシィやハッピーと涙ながらにいくつかの言葉を交わし、現在のルーシィの右手を見て安心感を覚えた後、ナツたちに未来を託して息を引き取った。エクリプスの破壊後は、「黄金の草原」で未来のナツや仲間たちとの再会を果たした。

ローグ
声 - 鈴村健一
エクリプスを使い「エクリプスの扉がルーシィによって閉じられたX798年の未来」から「大魔闘演武3日目のX791年7月3日」にやって来たローグ。
現在と容姿が異なり、頭の左側が長い白髪になりポニーテールで纏めている。また、右目から鼻までに大きな傷ができ、隻眼になっている。X792年にグレイにフロッシュを殺されたことで運命を司る影と一つになり、その影響で現在のローグとは違い目的のためなら誰かの命を奪うことも躊躇わない冷酷な性格になっている。
アクノロギアに支配された7年後の世界で、アクノロギアを倒せるのは竜しかいないと悟り、エクリプスを使って呼び出した竜を利用してアクノロギアを倒し、新たな竜の王になろうと画策する。その目的で、エクリプスの扉を閉じたというルーシィを始末するために過去にやって来た。ヒスイに一万の竜が襲来するという虚偽情報とエクリプスを開かせるために「エクリプス2計画」という嘘の対抗手段を伝えた後、最終日に地下道で「餓狼騎士団」や兵士たちと交戦するナツたちの前に現れルーシィを抹殺しようとするが、未来のルーシィに阻まれる。その後現在のルーシィも殺そうとしたが、ナツの怒りを買い妨害されてしまう。7年の年月で成長した自分の力で「雷炎竜」になったナツをも圧倒する。エクリプスの扉から出現した七頭の竜を「操竜魔法」で支配下に置き、手始めに大魔闘演武でクロッカスに集まったギルドの魔導士たちを始末しようとするが、立ち上がったナツや彼と「友達」になったアトラスフレイムと戦う。人と人、竜と竜同士の激闘の末にアトラスフレイムの「獄炎」を食べたナツにマザーグレアごとエクリプスに叩きつけられ敗北。エクリプスが破壊されたことで未来が変わり竜共々元の時代に帰ることになり、その直前に現在のローグへの伝言として1年後にグレイがフロッシュを殺すことをナツに言い残した。
- 影の滅竜魔法
- モード白影竜（モードはくえいりゅう） - 未来のスティングを殺して奪った力により、光と闇の双属性が融合した状態。発動すると右半身が黒く染まる。
  - 白影竜の絁（はくえいりゅうのあしぎぬ） - 現在のローグと異なり、一人で放つことができる。

- 操竜魔法（そうりゅうまほう） - 未来のローグが独自に編み出した、竜を支配し自在に操る秘術（アトラスフレイム曰く「意識を遮る魔法」）。操れる数には制限があるらしく、またアクノロギアには通じなかった。

レビィ
声 - 伊瀬茉莉也
ルーシィがやってきた未来と同じ世界のレビィ。
額には傷が出来ている。未来ルーシィや未来ローグのように過去には赴いておらず、未来世界のみ登場。過去の時代に旅立ったルーシィのことを思い、涙を流しながらルーシィ宛ての手紙を書いていた。

ヤジェ&シュトラ
小説版第3巻『トラブルツインズ』に登場。青い髪をした男女の双子。ある目的からエクリプスを用いて現代にやって来る。

## エドラス

### 王国
ファウスト
声 - 辻親八
エドラス国王。
長身で強面の老人。永遠に尽きない魔力を求め、アニマを用いてアースランドから魔力を奪っていた。
魔力を欲するあまりエクシードをも利用しようと「コードETD」を実行するが、リリーをも犠牲にしようとすることが許せないココの離反を招き、アースランドの「妖精の尻尾」とエクシード、息子であるジェラール（ミストガン）に阻止されてしまう。最終決戦ではドロマ・アニムに搭乗して、ナツ、ガジル、ウェンディの滅竜魔導士3人と交戦。彼らの連携攻撃の前に敗北した後、ナツの芝居に人質として利用された。
アニメ版ではエドラスにおけるマカロフであったことが判明。ココとリリー以外の「コードETD」の実行者たちも明確に改心し、ファウストはナツとの別れの会話の際に、アースランドのマカロフ同様に「ギルドは楽しいか?」と尋ね、「楽しい」と返答したナツの姿に安心した様子を見せた。ミストガンの裁きでファウストだけが王都追放という明確な罰を下されたことに対し、各魔戦部隊隊長やバイロ、ココは猛反対するが、ファウストは彼らを戒め王都を去った。王都を後にしている最中、ミストガンはファウストに向けてアースランドのマカロフがラクサスと交わした仕草を行った。

ジェラール（ミストガン）
エドラス王国王子。エドラスにおけるジェラールで、当初は「妖精の尻尾」のミストガンと名乗っていた。妖精の尻尾を参照。

パンサーリリー
元エドラス王国軍第一魔戦部隊隊長。妖精の尻尾を参照。

エルザ・ナイトウォーカー
声 - 大原さやか
エドラス王国軍第二魔戦部隊隊長。エドラスにおけるエルザ。
正々堂々とした騎士であるアースランドのエルザとは正反対の冷徹かつ手段を選ばない軍人 でエドラスの「妖精の尻尾」メンバーを何人も殺害してきたことから「妖精狩りのエルザ」と呼ばれている。本人曰く「人の不幸など大好物」だが、その一方国王とエクシードに対する忠誠心は高い。また、相手の名前を覚えるのが苦手という一面もある。
形状を瞬時に変化させることで異なる魔法攻撃を放つ魔鎗「テン・コマンドメンツ」 を使い、使用者の身体能力もそれに応じ変化させることができる。アースランドのエルザと互角に渡り合える実力者。
アースランドのエルザと対峙するが、ファウストへの騙し討ちに利用されるなどという屈辱を味わわされ、怒りで自らの長髪を切りショートカットにした。「コードETD」失敗後、アースランドのエルザと互いに全力で対峙するが、互いに魔力を使い果たし殴り合いになり「魔力が無くとも皆生きている」というアースランドのエルザの言葉に動揺し戦意喪失する。それまではアースランドのエルザと名字で呼び合っていたが、別れの際には互いを名前で呼び合った。
アニメ版ではミストガンの裁きで処刑されることを覚悟していたが、追放処分となったファウスト以外は生き恥を晒してでも国の復興に務めるという死よりも辛い最大級の罰をミストガンから命じられた。
その後にミストガンと結婚をしており、二人の間にはアイリーンと名付けられた娘が誕生した。
- 爆発の鎗（エクスプロージョン） - 大爆発を起こす槍。
- 音速の鎗（シルファリオン） - 自分の速度を上げることのできる槍。
- 真空の鎗（メル・フォース） - 空気により攻撃する槍。
- 氷炎の鎗（ブルー＝クリムソン） - 氷と炎の2本の槍で攻撃する。
- 重力の鎗（グラビティ・コア） - 重力がかかった槍。
- 封印の鎗（ルーン・セイブ） - 魔法を切り裂く槍。
- レイヴェルト - 「テン・コマンドメンツ」の最終形態。エドラス最高の鍛冶屋が鍛えた聖槍。

ヒューズ
声 - 宮下栄治
エドラス王国軍第三魔戦部隊隊長。
白いメッシュの入った髪に、矢印のような眉毛が特徴の青年。テンションが高く「スゲェ」「〜じゃん」が口癖。「カハッ」という笑い声をする。E-LANDのアトラクションを自在に操る力を持つタクト「コマンドタクト」を使う。
エドラスにやって来たナツとウェンディを捕らえ、エクシードの使命を彼らに話した。「コマンドタクト」でE-LAND内を操り、脱獄したナツたちの前に優位に立つが、ナツの気迫に押され彼の前に敗れる。
小説版では事件後、魔力の無い世界に耐え切れず、アースランドに小規模のアニマを展開してしまい、それによりエドラスの危機を招いてしまう。エドルーシィに論されたことで反省の色を見せる。
- ヘルズコースター - 「コマンドタクト」でジェットコースターを操り、魔力によって通常の10倍の速度が出せる。
- マミーバンテージ - 「コマンドタクト」でお化け屋敷「モンスターアカデミー」の包帯男を操り、体の包帯を伸ばして相手を捕える。
- フランケンナックル - 「コマンドタクト」でお化け屋敷「モンスターアカデミー」のフランケンシュタインを操り、パンチを繰り出す。

シュガーボーイ
声 - 下山吉光
エドラス王国軍第四魔戦部隊隊長。
白いマントと桃色の鎧に身を包んだ、リーゼントと割れ顎が特徴の男。口癖は「んー」で、グレイのことを「アイスボーイ」と呼んでいた。
薔薇の形をした鍔が特徴の剣「ロッサエスパーダ」を使い、斬りつけた物体を柔らかくすることができるが、生物には効かない様子。床をうつ伏せのまま魔導二輪と変わらぬスピードで滑ることができる（どういう原理で滑っているかは本人も知らない）。
ルーシィに竜鎖砲の鍵を引き渡そうとしたココから鍵を奪取し逃走するが、追いかけてきたグレイに鍵を破壊された挙句敗れる。

バイロ
声 - 松山鷹志
エドラス幕僚長。
「ぐしゅしゅ」という笑い声と、変わった形の髭が特徴の小柄な老人。ファウストの腹心で、竜鎖砲の開発を担当した。様々な効果を発揮する魔法の液体を武器に使う。
竜鎖砲の鍵を奪って逃げたココを追いかけてきた際に鍵違いからルーシィと交戦。巨大タコに姿を変えて、ルーシィを追い詰めるが、ルーシィの機転とヒューズを巻き込んだナツの攻撃により敗れる。
- フレイムリキッド - 液体に触れた物を発火させる。
- ストームリキッド - 撒いた液体から竜巻を発生させる。
- オクトパスリキッド - 飲むと巨大なタコに変身する液体。

ココ
声 - 村川梨衣
エドラス幕僚長補佐。
犬のような顔立ちをした少女。いつも裸足で動き回っており、仲間思いな性格。
最初は「コードETD」を実行することに賛成していたが、ファウストがリリーを犠牲にしてでも「コードETD」を実行しようとしたことから反発し、竜鎖砲の鍵を奪って逃走。追ってきたバイロに追い詰められるが、奇しくも敵であるルーシィに助けられる。仲間のために戦うルーシィに感化されたこととリリーを救いたい気持ちから「永遠の魔力より永遠の笑顔」のために戦う決意をし、レギオンと共に「妖精の尻尾」に協力した。なお、バルゴがルーシィを「姫」と呼んでいたため、ルーシィのことを「お姫様」だと勘違いした。
アニメ版でのミストガンの裁きでは、アースランドの「妖精の尻尾」と共に事件解決に携わったことを踏まえられ、最初からお咎めなしだった。ファウストからは別れ際に「これからも元気よく走れ」と告げられる。
小説版では事件後も「永遠の魔力より永遠の笑顔を」という願いを叶えるために王国中を駆け巡っている。
『100YEARS QUEST』で再登場した際には王国軍第一聖騎士団 団長になっており、髪型もショートヘアの女性へと成長している。

### 妖精の尻尾（エドラス）
ルーシィ・アシュレイ
声 - 平野綾
エドラスにおけるルーシィ。
アースランドのナツたちからは「エドルーシィ」と呼ばれている。ドクロの髪飾りを身に着け、左腕に入れ墨がある。アースランドのルーシィと見た目が同じでややこしいので、後にキャンサーに頼んで髪をショートカットにしてもらっている。アースランドのルーシィとは異なり、男勝り・姉御肌な性格で口調も荒いが、ツンデレな一面もある。アースランドのナツには「やかましい所は同じ」と評されている。また、アースランドのルーシィ同様、ツッコミは鋭い。武器は魔法の鞭。
マスターが不在のためにギルド内のまとめ役であり、「本当に世界を変えたければ自分たちの手で変えずにどうする」という信念の持ち主。そのためアースランドのナツたちが王国と本気で戦うことを知り、途中までナツたちを案内した後ギルドに戻り仲間たちを説得し、全面衝突の際、ギルドごと駆け付けて助太刀した。
アニメ版では原作と服装が異なる。戦いが終わった後は「妖精の尻尾」の仲間たちと共に王都に戻り、魔力無しでの仕事に専念。エドルーシィを初めとした女性陣は営業を担当する。
小説版では事件後、王国の参謀長に任命されている。
- ぐリぐリクラッシュー

ナツ・ドラギオン
声 - 柿原徹也
エドラスにおけるナツ。別名「ファイアボールのナツ」。
アースランドのナツたちには「エドナツ」と呼ばれている。ゴーグルをかけている。アースランドのナツと違って乗り物に強く、運搬業務専門の魔導士として魔導四輪を巧みに乗りこなす。車に乗っている間は強気だが、本来は気弱な性格で車から降りると一人称が「オレ」から「ボク」になる。普段からエドルーシィにいじめられているらしく、彼女と容姿が同じアースランドのルーシィも恐れている。
アニメ版では戦いの後、エドルーシィたち女性陣から他の男性陣と一緒に力仕事などの雑用をやらされている。
小説版では事件後、王国の運搬部隊の隊長に任命されている。

グレイ・ソルージュ
声 - 中村悠一
エドラスにおけるグレイ。
氷の造形魔法を扱うアースランドのグレイとは対照的にややおっとりした性格。冷え性で、かなりの厚着をしている。エドラスのジュビアに惚れていたり（未登場のリオンとはジュビアを巡る恋のライバルらしい）、ナツとは友好的と何もかもが逆になっている。
小説版では事件後、王国の防衛隊長に任命されている。

ウェンディ
声 - 佐藤聡美
エドラスにおけるウェンディ。
アースランドの内気でまだ子供なウェンディとは逆にクールな雰囲気で貫禄があり、スタイルも良く容姿も艶やかな大人の女性。武器は原作では二刀の短剣、アニメ版ではトンファー。

ミラジェーン
声 - 小野涼子
エドラスにおけるミラジェーン。
こちらの世界でもウェイトレスをしており、性格も本編時点のアースランドのミラジェーンと変わっていない（ハッピーからは「ある意味つまんない」と言われていた）。武器は剣と盾。
アニマに吸い込まれ、アースランドからやって来たリサーナがエドラスのリサーナの振りをしていることを知っていながらも黙っていたが、リサーナがアースランドへ帰還する際にそのことを打ち解けた。

エルフマン
声 - 安元洋貴
エドラスにおけるエルフマン。
髪型はおかっぱで、アースランドのエルフマンの幼少時同様におとなしめかつ男気のない弱々しい性格だが、姉妹を守ろうとする意思を持つ。ミラ同様、リサーナがエドラスのリサーナの振りをしていることを知っていた。武器は巨大ハンマー。

リサーナ
エドラスにおけるリサーナ。
崖から転落し、亡くなった（アニメでは回想シーンに登場している）。性格については不明だが、ミラ曰く優しい子だった様子。

ジュビア
声 - 中原麻衣
エドラスにおけるジュビア。
「幽鬼の支配者」時代の髪形だが、肌の露出が多い。アースランドのジュビアとは逆に、惚れてきているグレイを「暑苦しい」とたしなめている。

カナ
声 - 喜多村英梨
エドラスにおけるカナ。
清楚なお嬢様風の出で立ちで、アルコールが苦手でティーカップを手に持っている。魔法少女モノの可愛らしいステッキを武器にしているが、打撃に使っている。

レビィ
声 - 伊瀬茉莉也
エドラスにおけるレビィ。
アースランドのレビィとの外見上の違いはないが、ルーシィのことを「クソルーシィ」と呼んでおり、仲間意識はあれど犬猿の仲。ギルドの「転送魔法陣」を扱っている。アニメでは姉御肌なメカニックとなっており、アースランドの文系的な様子とは対照的に、理系肌を覗かせていた。

ジェット&ドロイ
声 - 川鍋雅樹（ジェット）、関口英司（ドロイ）
エドラスにおけるジェットとドロイ。
強面な風貌をしており、エドラスの「妖精の尻尾」においてはギルド最強候補で、よく仕事を失敗するエルフマンを説教している。

マカオ
声 - 川鍋雅樹
エドラスにおけるマカオ。
髪を七三分けにして眼鏡をかけており、言葉遣いや態度も真面目で丁寧。

ワカバ
声 - 関口英司
エドラスにおけるワカバ。
外見上は変化がないがマカオ同様、言葉遣いは真面目で丁寧。エドマカオとは仲が良いが、エドカナを奪い合う仲の様子。武器はパペット。

アルザック&ビスカ
声 - 下山吉光（アルザック）、新井里美（ビスカ）
エドラスにおけるアルザックとビスカ。
お互いを「アルアル」「ビスビス」と呼び合うなど、積極的にベタベタしている（いわゆる「バカップル」）。小説版では戦いの後、二人とも王国のレギオン調査部隊の隊長に任命されている。

リーダス
声 - 関口英司
エドラスにおけるリーダス。
体は細身のままで、楽天家な印象のアースランドのリーダスとは対照的にガラが悪い。アニメではハッピーを「エクシードもどき」と呼んでいた。

ウォーレン
声 - 景浦大輔
エドラスにおけるウォーレン。
ホストのような風貌をしている。

マックス
声 - 井口祐一
エドラスにおけるマックス。

### その他（エドラス）
ポーリュシカ
エドラスにおけるグランディーネ。アースランドの「妖精の尻尾」の顧問薬剤師。妖精の尻尾を参照。

ガジル
エドラスにおけるガジル。アニメオリジナルキャラクターを参照。

## エクシード
ハッピー
妖精の尻尾を参照。

シャルル
妖精の尻尾を参照。

パンサーリリー
妖精の尻尾を参照。

レクター
剣咬の虎を参照。

フロッシュ
剣咬の虎を参照。

シャゴット
声 - 堀江由衣
エクスタリア女王。エドラスの人間や他のエクシードたちからは「神」と崇められる存在。
「人間の死を決定する権利があり、エドラスはおろかアースランドの人間すら管理している」とされていたが、実際は微弱な予知能力を持つだけで、人間たちから身を守るためにその力を使ってあたかも人間の死を決定していたかのように見せていた。
実はシャルルの母であり、その卵を産んだ際に卵の生命力が弱まったために自分の翼を与えた。そのため、翼を使用しても左翼しか出現せず上手く飛ぶことができない。
アースランドに渡った直後、真実を民と「妖精の尻尾」に明かしてシャルルと和解する。以降はマグノリアで暮らし始め、6年前に避難させたエクシードの子供たちを探し終えるまでシャルルに母親であることは明かさないことにしている。
- 翼（エーラ）

ニチヤ
エクスタリア近衛師団長。青い天馬を参照。

ナディ
声 - 堀江一眞
エクスタリア国務大臣。
黒く細長い体つきで、一人称は「ぼきゅ」。右手を断続的に振り上げるのが癖で、ナツらも動作を真似ていた。
ハッピーとシャルルに対面した際、アースランドに送り込まれたエクシードの使命は当初は「滅竜魔導士の抹殺」だったが、魔力を利用するために「滅竜魔導士の捕獲」に上書き変更したことを伝えるが、その発言はシャルルを深く傷つけ、ハッピーの怒りも買ってしまう。事件解決後のアースランドにて、使命の上書き変更はシャゴットの威厳を演出するための芝居だったことを明かし、ハッピーとシャルルに謝罪した。
- 翼（エーラ）

マルタム
声 - 後藤ヒロキ
エクスタリア四長老の一人。
幼い頃からシャゴットの面倒を見ている。
- 翼（エーラ）

ミスデロイ
エクスタリア四長老の一人。
シャゴットが玉子を産み落とした時、片方の翼が消えるのを見た。
- 翼（エーラ）

ムガント
声 - 真山亜子
エクスタリア四長老の一人で紅一点。
シャゴットの翼が片翼なのは、卵の中のシャルルの生命力を補うための行為によるものであることを知る唯一の人物。
- 翼（エーラ）

メジール
声 - 下山吉光
エクスタリア四長老の一人。
老眼に悩まされているが、ポリシーで眼鏡はかけない。
- 翼（エーラ）

ラッキー
声 - 関智一
ハッピーの父。
麦わら帽子を被り、泥棒髭と白い体色が特徴。頑固ながらも面倒見の良い性格。口癖は「あい」「か〜」。魚とリンゴが大好物で、ハッピーの飛び方は父親譲り。
子供の卵を奪われたことから「滅竜魔導士抹殺計画」に反対するが、それにより妻のマールと共にエクスタリアを追放され、以降は浮遊島の外れに住んでいる。それから6年後、堕天として追われているハッピーとシャルルを匿い、迷える彼らに道を示した（アニメ版ではハッピーに畑仕事や薪割りを手伝わせ、途中からは競争もした）。シャゴットがアースランドに送られたエクシードたちを探し終えるまでシャルルに親であることを明かさないことを戒めているように、ラッキーとマールもアースランドに送られたエクシードたちを探し終えるまでハッピーに親であることは明かさないことにしている。
- 翼（エーラ）

マール
声 - 川澄綾子
ハッピーの母。
体色は息子と同じ青色。いつもニコニコしていて優しい。
ラッキーとマールの夫妻も元は自分たちエクシードは人間の上位種と考えていたが「滅竜魔導士抹殺計画」で子供を奪われたことと王都追放がきっかけでエクシードは上位種ではなく、自分たちも単なる親であることに気付かされ、種族への差別感を改めていった。
アースランドに送り込まれたエクシードの使命に翻弄されるシャルルに「心の形」を教え、シャルルを立ち直らせるきっかけを作り、アースランドに送られた子供たちを探す旅に出た際には、シャルルの母親でもあるシャゴットを支えて飛んだ。
- 翼（エーラ）

ベルエトキア
リボンを頭に付けた女の子で、縞々の尻尾がチャームポイント。好物はパイナップルで将来の夢は学者になること。
- 翼（エーラ）

モンモ
子供探検隊のリーダー。珍しい棒を拾うのが趣味で、力はないが足は速い。
- 翼（エーラ）

クラップ
飛ぶのが大好きな少年。特技は翼状態のまま眠ることだが、昔一度だけ地上に落ちたことがある。
- 翼（エーラ）

サルバーレ
テンガロンハットを被った優秀で腕の立つハンター。長年エドラス南部にいたため、南部なまりが酷くなった。小説版でも登場し、闇ギルドの手から助けてくれたナツに赤い宝石を渡した。
- 翼（エーラ）

クルブシ
お笑い芸人を目指す青年。よくネタ集めで地上に降りるが、大きいイモムシによく会う。
- 翼（エーラ）

ゴゴトラ
帽子を被り、のんびりとした配達屋。いつもクルブシの話を聞いておらず、好物はトマトとキュウリ。
- 翼（エーラ）

サミュエル
アニメオリジナルキャラクター。レギオン隊を参照。

## アニメオリジナルキャラクター
ボーズ
声 - 後藤ヒロキ
「幽鬼の支配者」の一員。
スキンヘッドにサングラスが特徴の男。音の魔法を駆使して戦う。普段はスーと共に行動していることが多い。
ガジルらと共に隠れ家に潜んでいたルーシィとリーダスを襲撃した。「幽鬼の支配者」の破壊後はスーと共にナツたちの舞台の客として再登場。収穫祭にもスーと共に訪れていた。7年後はエクリプス事件の際に他のギルドと共に小型の竜との戦いに参戦していた。
- 音撃弾術
  - ハウリング - ハウリングによって生じる不協和音で攻撃する。
  - ディスターブド - 相手の足元から音の不協和音で攻撃する。

スー
声 - 滑川恭子
「幽鬼の支配者」の一員。
褐色肌に額の宝石が特徴の少女。少しなまりのある口調で話し、普段はボーズと共に行動していることが多い。
ガジルらと共に隠れ家に潜んでいたルーシィとリーダスを襲撃した。「幽鬼の支配者」の破壊後はボーズと共にナツたちの舞台の客として再登場。ハッピーのことを気に入り、「赤犬」と呼んでいた。収穫祭にもボーズと共に訪れていた。7年後はエクリプス事件の際に他のギルドと共に小型の竜との戦いに参戦していた。
- ミラーマジック
  - 姿鏡 - 9つの鏡を展開して、あらゆる敵意を鏡に吸収して反射する。
  - 千面鏡 - 相手の周囲に多面の鏡の結界を展開して、その中に閉じ込める。

ダフネ
声 - 小林ゆう
オリジナルストーリー「ダフネ編」に登場。
眼鏡とテンガロンハットがトレードマークの美貌を持つ女性で、「はいはい」が口癖。「メタモちゃん」という怪しげな食べ物を販売している。幼少期に竜を目撃したが、周りの人々からそれを信じてもらえず絶望し、再び竜と会うことも無かったため「いないのなら自分で作ってしまえばいい」という歪んだ考えに至る。
グレイと手を組み ナツをおびき寄せ、自作した人工竜「ドラゴノイド」の動力源にしてマグノリアを襲ったが、ドラゴノイドとの同調が進んだナツの魔力暴走により全て失敗に終わる。その後は評議院に逮捕され、ジェラールと同じ収容所にて服役中。
アクノロギアとの最終決戦において「妖精の球」の魔力集めのシーンに登場した際には、釈放されていた。
- 隠匿魔法 - 物体の姿を隠す魔法。この力で自分が住んでいた町の住人たちの姿も消していたが、ダフネの敗北後に魔法が解け、全員元に戻った。

リザードマン
ドラゴノイド製造過程で生み出された人工生命体。敵と同じ魔法を使う個体が自動で呼び出される仕組みになっている。

ガジル
声 - 羽多野渉
「エドラス編」に登場。エドラスにおけるガジル。
王国の悪政を糾弾するフリーの記者で、エドラスの人々から疎まれている。一人称は「僕」で丁寧な口調。髪型は後ろ髪がパーマで、ピアスは耳のみ。眼鏡とソフト帽、スーツを着用している。「ギヒッ」という特徴的な笑い声は共通している。バーでアースランドのガジルと出会い意気投合し、彼に協力する。

ベルベノ
声 - 宮下栄治
第125話に登場。アカリファ事件のため、7年前にナツたちが拿捕を断念したがその後懸賞金が上がっていた。
- マジカルドレイン - 触れた相手の魔法を短時間コピーする。

アチェート・バルサミコ
声 - 佐藤奏美
第125話に登場。バルサミコ家の令嬢。
ベルベノと相思相愛であったが、身分の違いを理由に父親・バルサミコ伯爵（声 -木村雅史）によって互いの仲を引き裂かれていた。後に現れたベルベノからプロポーズを受け、自首して罪を償うことを条件にこれを受け入れた。

ケツプリ団
声 - 一条和矢（アニキ）、矢部雅史（子分A）、稲田徹（子分B）
『RAVE』の登場人物で「星空の鍵編」にゲスト出演。
全身黒タイツの盗賊三人組。真の悪（ワル）を語っているも、かなりのドジ。特異技は三人の屁を合わせた「ガスケツエクスタシー」。
「星空の鍵編」開始前の話で、ナツたちが警護していた列車の金塊を狙うべく現れ、ウェンディのことを女神と称するも結局はナツたちに敗北する。星空の鍵事件で再登場した際は星空の鍵を巡って、エルザ、カナ、ウェンディ、シャルルのチームと交戦。エルザに「零距離ガスケツエクスタシー」を放つが、自身のダメージ以上に花を台無しにされたことに激怒したエルザに敗北した。ゼントピアに侵入した際、ラポワントの目論みを知るも囚われ、魔法を封じる牢屋に閉じ込められてしまう。同様に捕まったナツと一時休戦し、自分たちの尻を摩擦して起こした火事で牢屋からの脱出に成功するが、ガットマンに吹き飛ばされた。
ミッシェル・ロブスター
声 - ゆかな
オリジナルストーリー「星空の鍵編」に登場。ハートフィリア家の親族・ロブスター家の令嬢。
ウェーブの掛かった金髪のロングヘアにピンクの甘ロリファッションが特徴の美女。見た目とは裏腹にドジかつ泣き虫で頼りない。マイペースな性格で、暇さえあればいつも何かを食べている。後にルーシィの家で生活し彼女のことを「姉さん」と呼び、レイラの所有していた星霊を知っていたり、ルーシィとの思い出を語ったりと不可解な発言が多い。
その正体は「新生六魔将軍」の一員にしてナンバー2・イミテイシア。別名「擬態と虚偽の標」で、真の姿も右目の眼帯状の薔薇が特徴の美女であり薔薇の葉や蔦で身を包んだ格好をしている。本人曰く如何なる攻撃でも痛みを感じない様子。花形のカッターの中に剣が入っている武器「シリス」を使い、棘のツルを自在に発動させて戦う。
実はルーシィが幼少期の頃の誕生日にレイラからプレゼントされ、妹のように可愛がっていた人形であった。いつも一緒だったが、レイラの死が切っ掛けで母を思い出してしまうからとルーシィが避けてしまった後 ブレイン二世（ミッドナイト）に利用され、人間としての肉体を与えられていた。その後、ハートフィリア家の親族・ロブスター家の令嬢「ミッシェル・ロブスター」と偽り、ジュードの元で潜入調査をして彼の死を見届けた後、無限時計の針を託され、ルーシィに会って情報を入手していた。「新生六魔将軍」の目的よりも、ルーシィを独占しようとする一心で行動していた。しかし、ジュードや「妖精の尻尾」のメンバーを騙していたことへの罪悪感はあった様子。
ルーシィの父・ジュードの遺品をルーシィに届けるため「妖精の尻尾」に訪れウェイトレスとして働いていたが、無限時計の始動によりクロドアの口から正体を明かした。ナツとルーシィを気絶させて連れ去ってルーシィを監禁し、ナツを監獄に入れた。その後、監獄から脱走したナツとココ、合流したロメオやエルフマンと交戦するが、無限時計との一体化の影響でルーシィの意思や存在が消滅してしまう事実を知り、無限時計を止めようとするが、ブレイン二世によって人形に戻され、ゴミ呼ばわりされた上に足蹴にされてしまう。人形に戻された後は、リアルナイトメアの影響でルーシィの心の中へ語りかけ、今までの生い立ちを話した。事件後、彼女の人形はルーシィの部屋へと戻された。ルーシィが星霊界に行った際の回想シーンにも登場している。
コードネームはimitationの捩りであり、別名と同じく「紛い物」「偽物」を意味する。

カーチャ
声 - 藤井ゆきよ
「星空の鍵編」に登場。
ウェンディと瓜二つの面影を持つ星霊魔導士の少女で、『星空の鍵』の絵本の作者・ウィル・ネビルの弟子の末裔の一人。
星霊魔導士が次々といなくなっていることで今を生きることを諦めていた。しかし、ウェンディの面影を感じたドランバルトによって「新生六魔将軍」のレーサーから守られ、アンチリンクにより星霊魔導士ではなくなってしまったものの、命を救われて彼に感謝した。
- 星霊魔法 - 2体の星霊を同時に呼び出す「二体同時開門」ができる。彫刻具座の星霊・カエルムの他にも、複数契約していた星霊がいた様子。

ニコ
声 - 後藤沙緒里
カーチャの連れている子犬座の星霊・ニコラ。
体色は緑色で目つきはジト目。ドランバルトとラハールを最初は敵とみなして攻撃したり、カーチャを狙うレーサーに立ち向かったりした。アンチリンクによってカーチャが星霊魔導士ではなくなってしまったため、カーチャに別れを告げて、星霊界に帰っていった。

ジャンリュック・ネビル
声 - 白熊寛嗣
「星空の鍵編」に登場。考古学協会のリーダー格
「実は」が口癖の男性。ウィル・ネビルのひ孫にあたり、無限時計の行く末を見守る使命を持っていた。ルーシィの父・ジュードとも懇意にしていたという。ナツたちの行く先に現れ、色々と協力した。

メロウ
OAD「メモリーデイズ」に登場。「妖精の尻尾」の元メンバーでロメオの母。
競争率が激しかったが、マカオのプロポーズを受け入れて結婚し、ロメオを授かる。だが、仕事に熱中しすぎなマカオに愛想を尽かし、X781年に離婚し夫子の許を去った。「妖精の尻尾」時代はよくダンスをしていた。

エイジ
フィオーレ王国の魔法兵でもある魚人魔導士。
左手に持つ銛を武器としつつ、下半身でもあるバンドウを右手のボールで誘導しての体当たり攻撃も行う。
第187話において登場。ナツたちと交戦中のフィオーレ兵の助っ人として、呼んでもいないのに現れた後、味方の被害もお構いなく攻撃してくるが、ナツの火竜の鉄拳に敗北。なお、リリーからは星霊とも思われた。
バンドウ
エイジの相棒でもある喋るイルカ。
エイジの下半身を形成しており、エイジのボール誘導に釣られて、ボールのある方向に向かって動いての体当たり攻撃を行う。
ナツとの戦いでは、パワーを評されながらもエイジのほうが先にへばってしまったために敗北。
エイジとバンドウの二人は、放送当時行われていた読者のキャラクター考案コンテストの結果を西本秀雄の『ちょっと盛りました。』にて発表した際に西本が考案したキャラクターをそのままアニメに登場させたものである。
マッタン・ジンジャー
「黄昏の鬼」の女性メンバー。
氷と炎のアイドルを称する魔導士であり、両手から氷を放ち、焼き芋を食べることで後頭部と臀部の球体部分から炎を発する。語尾に「でち」を付けるのも特徴。
第194話において登場し、竜たちと交戦。アクノロギアとの最終決戦における「妖精の球」への魔力供給においては、エイジと共に行う姿が描かれた。
フィンガース
「剣咬の虎」の元メンバー。顔を包帯で隠している巨漢。
ジエンマの命を受けて、少女時代のミネルバの稽古相手を務め、「絶対領土」を発動させたミネルバの前に敗北。仲間を殺したくないミネルバの思いも空しく、ジエンマの魔法で止めを刺されて消滅した。

ミコ
声 - 諸星すみれ
外伝『FAIRY TAIL ZERØ』に登場。マグノリアのパン屋の娘。
父の誕生日にはパンを焼いていたが、その父を「青い髑髏」に殺されてしまう。今度は母・マコと共に「青い髑髏」の狩りの対象にされてしまうがメイビス一行に助けられ、メイビスにお礼としてハムスター型のパンをプレゼントした。

マコ
声 - 加隈亜衣
外伝『FAIRY TAIL ZERØ』に登場。マグノリアのパン屋でミコの母。
ミコと共に「青い髑髏」の狩りに遭うがメイビス一行に助けられ、マグノリアの現状をメイビス一行に話した。

カージー
声 - 田村真
外伝『FAIRY TAIL ZERØ』に登場。マグノリアの鍛冶屋。
声が大きいのが特徴。「青い髑髏」と戦うことにしたメイビスの頼みを受けて町民たちを扇動して「青い髑髏」に抗議を行い、その間にユーリとプレヒトが「青い髑髏」の本拠地・カルディア大聖堂に奇襲をかけた。
プロトン・アクノロギア
声 - 諏訪部順一
第326話・327話に登場。秘境モンテス・セクレタに住むドラゴン。
人間との共存を願い、ドクター（後のアクノロギア）とも親しかったが、滅竜魔導士の力を目の当たりにしたことで人間と敵対するようになる。

### ゼントピア
大司教
声 - 木村雅史
ゼントピアの大司教。
毎夜不可解な悪夢に魘されている。「無限時計」の部品の回収・管理を「レギオン隊」に命じるが、全てラポワントによって操られていた発言だった。ウェンディの治癒魔法により意識を取り戻し、リアルナイトメアを止める方法をナツらに話した。その後、反省を含め式典を行った。

ラポワント
声 - 稲田徹
ゼントピアの卿。
おかっぱ頭に眼鏡が特徴の男性。ウィル・ネビルの弟子の情報を話そうとしないとして、投獄教会襲撃事件の生存者に制裁を加えたり「レギオン隊」に教会の破壊を命じたりと不可解な行動が目立つ。
その正体は「六魔将軍」のマスター・ゼロの髪の毛から生み出したパペット。ゼントピア大司教を操り、「新生六魔将軍」を収容所から脱獄させ、リアルナイトメアの発動をする。しかし、利用されていたことを知ったバイロに魔法を打ち消され、ギルダーツに倒されて自然消滅する。自身がパペットに過ぎなかったことを最後まで認めていなかった。

#### レギオン隊
バイロ・クラシー
声 - 松山鷹志
「レギオン隊」の司令塔。アースランドにおけるバイロ。
こちらでは頭身や容姿が大きく異なるが、特徴的な髭は共通している。丁寧な口調で話すが、ゼントピア大司教の発言は全て正しいものと思っており、目的のためとならば冷酷な手段も選ばず、同じ「レギオン隊」の命はおろか自分の命の犠牲も戸惑わない。ナツからは「タコ野郎」と呼ばれている。
相手の如何なる魔法でも打ち消す能力を持っている。また、フィオーレでも5本の指に入る格闘の達人でギルダーツとも引けを取らない。
ルーシィの父・ジュードの遺品である時計の針を奪うため、ルーシィを狙いシュガーボーイやマリーヒューズ、ココに「妖精の尻尾」の襲撃を命令する。ダンとココが到着した後にナツらの前に現れるもゼントピアの歴史を侮辱されたことやココがナツらに味方したことに激怒。ココをも消そうとするが、エルザたちの助太刀や「新生六魔将軍」の出現により退却する。その後、ラポワントにルーシィの捕獲任務を与えられるも任務に疑問を持ち始め、大司教がラポワントに操られていたと知りラポワントに攻撃した。無限時計を止めるため、ルーシィを始末しようとするもギルダーツに敗北する。ルーシィの命を奪う以外の無限時計の止め方を知った後は「妖精の尻尾」と共闘。「レギオン隊」の総力を結集し、無限城の鎖の破壊に赴いた。事件後は「妖精の尻尾」に他の「レギオン隊」メンバーと共に謝罪しに行き、各地に散った無限時計の部品を探す任務のために別れを告げた。ナツから笑うように言われて初めて笑顔を見せるも、「レギオン隊」メンバーからは怖がられていた。
- ディバイン・アロー

カナロア
バイロが連れている巨大なタコ。
強力なタコ墨や触手で攻撃し、小さくなることができる他、空中を泳ぐことも可能。喜怒哀楽が激しい。
遺跡内での戦いではルーシィとロメオによって動きを封じられ、ナツに敗北する。共闘時は心通わせた一夜と共に「妖精の尻尾」を救った。

ココ
声 - 村川梨衣
「レギオン隊」の一員。アースランドにおけるココ。
丁寧な口調で話し、エドラスのココとは対照的に、意地っ張りでハキハキとした性格。しかし、ルーシィたちの嘘を簡単に信じたりと根は純粋。猫が嫌いらしくエドラスのココが慕っていたリリーにショックを与えたが、事件後彼に発言を謝罪した。戦闘にも優れており、アクロバティックな素早い動きをする。
時計の部品を奪おうとするも、魔力切れで崖から転落しそうになった所をルーシィに助けられる。一時は行動を共にするが、天井の崩落に巻き込まれ気絶。足の怪我をルーシィに手当てされ、ナツらに心動かされ彼らに味方したことにより、バイロに消されそうになるが、エルザに助けられる。その後、教義に背いたとして監獄に入れられてしまうが、ナツの力を借りて脱走し彼らと共に無限時計を止めようとする。なお、エドラス同様、ルーシィのことをお姫様だと思っている様子。
- フリーラン - 特殊な靴で超人的な速力を得て、天井や側面を走ったり張り付くことができる。競技用の魔法だったが怪我人が続出したため、使用禁止されている。ココは崖に着地する際に点数を付ける。

マリーヒューズ
声 - 井澤詩織
「レギオン隊」の一員。アースランドにおけるヒューズだが、こちらでは女性である。
一人称は「ウチ」「マリー」で、軽い性格。エドラス同様、「カハッ」という笑い声や「スゲェ」と「〜じゃん」が口癖。騙されて利用される人生だった自分を救ってくれたゼントピアに忠誠を誓っているが、自身の過去から傲慢な性格になっていた。
時計の針を持って逃げたルーシィとミッシェルを崖に突き落とそうとし、「指揮術」でルーシィから時計の針を奪う。その後、ストラウス兄弟の後を付け他の時計の部品を奪おうとする。指揮術の能力でミラの「サタンソウル」を抜き取り、リサーナとエルフマンを襲う。しかし、自分の姿の実体で兄弟を襲ったことでミラの怒りを買い「魔神・ハルファス」を発動したミラの圧倒的な力により倒される。その後はココ同様、ゼントピアからの指示に疑問を持つようになり、ココに真実を確かめるようナツたちの行く手を拒むガットマンを食い止めた。事件後、自分の行って来た行動を謝罪し、ルーシィと和解した。
- 指揮術 - 手の形をしたタクトで人を自在に操る魔法。操ることが可能なのは一人で、効果は一定の距離の中で発揮される。
  - 指揮術・第二楽章 - 禁じ手とされている魔法。相手の体の能力を実体化して抜き取る。
  - 指揮術・第三楽章 - 実体化した相手の能力を自分に取り込み、自分自身を操る禁忌の魔法。

シュガーボーイ
声 - 下山吉光
「レギオン隊」の一員。アースランドにおけるシュガーボーイ。
リーゼントは共通しているが、こちらはロックンローラーのような格好をしており、サングラスをかけている。エドラス同様、「ん〜」が口癖で奇妙な動きや発言をする。名前とは裏腹に甘い物が嫌い。やや男色の傾向があり、グレイと交戦している際の行動の度（グレイが上着を脱ぐ、時計の部品を取り合う時に互いの手が触れ合う など）に奇妙な妄想をしていた。
時計の部品を奪うためにグレイらの後をつけるも、グレイやジュビア、リオンのコンビネーション技により倒される。その後はラポワントの命令でゼントピアに待機していたが、バイロからの命令で無限時計に近づかせないためにエルザと戦おうとするも、コブラに粘液を反転されて退場させられる。
- 犬笛 - 杖をスタンドマイクのように扱い、歌に合わせて緑の球体状の粘液（シュガーボーイ曰く「猟犬」）を自在に操る魔法。触れた者の体力や魔力を奪い、自分の魔力の養分にして同じ属性になることもできる。

ダン・ストレイト
声 - 加瀬康之
「レギオン隊」の一員。
全身に鎧を着た土佐弁のような口調で話す、常にハイテンションで正直な男。惚れっぽい性格で、毎回一目惚れした女の子にアタックしては振られていた（手近で目に付く女の子なら誰でもいい様子）。触れたものの大きさを変えることができる（星霊も同様）魔槍「ハバラキ」と物理攻撃をも跳ね返す魔法の盾「リコシェ」を使う。
『星空の鍵』の絵本を奪うため、ジュードの屋敷を襲撃した際にルーシィに一目惚れし、会う度に積極的にアプローチする（当のルーシィ本人からはあまりの強引さから避けられている）。時計の部品を奪うためにココと共にナツらを待ち伏せし、ナツと交戦する。ルーシィと結婚式を挙げようとし、「ハバラキ」でナツを何度も小さくするも、ルーシィのお色気作戦に引っ掛かり ロメオの火を蓄えたナツに敗北する。ルーシィの次は「新生六魔将軍」のエンジェルにアプローチをかけ初め、最終決戦ではグレイと共闘してエンジェルと対決。「リコシェ」を壊されながらも、エンジェルの命を救った。事件後はエルザにアプローチをかけるも、心身ともに撃沈した。

サミュエル
声 - 内田夕夜
「レギオン隊」の一員。13歳（7年後）。
水色の体色で眼鏡を掛けているエクシード。冷めた性格で、理論的に物事を考えて相手の行動を読む。見た目の印象とは裏腹に体術も身に着けており、リリー同様人型になることが可能。しかし、少しでも計算が狂うと何をして良いかが分からなくなる。リリーには敬意を込めて「兄さん」と呼び、自身はリリーとガジルからは「サミー」と呼ばれるようになる（本人は最初は不服だった）。生まれて直ぐにゼントピアに拾われ、バイロにも世話を受けていたため「レギオン隊」に対する執着心は強い。なお、好きなものは本人曰く「キノコのバターソテー」らしい。
ダンと共にジュードの屋敷を襲撃し、『星空の鍵』の絵本を暗記して時計の部品の在処を他のレギオン隊のメンバーに教える。ガジルたちのもとにも現れ、リリーと交戦するも敗北。その後、ハッピーたちと行動し、無限時計が発動した後、真実を確かめるためにゼントピア聖殿へ向かう。ラポワントによって利用されていたことを知り、ルーシィの命を狙おうとするもリリーと和解し、共に無限城の鎖を壊した。事件後はリリーのことは「兄さん」から「兄貴」と呼び方を改める。
- 翼（エーラ）

ガットマン・キューブリック
声 - 松山鷹志
「レギオン隊」の一員。別名「掃除人ガットマン」。
キリンのような形をした緑色の謎の生物。赤ちゃん言葉で話すが、ラポワントからの任務ながらも、教会破壊を拒むマリーヒューズに「背信者」と罵り攻撃を仕掛けるなど、残虐な一面を持つ。
大監獄の開かずの独房に収容されていたが、「レギオン隊」の戦力補強としてラポワントに連れて来られた。ガジルとジュビア相手にその圧倒的な力を見せつけるが、二人の連携プレイにより敗れる。その後、ゼントピアに戻りナツらの足止めをするがマリーヒューズに止められ、ラポワントによって利用されていた事を知り戦意喪失した。以降は改心し、ココ以外の「レギオン隊」メンバーと共に無限城の鎖を壊し、事件後は地方教区の再建に務めるように大司教から命令された。
- ラプチャーマジック - 相手の体内の魔力を瞬時に膨張させ、暴発させる破裂魔法。

### 新生六魔将軍
イミテイシア
「新生六魔将軍」の一員にしてナンバー2。アニメオリジナルキャラクターを参照。

ジャックポット
声 - 青山穣
「新生六魔将軍」の一員。
赤い熊の着ぐるみを羽織った男で、連続教会破壊事件の第一人者。奇妙な動きや発言をする。
ルーシィやエルフマンらと交戦するも、教会を襲撃したことによって怒ったバイロに魔法を打ち消されたことによりナツにスロットを壊され、倒される。その正体は元「六魔将軍」の一員・クロドアであった。
OAD「FAIRY TAIL × RAVE」ではダークブリングを得てジャックポットMkIIとなった。
コードネームは「スロットマシーンの大当たり」であるjack pot（ジャックポット）を意味する。
- スロット魔法 - 体のスロットマシーンを回し、揃った絵柄により様々な効果の魔法を使う。

グリムリーパー
「新生六魔将軍」の一員。記憶を無くしたエリゴール。詳しくは鉄の森を参照。
コードネームのGrim Reaperは訳すると「死神」を意味する。

### 星霊（日蝕星霊編）
ポラリス
声 - 村田太志
小熊座の星霊。ユキノの契約星霊。
ピンク色の熊型ロボットの姿をしている。小熊座の星霊でありながらも大きな体格で腹にギミックが仕込まれており、ハチミツを取り出してパワーアップする。

デネブ
声 - 村田太志
白鳥座の星霊。ユキノの契約星霊。
両腕に黒い羽飾りを付けた青年の姿をしている。羽飾りで相手を引き裂いて戦う。陰気でネガティブな性格で、ユキノ曰く「気難しい」。

## 劇場版オリジナルキャラクター

### 第1作目
エクレア
声 - 遠藤綾
鳳凰石を持つ謎の少女。
占いをしながら旅をしている。自分の名前以外の記憶を失いながらも、鳳凰石をカラードに届ける使命を果たそうとする。「魔法は人を不幸にするもの」と考えておりドライな面が目立つが、相方のモモン曰く「人付き合いが苦手だが、根は良い子」。
「妖精の尻尾」と行動を共にしているうちに彼らと打ち解けていき、特にルーシィと深い友情を抱くようになる。その正体はカラードの娘にして、400年前に滅ぼされた火の民の生き残り。鳳凰を解除する使命を長老に託され、鳳凰の涙により永遠の命を持つようになった。ベロニカ公国に捕らわれて、鳳凰復活のための生贄にされそうになるが、モモンに助けられる。鳳凰が解除された後、ルーシィに看取られながら消滅した。
原作においても扉絵に描かれたり、『FAIRY TAIL ZERO』にカメオ出演している。
モモン
声 - かないみか
エクレアと共に旅をしている鳥（実際はモモンガ）で、「モモン」の名はモモンガから来ている。常にエクレアを気遣い、物静かな彼女の代わりによく喋る。
鳳凰復活の生贄にされたエクレアを助けるために自ら炎の中に飛び込んで、命と引き換えにエクレアを助け出す。その後、エクレアの魂と共に天に昇っていった。
序章「はじまりの朝」ではモモンの誕生が描かれ、最初はエクレアの手作りのぬいぐるみだったが、鳳凰石の力で命と自我が芽生えた。当初はエクレアからは邪険されていたが、落とした鳳凰石を探しに夜の街に赴いて、狼に襲われたエクレアを守ったことから、彼女の心は動き、「モモン」の名を与えられた。
エクレア同様に原作においても扉絵に描かれたり、『FAIRY TAIL ZERO』にカメオ出演している。
カーバンクル
ディスト
声 - 森久保祥太郎、白石涼子（少年）
闇ギルド「カーバンクル」のリーダー。左肩に紫のギルドの紋章がある。
水色の髪が特徴の青年。傲慢な性格で、「ザクロ」を口癖としている。物や相手を浮かせて操る魔法を使う。
クリームから鳳凰石を持つエクレアを捕えるよう依頼を受けるが、永遠の命を得て自らが王になるという目的を持っており、クリームのことも利用していただけだった。ナツを圧倒するも、鳳凰復活後の戦いで敗れる。
序章「はじまりの朝」では少年時代のディストが登場し、エクレアにイタチのザクロの蘇生を頼むも、エクレアにはどうすることもできなかった。この時のトラウマから永遠の命に固執するようになり、ザクロの名を口にするようにもなった。
キャノン
声 - 石井康嗣
「カーバンクル」の一員。
角張った顔が特徴の筋肉質で大柄な男。魔導機関砲を操り、あらゆる物を破壊する。
グレイとジュビアのタッグの前に敗れる。
- 銃弾魔法（ガンズマジック）

コーディネーター
声 - 生天目仁美
「カーバンクル」の一員。
金髪のロングヘアに青い髪飾りが特徴の女性魔導士。生意気な性格。エルザと同じ「換装」の使い手。
エルザの換装を無力化させていくが、ウェディングドレスを纏ったことで換装力を高めたエルザは無力化することができず、敗北する。
- 換装騎士（かんそうザ・ナイト）

チェイス
声 - 遊佐浩二
「カーバンクル」の一員。
仮面が特徴の男。ローブを羽織っている。真面目かつ冷淡な性格。影を操り、気配を消して攻撃する。
ベロニカ公国でガジルと戦い、敗れる。
- 陰魔法

クリーム
声 - 宮田幸季
ベロニカ公国王子。我侭だが誇り高い性格。建国400年祭に鳳凰を復活させようとエクレアの鳳凰石を狙う。
隊長
声 - FROGMAN（友情出演）
ベロニカ公国公国軍隊長。
長老
声 - 大木民夫
火の民の長。エクレアに鳳凰石を託す。
カラード
声 - 掛川裕彦
エクレアが長老から鳳凰石を届けるよう言われていた魔導士。バウンダリーの森に住んでいる。
その正体はエクレアの実父で火の民の一族にエクレアを預け、自身は鳳凰を消滅させるためのディスペルを作り上げ、完成させた後に病死した。エクレアたちがカラードの家を訪れた際、生前のカラードが残していた立体映像がメッセージを伝えた。
この直後、ルーシィは自分も父親を亡くしたことをエクレアに教え、2人の友情の始まりとなった。
ギース
声 - 岡田圭右（ますだおかだ）
港町を拠点としている「バックス盗賊団」のリーダー。
「四つ首の番犬」のバッカスは彼の兄分であり、彼の名前を勝手に使って盗賊をやっている。身体を紙のように薄くする魔法を使う。
「妖精の尻尾」から逃げのびた後、ベロニカ公国に身を寄せていたが、鳳凰の攻撃で地割れに落ちそうになったルーシィとエクレアを助け、再び姿を消した。
ダスマ　
声 - 増田英彦（ますだおかだ）
ギースの確保を依頼したとある港町の町長。
リサ
声 - 吉木りさ
舞台「鳳凰の花嫁」の花嫁役である女性。
鳳凰役
声 - FROGMAN（友情出演）
舞台「鳳凰の花嫁」の鳳凰役。

### 第2作目
アニムス
声 - 古川慎
ステラ王国国王。
5つの星が刻まれた王冠を被った美青年。目的のためなら手段を選ばない冷徹な性格で、「竜の涙」奪取のために人道に外れた指揮をザッシュたちに指示している一方、ソーニャを危険に晒す者を許さない。
その正体は、400年前に存在した竜。アクノロギアの攻撃によって重傷を負った際、瀕死のソーニャの体に入り込む事で、お互いに生き延びていた。国王としてのアニムスは、彼の意識が前に出ている状態のソーニャそのものである。ソーニャの体を脱し、竜として完全復活を果たす ため、ソーニャを唆して「竜の涙」を奪おうとしていた。
「竜の涙」の力を使う事をためらうソーニャの精神を乗っ取り、ナツたちを退ける。そして「竜の涙」を横取りしたザッシュを追う際に、ソーニャの体から離れ、竜としての姿を現した。ザッシュが「竜の涙」の暴走に巻き込まれた後は、それを取り込んで完全復活を果たしたが、半身が竜化したナツに敗れた。ソーニャと最後の会話を交わすと、「（ソーニャの笑顔を）初めて見た」と言い残し、消滅した。
原作者による初稿ネームと完成作品では、終盤の扱いやナツの「正体」に関する言及に大きな差異がある。
- 滅竜魔法
- 魂竜の術（こんりゅうのじゅつ）
- 思念体（しねんたい）

ソーニャ
声 - 悠木碧
アニムスの側近である魔導士。
頭の左側に花飾りを付けている憂いを帯びた美少女。アニムスとは幼馴染に当たる。「竜の涙」を奪った目的を、「ステラ王国に点在するステラニウムが吸収した魔力が解き放たれて国が滅ぶのを阻止するため」と語る。
実は400年前の人間であり、竜の攻撃を受けて瀕死の状態だったところを、アニムスが入り込む事でお互いに生き延びていた。アニムスが入り込む前、アクノロギアから「守れなくてすまなかった」と謝罪されており、アニメにおける最終決戦の際にもアクノロギアの回想に登場するなど、アクノロギアにとっても印象深い人物となっている。また、攻撃を受けた際、髪につけていたリボンがほどけているが、これに力が集約されて「竜の涙」となった。

ザッシュ・ケイン
声 - 斉藤次郎
ステラ王国国務大臣。
髭を生やし、顔の右側に2本傷がある強面の男。目を合わせた者を洗脳し操る魔法を使う。残酷かつ粗雑な性格。
かつてはフィオーレ王国の国務次官だったが、黒魔術信仰者として摘発されそうになりステラ王国に亡命し、卓越した手腕と野心で出世を果たした。黒魔術を行うために様々な場所から純潔の女性を攫い、その血を大量に集めていた。ただ血を集めているだけでなく傷を付け恐怖に怯えて泣く女性の様子を見て性的興奮を覚え楽しんでいる節があり、モラルの無いサディストでもあることが窺える。
酒場で目にしたルーシィを女性として気に入り、彼女が純潔であることを見抜き、捕まえて彼女の血も採取しようとしていた。
彼が攫った女性たちの様子を見るに血の採取以外にも彼女たちを手籠めにして性犯罪行為を行っていた可能性が示唆されている。
自身を追放したフィオーレを逆恨みしており、「竜の涙」を使って復讐を目論んでいた。
しかし、「竜の涙」の魔力を制御できず、その力によって消滅した。
- 魔目（まめ）

レッドナイフ
ザッシュが従えている大型犬。謎の木の実を食べて炎を放てるようになったハッピーに敗れた。

スリースターズ
ステラ王国軍の精鋭である3人の魔導士。
スワン
声 - たかはし智秋
「スリースターズ」の一人。褐色肌とウサギの耳のような髪型が特徴の美女。武器はステラ王国原産の鉱石・ステラニウム製のグリーブを纏った自慢の美脚で、蹴り技と魔力による斬撃を繰り出す。エルザを圧倒したが、七星剣を発動させた彼女に敗れた。
- 回転魔法
  - グラン・フエテ

ドール
声 - 竹内良太
「スリースターズ」の一人。上半身裸の筋肉質な巨漢。厳格かつ無口な性格。「我が娘」と称する少女の人形「フランソワ」「キャトリン」を溺愛しており、人形から放たれる炎系魔法を扱う。グレイとの交戦中、人形による攻撃がグレイへのアプローチに見えて割り込んできたジュビアの攻撃で人形が戦闘不能となり、そのままグレイの滅悪魔法を受けて倒された。
- 呪いの魔法
  - フランソワ・キャトリン

ガプリ
声 - 八代拓
「スリースターズ」の一人。水色の髪にスカーフを巻いた青年。大喜びた性格。常に座っている鉄球を高速飛行させる魔法を使い、サーフィンのごとくこれを乗りこなす。速度系の魔法を付加したウェンディとシャルルを圧倒するスピードを見せつけたが、真正面で反転した2人から強烈な蹴りを受けて墜落し、同じく2人のパンチでとどめを刺された。

リアナ
声 - 加隈亜衣
フィオーレ王国軍特殊部隊「白虎」隊長。真面目な性格。
黒髪のショートヘアで鎧を着込んだ女性。ザッシュの「竜の涙」強奪を防ごうとするが、彼の魔法により部下たちと同士討ちをさせられ全滅する。自身は運良く一命を取り止めたが、ザッシュに拉致され牢に繋がれていた。

## 派生作品の人物

### FAIRY TAIL ZERØ
ユーリ・ドレアー
声 - 小西克幸
「妖精の尻尾」創設期のメンバー。「風精の迷宮」に所属するトレジャーハンター。マカロフの父。
ひ孫のラクサスに似た容姿をした金髪で細身の青年。本人曰く「年齢は10代」。明るくテンションが高い性格だが、何かと面倒を起こすトラブルメーカーな一面もある。狙った宝を必ず手に入れるトレジャーハンターとしての矜持を持ち合わせている。ギルドではプレヒトとウォーロッド以外に心から信じる者はいなかった。
トレジャーハンターの道具や武器として、「ウソ」を言えない空間を発生させ「ウソ」をついた者をゲームの敗者と判断するA級秘宝である魔法アイテム「ジャッジメント・フィールド」や一個5000Jはするという爆弾「結晶爆弾」を使う。
X686年にプレヒト、ウォーロッドと共に天狼玉を手に入れるため天狼島に訪れる。そこでメイビスと出逢い彼女から天狼玉の情報を引き出すために「互いの真実を当てるゲーム」を持ちかけるが、「自分がゲームが始まってから57回まばたきをした」 と自分でも正解か否か答えられないことを言われ敗北する。さらに、既に「青い髑髏」に奪われていたことを知り、同行を頼んだメイビスたちと共にハルジオンに向かう。マグノリアの「青い髑髏」との戦いで重傷を負い、逃走後にメイビスが連れてきたゼレフから雷の魔法を学んだ。マグノリアの解放作戦には消極的だったが、メイビスがマスター・ジョフリーを誘い出した隙にカルディア大聖堂で天狼玉の奪取に成功する。しかし、その正体を知ったメイビスの警告も聞かずに触れたことで天狼玉に取り込まれ、「青い髑髏」の骨の竜の石像に宿って暴走してしまうが、メイビスの発動した「ロウ」で元に戻った。戦いの後、成長できない体になってまで自分を救い出したメイビスに恩義と責任を感じ、彼女の夢のために生きることを決め、同時にメイビスに前を進んでほしいがためにゼーラが幻であることを告げた。その後「妖精の尻尾」を結成するためにプレヒト、ウォーロッドと共に「風精の迷宮」を脱退。結成後、X690年5月にはリタと結婚、X696年3月にはマカロフを儲けるが、同時に妻を喪い、その真相を知らぬままX700年に死去した。

ゼーラ
声 - 花澤香菜
ジーセルフの娘で、ツインテールにした黒髪（カラーイラストやアニメ版では茶髪）の少女。
頭が良く父に溺愛されて育ったことから他者を見下しており、父やギルドメンバー同様にメイビスにも辛くあたっていた。アニメ版では女生徒たちのリーダー格で、友人たちはギルドマスターの娘であるゼーラに逆らえずにいたことも描かれた。
X679年に「青い髑髏」の襲撃で父を喪う。自身はメイビスに助けられ、彼女の心の強さを知ったことで自身のこれまでの行いを恥じて改心しメイビスと親友になる。「赤い蜥蜴」が全滅してからは2人で天狼島に暮らしていたが、7年後のX686年にユーリ一行が島を訪れた際、天狼玉が7年前に「青い髑髏」に奪われていたことに気付き、天狼玉を取り戻すことにしたメイビスとユーリ一行と共に旅に出る。7年前に改心したことから他者を見下すことはなくなったが内向的で人見知りにもなり、ユーリ一行には警戒心を抱く。マグノリアでの「青い髑髏」との戦いにおいてゼレフから魔法を学び、父と同じ炎の魔法を使えるようになった。
実は7年前の「青い髑髏」襲撃の際既に死亡しており、現在のゼーラはメイビスが類い稀な幻魔法を開花させ、無意識に生み出した幻 であった。メイビス本人が幻と気付いていないのでユーリたちにも見えていなかったが、「青い髑髏」との戦いの後にユーリがメイビスに自身が幻であることを告げたことで彼女が意識し体が消え始める。悲しむメイビスに対し「私はメイビスの中に帰る」と言い残し、彼女が全てを受け入れたことで消滅した。なお、ゼーラの最後の声と姿はユーリたちにも認識され、消える直前に彼らにメイビスのことを託した。
後に本編にも登場し、アルバレス帝国との戦いで「妖精の心臓」から目覚めたメイビスの魔力や思考が一瞬リセットされ、一時的に彼女の中で自分の存在が無意識下となり復活した。アイリーンが発動した「ユニバースワン」の影響で陸続きになった天狼島に飛ばされたガジルと出会い、「妖精の尻尾」を守るために散り散りになったナツたちにギルドの方角を伝える。メイビスが意識を取り戻してきたことで身体が消え始め、メイビスが自分のことを思い出した際に彼女と「妖精の尻尾」に声援を送り、再びメイビスの中に帰っていった。
最終回においては、ラストシーンで妖精の姿で登場し、読者に向けて、「またね」と告げた。
モデルは『レ・ミゼラブル』のエポニーヌ。

ジーセルフ
声 - 田村真
「赤い蜥蜴」マスター。ゼーラの父。
ギルドに所属していたメイビスの両親亡き後、借金のカタとしてメイビスを引き取り、彼女を使用人として働かせながら虐待していた。その一方、一人娘のゼーラを溺愛している。炎系の魔法を使う。
X679年、「青い髑髏」の襲撃により死亡した。

ジョフリー
声 - 松山鷹志
「青い髑髏」マスター。ジョゼの祖先。
ゴーグルをかけ、髑髏模様のマントを羽織った老人で、顔の影が濃いのが特徴。当時のメイビスをして「どう計算しても戦闘では勝てない」と言わしめ、彼女の魔法を幻だと見抜く高い魔法の技能・知識を持つ。
X679年に天狼島の「赤い蜥蜴」を襲撃し、天狼玉を奪った。X686年にはマグノリアを支配しており、天狼玉を取り返しに来たメイビスたちを返り討ちにした。その後、北の山に狩りに出かけていた時にゼレフから魔法を学んだメイビスの燃える街全体を再現した幻に嵌り、牢に閉じ込められる。しかし、鍵をかけたのが幻であるゼーラだったため、脱出に成功。ギルド壊滅後はメイビスたちが結成した「妖精の尻尾」と対立するために「幽鬼の支配者」を立ち上げる。

### TALE OF FAIRY TAIL ICE TRAIL 〜氷の軌跡〜
ナノ・リーフ
グレイが「喧騒の秒針」で出会った魔導士の少女。
ネズが手に入れた悪魔の卵を孵化させるために無理矢理両親から引き離され働かされていたが、グレイの活躍で両親に会うことができた。
- エッグ・ノック - 卵の中の時間を速く進める魔法。

ネズ・ブームス
魔導士ギルド「喧騒の秒針（クロノ・ノイズ）」マスター。
右目が黒で左目が白のオッドアイが特徴。当時子供だったグレイよりも小柄な体格（本人も気にしている）で、常に竹馬に乗っている。時間に非常に厳しく、それを守れない部下を容赦なく攻撃するなど残忍な性格。
森で偶然見つけた悪魔の卵をナノの魔法で孵化させようと企むが、グレイに敗れた挙句卵を破壊されてしまう。最期は部下からも見捨てられ卵から出た不完全な悪魔に飲み込まれた。
- 全天爆裂球（フルパノラマ・ボム） - 多数の爆発する球体を放ち一斉に爆発させる。
- 爆印（ボム・スタンプ） - 竹馬の先で相手に時計のような印を付け、そこを爆発させる。

トーチ・エンデバー
魔法評議員兼BLACK VOX刑務所長。
「ロ」模様のマフラーを巻いた老人。自分の命が危険にさらされても囚人を脱獄させないとする強い正義感の持ち主。

グロッグ・フォト
BLACK VOX看守長。トーチを父のように慕っている。

ドラム・ビー
闇ギルド「伍条橋一家（ファイブリッジ・ファミリア）」マスター。
覆面で顔を隠し、右目が義眼になっている巨漢。ギルド間抗争で大量殺人を犯した重罪人としてBLACK VOXに収容され、その刑務所長であるトーチを恨んでいる。
自分の息子たちがトーチを人質に助けに来たことで牢匣から解放され、他の囚人たちも解放してBLACK VOXを乗っ取ろうとするが、グレイに邪魔された上、軽罪で収容されていたギルダーツに倒される。
錫杖のような輪っかが付いた槍を使う。
- 蒐集光太刀999's（コレクトビームスリーナイン） - 腕から出した999個の球体からビームを放つ。
  - 一点透視図砲（ビームペクティヴ） - 999個の球体から一点に向かってビームを一斉掃射する。

ドロンボ
泥棒の青年。元盗賊団の一員。
偉そうな物言いをし、犯罪に罪悪感を抱かないナルシスト気味の性格をしているが、根は非常に臆病でドジっ子。仲間や友人思いな一面もある。また、様々な魔道具を開発する頭脳を持ち、視野も広い。
戦闘能力は一般人並だが、自作の魔道具を駆使して盗みを成功させていた。
かつては有名な盗賊団に所属していたが、計画の途中に自己保身に走って逃げてしまい、それによって仲間が捕まったことを後悔している。
街で盗みを働いていた際に自身のミスでグレイに捕まり、そのことを逆恨みして復讐するために彼と行動を共にする。最初は何かとグレイに嫌がらせをしていたが、列車が故障で動かなくなった際に訪れた魔道士の隠れ家での一件でグレイたちと仲良くなる。
マグノリアに着いた後パウゼの様子が怪しい事に勘づいてパウゼを止めようとするも逃してしまい、その後ワカバと共に行動していた所をパウゼたちに襲撃される。目覚めたグレイがパウゼを探し、ワカバを助けようとするのに力を貸す。アジトにグレイが突入してからは行方を眩ませていたが、免罪になったパウゼと共に新しいギルドに所属しているらしい。
＊ ハヤクウゴケールX
魔道具開発途中で奇跡的に生まれた薬。使用すると30秒の間30倍の速度で動ける。周りからは早すぎて認識できない。
＊ タクサンハイール改
自作の魔道具。見た目は小さい袋だが中には大量にものを詰め込むことができる。

パウゼ・ライトレス
眼鏡をかけた魔導士の少年。
普段は礼儀正しいが、根は曲がったことが嫌いな熱血漢で、そういった場面に遭遇すると我を忘れて一人称が「己（オレ）」に変わりその者に制裁を加える。
持っている大きな本の紙を操る魔法を使う。紙で鳥や犬を折ると生きているかのように自立して動き出す。他人でも「パウゼ」という言葉に反応して動きだす。
一人でマグノリアに向かって旅をしていた時に同じ目的を持つグレイと共に列車で旅をすることになる。ドロンボとも直ぐに打ち解け三人で仲良くしていたがその一方で謎の行動を隠れて行っており、マグノリアに向かう目的も隠していた。
その正体はギルド「闇夜行路（サーカスナイト）の一員であり、かつて幼い頃に両親を失ってから育てられた恩からカフチの命令に従っていた。妖精の尻尾を潰すためにマグノリアに送り込まれており、自身の行動にドロンボが勘づいたことでグレイたちの前から姿を消す。そしてワカバを襲撃する際に顔を見られたことからグレイたちにも怪我を負わせる。しかし陰でグレイとドロンボを助けたことから罰を受け重傷を負わされている。そこにワカバを助けにきたグレイが現れ、カフチから殺すように言われるも初めて出来た友達だからと断り、見限ったカフチに吸収される。事件解決後はその場の状況などから巻き込まれたと判断されて免罪され、ドロンボに誘われて新しいギルドに入る。それから一年すると手紙を書く決心がつき、グレイに手紙を送った。
- 紙嵐（パルプ・ストーム） - 本の紙を使って大きな竜巻を起こす。

カフチ・ママレド
ギルド「闇夜行路（サーカスナイト）」マスター。
電球のような形をした服を着た男性。口の周りには縫い跡のようなものが付いている。
仲間を駒としてしか見ない残虐な性格でオカマ口調。
犬猿の仲である妖精の尻尾を潰すためにパウゼをマグノリアに送り込み、ギルドの一員であるワカバを捕まえた。そこにワカバを助けにきたグレイや妖精の尻尾の魔道士が現れ、パウゼや仲間を吸収してマカロフと戦おうとする。そこにパウゼを助けようとするグレイの横槍が入り、執拗に痛ぶるもグレイは諦めず、彼の行動に怒りを抱いたマカロフに敗北。その後は評議員に連行された。
- 蛇腹操々（スネイクスネイクチャームズ） - 身体から液状の蛇のようなものを出して自在に操る魔法。魔導士を食べさせて、自らの魔力を増幅させることができる。

### FAIRY GIRLS
ロイル
帽子を被った少年。クロッカスでトーマの護衛をしている父親を襲撃した犯人を捜すようにルーシィ、エルザ、ウェンディ、ジュビアに依頼した。

マスターリベル
「漆黒の仔鬼」のマスター。魔法の結界を駆使する。

シルバースパーク
「漆黒の仔鬼」の創設者。魔導機械修理を得意としており、6年前までは、王国の主席にして、宮廷魔導師を務めていた。

ドム
「漆黒の仔鬼」のメンバー。爆発性の服を駆使する。

ルシエ&ロエン
「漆黒の仔鬼」のメンバーの姉妹（実際は兄妹）。
扇風機を武器としており、それは無音飛空艇を動かすエンジンにもなる。

リシエ
「漆黒の仔鬼」のメンバー。巨大要塞ブラックベアを初めとした、クマさんアイテムを駆使する。

スミレ、ゴリラ、ロレン
「マリオネット・ローズ」のメンバー三人で、ゴリラは「催眠のゴリラ」という異名を持つ。
ゲン&リリィ
闇ギルド「ウスバ・カゲロウ」のメンバー。ゲンは黒髪のアフロと髭が生えた男性で、リリィは髪を団子にして後ろに纏めた女性。南の海に面しているリゾートの支配人を名乗っていた。
魔力吸収装置を開発したと言っていたが、実際にはスミレに与えられたもの。
植物のような形をした魔力吸収装置でリゾートに来た人たちに魔力を奪い、幸せなリゾートの幻覚を見せていたが、ルーシィとロキによって倒された。

### FAIRY TAIL 100 YEARS QUEST
トウカ / ファリス
声 - 鈴代紗弓
ナツたちが100年クエストに出ている間に「妖精の尻尾」に加入した謎の女性魔導士。ゼレフとは反する白魔道士と呼ばれる存在。ナツに好意を寄せ、彼を「マイ・スイート・ダーリン」と呼ぶ。ジュビアとは恋のライバル関係。
元々はアースランド、エドラスとも違う「臨界魔法世界“エレンティア”」に住んでいた。エレンティアを救うために「白魔導士・トウカ」を名乗り、セレーネにそそ抜かされて、木神竜・アルドロンを復活させてしまった。
事件後はナツたちに謝罪し、トウカと共にエレンティアに残った。
- 白滅（ホワイトアウト）

トウカ
声 - 久保ユリカ
本物のトウカで、その正体はエレンティアのエクシード。紫色の縞模様が特徴的な猫の少女。ファリスに身体を乗っ取られていた。
過去に自分を助けてくれたハッピーに恋をするが、ナツと名前を勘違いしていた。事件後はファリスと共にエレンティアに残った。
- 水の翼（アクアエーラ）

ファリス
アースランドでのファリス。黒魔道士。
アクロノギアの落とした腕を所有している。ナツたちの住む人間世界も、イグニアの望むドラゴンのみの世界も黒く染めようとしている。
エレフセリア
声 - 麦人
世界最初のギルド「魔陣の竜（マギアドラゴン）」のマスター。
100年クエストの依頼主および滅竜魔導士でもあり、自らも既にドラゴンと化し「法竜」を名乗る。人間態は、長い髭を生やした、格好のいい老人。威厳のある人物を装っているが、スケベな一面もある。
身体の大きさを自在に操れる。
- 法の滅竜魔法
- 瞬間移動の魔法

#### 五神竜
ギルティナ大陸に住む五頭の竜。各々がアクノロギアに相当する強さを持つ。
メルクフォビア
声 - 梅原裕一郎
100年クエストの依頼でもある五神竜の1匹で水神竜の異名を持つ。エルミナの守り神として人間に信仰されている。
その2つ名の通り水を司る神竜であり、街を余裕で飲み込むほどの水を生み出すことができる。五神竜の中では比較的温厚な常識人だが、一度竜として暴れれば、絶大な力で全てを蹂躙しかねない力を発揮する。
かつては暴虐の限りを尽くしていたが、カラミールと出会い人間と共存する生活を送っている。
- 水の滅竜魔法
  - 水竜の咆哮（すいりゅうのほうこう） - 口から水のブレスを放つ。これによりナツの「炎竜王の咆哮」を完全に打ち負かすこともできる。

- 変身魔法
- 解除魔法（ディスペル）

イグニア
声 - 岡本信彦
イグニールの実子である炎神竜。非常に好戦的な性格で今まで破壊した国は数しれない。
己の力を試すためにアクロノギアと戦おうとしたが、すでに倒されたことから現在はナツと戦うことを望んでいる。
- 炎の滅竜魔法
- 変身魔法

アルドロン
世界一大きな種のドラゴンであり、木神竜の異名を持つ。自然の力を使い人の心を読むことができる。
両手、背中、両肩に街があり、ギルティナ大陸最大都市「ドラシール」もそのひとつ。
300年以上昔に体の上に街を築くよう命令し、5つの街が形成された。
各街にオーブが存在し、すべてのオーブが破壊されるとアルドロンは力を失ってしまうと言われている。
- 木の滅竜魔法
  - 剣戟森森（けんげきしんしん） - 敵を襲撃するために体からすべての方向に非常に鋭いとげを大量に放出。

- 読心（どくしん） - 他の人の心と考えを読む。

セレーネ
声 - 水樹奈々
月神竜の異名を持つ。黒月山に住んでおり、星の力を使う強大なドラゴンと言われている。白魔道士を唆し、アルドロンを復活させた。
人間の姿はかなりの美女だが、本性は自身の目的を達成するためならば、手段を選ばずに卑劣な行動を平気で取り、時には利害の一致さえ合えば敵対していた相手と手を組む事も一切躊躇わない。
自分の息子を殺して喰った『ディアボロス』のマスター・ゲオルグを踏み潰し、思念を果たす。ゲオルグが死ぬと、人間世界で暮らす為に『ディアボロス』の新たなギルドマスターに名乗り出て、スザクたちを従わせる。
『妖精の尻尾』とのバトルロイヤル以降は心を改めて、改心した。
- 月の滅竜魔法
  - 転送（てんそう）
  - 月光炎（げっこうえん） - 相手の周りに色違いの炎の大きなスパイラルを作成し、それらを燃やす。
  - 月光蝶（げっこうちょう） - 淡い色の紙のような蝶を作成し、それに巻き込まれたものに大きなダメージを与えた。
  - 月影刃（げつえいじん）
  - 月影掌（げつえいしょう） - 腕を前に上げ、手のひらを相手に向けると、月光が相手に向かって発射され、大きな円柱状の爆発が発生する。

- 変身魔法
- 水の翼（アクアエーラ）
- 念話（テレパシー）

ビネルエス
金神竜の異名を持つ。他の五神竜も会った事が無く、一切の情報がない。
- 金の滅竜魔法
- 変身魔法

ドグラマグ
土神竜の異名を持つ、6頭目の五神竜。かつてはドグラマグを含め六神竜であったが、100年前にエレフセリアに討伐されている。
- 土の滅竜魔法
  - 土神竜のゼ・キトラ（どじんりゅうゼ・キトラ）
  - 土神竜のガ・メルジオ（どじんりゅうガ・メルジオ）
  - 土神竜のジ・コルメア（どじんりゅうジ・コルメア）

- 法の滅竜魔法

#### 五神竜の関係者
カラミール
声 - 日笠陽子
メルクフォビアに支える女性。白魔導士と名乗るトウカに魔力の吸収を依頼した。メルクフォビアとは親密な関係にある。
アテネ
デュークによって造られたアンドロイド。

#### ディアボロス
竜を食して力を得た第五世代が多く所属している。
ゲオルグ・ライゼン
声 - 間宮康弘
ギルド「ディアボロス」のマスターで、全身に傷のある壮年の男性。セレーネにアッサリと殺される。
人望はあまりなく、キリンやミサキ曰く「パワハラやセクハラが酷かった」とのこと。
- 四獣竜の滅竜魔法
- ドラゴンフォース

キリア
声 - 内山夕実
全てを切り裂く「刃竜」の異名を持つ女性。見た目は色気を感じさせる美女だが、言葉遣いは古風で性格も好戦的なサディスト。物体のみならず、「強さ」などの概念すら切り裂き、竜を食して力を得た第五世代。
- 刃の滅竜魔法
  - 刃竜の裂哮（じんりゅうのれっこう） - 咆哮を素早く集めて解放、その道にあるすべてものを押し戻し、斬る。
  - 強さを斬る（つよさをきる） - 相手の精神的な強さを切り取り、その結果相手の性格を簡単に支配できるものに変える。
  - 刃竜双破斬（じんりゅうそうはざん）
  - 刃竜裂破斬（じんりゅうれっぱざん） - 腕を上向きに振り、相手を上向きに斬り飛ばす攻撃を放つ。
  - 刃竜覇王剣（じんりゅうはおうけん）

- 滅竜奥義
  - 刃竜剣舞（じんりゅうけんぶ）

- ドラゴンフォース

マッドモール
声 - 山本格→利根健太朗
最強の鎧「鎧竜」の異名を持つ第五世代。語尾に「〜っちゃ」とつけたりと茶目っ気を感じさせる喋り方をしているが、性格は至って真面目かつ律儀で、敵対する相手には一切の容赦はしない。
異名に違わず、装備している鎧の防御力が非常に高く、多少の攻撃や衝撃では傷一つ負わないばかりか、炎竜王の崩拳ですらダメージを与えることはできなかった。
物理攻撃にはめっぽう強いがナツの放った炎の熱さには耐えられなかった。
- 鎧の滅竜魔法
  - 鎧竜の鋼鉄拳（がいりゅうのこうてつけん） - 鎧竜と同じ特性で拳を固め、相手を突き、鈍いダメージを与えた。

- ドラゴンフォース

スカリオン・レイダー
声 - 浜田賢二
全てを灰にさせる「骸竜」の異名を持つ第五世代。癖の強いメンバーが大半なディアボロスの中では一際、真面目さや用心深さはかなりのものな反面、性格は冷徹かつ冷酷。灰を使った広範囲攻撃、相手の攻撃を灰にして無効化する、灰を使ってワープするなど攻撃・防御・移動すべてにおいて優れた魔法を使う。
他にも灰を膨大に用いてかなり大きな船などの建造物を作る事も可能にしており、氷よりも質量が遥かに軽い灰で当然のようにやって見せていることからも造形魔法の能力も非常に優れており、グレイですら「非常に繊細」と皮肉を交えながら驚いていたほど。
- 骸の滅竜魔法
  - 骸竜の絶灰（むくろりゅうのぜっかい） - 彼の周りのすべてを灰に変えながら、取り巻く灰の渦を作る。
  - ブラックアッシュ

- ドラゴンフォース
- 念話（テレパシー）

ネバル
声 - 谷口悠
「粘竜」の異名を持つ第五世代。喋り方の所々に独特な奇声や独り言を発する変質的な人物。粘液を自在に操り相手を繭状にして動きを封じる。
アルドロンが支配するドラシールにて、アルドロンの討伐に赴く中でウェンディと交戦。序盤から圧倒するばかりかウェンディに弱さや不甲斐なさをしつこく指摘して彼女を精神的に弱らせた。後にウェンディの秘策で追い込まれるも、自身はドラゴンフォースを開放して再度逆転して見せるも、その副作用で身体が耐えられなくなり自滅。スカリオンたちによって自滅とディアボロスに報告される結果となった。
- 粘の滅竜魔法
  - 粘竜のネバネバ咆哮（ねんりゅうのねばねばほうこう）

- ドラゴンフォース

レイス
声 - 小林大紀
「霊竜」の異名を持つ第五世代。霊体であるため、基本的に攻撃を加えることができず、相手に憑依する事が可能。一方、攻撃する相手が霊体であったりした際は通常通り攻撃される事が数少ないながらの大きな欠点でもある。過去に「妖精の尻尾」に所属していた。
- 霊の滅竜魔法
  - 竜の魂（ドラゴンスピリット）
  - 憑依（ひょうい）

- ドラゴンフォース

##### 黒滅竜騎団
スザク
声 - 鈴木崚汰
「赤竜」の異名を持ち、ディアボロスの幹部「黒滅竜騎団」に所属している。「“剣聖竜”クルヌギ」を食し、剣聖の滅竜魔法を手に入れた。
赤い長髪をポニーテールにした髪型と侍を思わせる装いが特徴。発する言葉の随所に二文字の熟語を用いるのが特徴である。性格も基本的には真面目だが独特な笑いのツボがあり、それにハマった際は状況関係なく腹を抱えてしまうほどに悶えるほどである。一方、任務や目的の遂行のためならば対象の状況や心境を一切鑑みる事無く攻め立てたりと好戦的かつ冷徹な人物でもある。
実力や強さも絶大の一言に尽き、剣術に優れ多くの修羅場を潜り抜けてきたエルザを防御した剣諸共切り伏せ、仲間の協力などもあったとは言え五神竜を倒したナツをあっさり返り討ちにしたほどであり、グレイも「格が違う」と戦慄させたほど。
- 剣聖の滅竜魔法
- クルヌギ流抜刀術（クルヌギりゅうばっとうじゅつ）
  - 冥界落とし（めいかいおとし）
  - 冥界輪廻（めいかいりんえ） - 剣を握り、周囲に圧力をかけると、剣の刃が光を発してから剣を前方に斬り、相手に円形の攻撃を仕掛ける。

- クルヌギ流抜刀術深淵（クルヌギりゅうばっとうじゅつしんえん）
  - 冥界黒煉斬（めいかいこくれんざん）

- ドラゴンフォース

ハク
「白虎竜」の異名を持ち、ディアボロスの幹部「黒滅竜騎団」に所属している。
頭部に猫の着ぐるみのようなものを着た幼い少年。子供っぽい性格。
ドラシール内の「妖精の尻尾」との抗争で、接敵したウェンディに一目惚れし、自分が勝ったらウェンディと付き合うと宣言するが、彼女に敗北した。
- 人形の滅竜魔法
  - プラッシュドール - 対象にエネルギーの波を送り、裾を縫いぐるみに変える。
  - ドールパレード

- ドラゴンフォース

ミサキ
「蒼竜」の異名を持ち、ディアボロスの幹部「黒滅竜騎団」に所属している。三つ編みの髪型が特徴の女性。
ドラシール内の「妖精の尻尾」との抗争で、エルザに遭遇し、戦うが敗北した。
- 次元の滅竜魔法
  - 青き次元（ブルーディメンション）
  - ブルーストリーム - 手のひらを対象に向けて波状の爆風を発射する。

- ドラゴンフォース

キリン
「黄竜」の異名を持ち、ディアボロスの幹部「黒滅竜騎団」に所属している。
帽子にモノクル、顎ひげを生やした男性。棺桶を身につけている。
ドラシール内の「妖精の尻尾」との抗争で、接敵したラクサスと交戦するが、敗北。以降、ラクサスとは犬猿の仲になった。
- 雷の滅竜魔法
  - アトモスディストーション
  - 黄竜の咆哮（こうりゅうのほうこう）

- ドラゴンフォース
- 棺

#### 妖精の爪（フェアリーネイル）
エルキス
声 - 大原さやか
テッカにおけるエルザ。舞台俳優。
エルザとは異なり、臆病かつ謙虚な性格で眼鏡をかけている。
ナック
声 - 柿原徹也
テッカにおけるナツ。「妖精の爪」のトップスター。
かなり傲慢な性格で、ルーシャとは恋仲。
ルーシャ
声 - 平野綾
テッカにおけるルーシィ。ナックのマネージャーだが、酷い扱いを受けている。
ジュビナ
声 - 中原麻衣
テッカにおけるジュビア。ポールダンサー。
ジュビアとは異なり、あっけらかんとした性格。自分のことを「様」付けで呼ばせている。ジュビアのことを聞いて不憫に思い、グレイとの仲を後押しした。
グレン
声 - 中村悠一
テッカにおけるグレイ。ポールダンサー。ジュビナの彼氏。

#### エドラス
ナーシャ
声 - MAKO
エドラスのルーシィとナツの娘。髪の色はエドナツ似だが、顔はエドルーシィ似。明るい性格。
グレージュ
声 - 喜多村英梨
エドラスのグレイとジュビアの息子。髪の色と顔はグレイ似だが、下まつ毛はエドジュビア似。内気な性格で、ナーシャに好意を持っている様子。
アイリーン
ミストガンとエルザ・ナイトウォーカーの娘。アースランドのアイリーンが生まれ変わった。

#### 月下美神
セレーネの配下になっていたが、実際はエレンティアの住民たち。
ヨウコ
声 - 佐藤恵
ネコ目で老人のような口調の少女。
- 百鬼夜行
  - 火車
  - 煙煙羅
  - 外法・逢魔時

- 妖怪形態

ミミ
声 - ニケライ・ファラナーゼ
大柄な女。露出度の高い女を見ると反応する。見た目通りの豪快な体術で戦う。
- 不動
  - 不動剣
  - 不動掌
  - 不動ハリケーン

高速回転で竜巻を起こし、相手を吹き飛ばす。相手を錐揉み状態にし目を回す効果もある。
-   - 不動連弾
  - ミミキーック
  - ミミハリケーン
  - ミミ不動拳
  - ミミ大吸飲

ハクネ
声 - 近藤玲奈
丁寧な口調で話す女性。グレイに幻想を見せて惑わすが、倒される。
- 凍
  - ダイヤモンドエフェクト
  - スノーウェーブ
  - 夢幻雪月花
  - ダイヤモンドタイタン

#### 黄金の梟（ゴールドオウル）
デューク・バルバロア
「黄金の梟」のマスター。
- 白滅（ホワイトアウト） - 魔導士から魔法を吸収して盗むことを可能にする白魔術の一種。
- 人間錬成（にんげんれんせい）

エニー・シグナリオ

ルソー・シグナリオ

ゲンナイ
- 錬成合体ブラインドアイアンシックル（れんせいがったいブラインドアイアンシックル）

コウテツ

サイ
- 恋の絆（ラブボンド）
- 友の絆（ライバルボンド）
- 弱者の絆（ウイークボンド）
- 物質の絆（マテリアルボンド）
- 破壊の鎖（はかいのくさり）

#### 悪祈六書（オラシオンゼクス）
アースランドのファリス書の悪魔たち。
ゼロ
悪祈六書の一員。ファリスが復活させた。
ゲート
悪祈六書の一員。ヤギのような角が特徴の紳士的な風貌。
ブレイド
悪祈六書の一員。黒髪のマッシュルームヘアで、エルフ耳が特徴。
デーモン
悪祈六書の紅一点。ショートボブヘアで悪魔の角が付いている。
バード
悪祈六書の一員。鳥人間のような姿をしている。一人称は「ワシ」で、言葉に「鳥」が付く。
ガイア
悪祈六書の一員。スキンヘッドの屈強な体格。「愛」を主張している。

### FAIRY TAIL PORTABLE GUILD2
主人公
声 - （下記参照）
- 男性 - 梶川祥平 / 越田直樹 / 後藤ヒロキ / 村田太志 / 山本兼平
- 女性 - 藤井ゆきよ / 滑川恭子 / 西口杏里沙 / 佐藤奏美 / 葉山いくみ

本ゲームの主人公。名前、性別、ボイス、体格、フェイスパターンなどを作成できる。新人として「妖精の尻尾」にギルド加入する。
ソフィア
声 - 加藤恵
とある森で出会った謎の少女で、マベル（声 - 屋良有作）が残した大きい本を持っている。
グスタフ
声 - 石井康嗣
闇ギルド「バジリスク」のマスターで、海賊のような服装をした男性。
デイジー・ロコモコス、バモー・ラブレブタ、シュラ・ウルグルム
声 - 西明日香（デイジー）、樋口智透（バモー）、斎賀みつき（シュラ）
バジリスクのメンバー3人。デイジーが悪魔のような服装をした少女、バモーが大柄な体格の青年、シュラがバンダナを着けているクールな青年。